# 臺北車站
臺北車站位於臺灣臺北市中正區，為臺鐵、台灣高鐵、台北捷運的地下化鐵路車站，可經由連通道轉乘機場捷運台北車站，周邊有臺北轉運站等公車及公路客運站點。其負擔臺北都市中央車站的功能，並與板橋車站、南港車站並列為臺北都會區三大交通樞紐，也是全台運量最大的鐵路車站。2004年一份統計資料顯示，該站周圍每日進出人次粗略估計數值約為10萬；2013年，一份報導顯示該站總使用人次位居全球各車站排行中第25名。

## 車站概要
臺北車站於1891年（清光緒17年）10月20日設站，歷經多次遷移與改建後，現今站體啟用於1989年9月2日（參見「歷史」一段），臺灣鐵路公司（及其前身臺鐵局）的本部也設於此；之後隨著台北捷運、台灣高鐵、桃園機場捷運的進駐，形成幅員廣闊的地下街區。車站周邊有商辦、補習班聚集的臺北站前商圈，以及以批發店鋪著稱的後站商圈，若再連結臺北轉運站、捷運北門站、華山地區（華山藝文特區與華山大草原）等周圍之「臺北車站特定專用區」設施，面積可達46.31公頃。其亦為柯文哲市府所規劃「西區門戶計畫區」的核心設施。
臺北車站由於最早僅提供火車（常規鐵路）服務，因此又被俗稱為「臺北火車站」。臺語則稱為「臺北火車頭」（臺羅：Tâi-pak Hué-tshia-thâu）或「臺北車頭」（臺羅：Tâi-pak Tshia-thâu）。2010年代後部分網友簡稱之為「北車」。
日治時期的「臺北驛」以音讀「 Taihoku eki」作讀音 ，英語站名亦以日本語讀音譯作「Taihoku」 。與日治時期不同，2018年夏季台北捷運於部分車站新增日本語到站廣播時，本站以「／ Taipei eki」為讀音做廣播。2023年夏季，台北捷運於本站新增韓語到站廣播，以「／ Taibei yeog」為廣播。

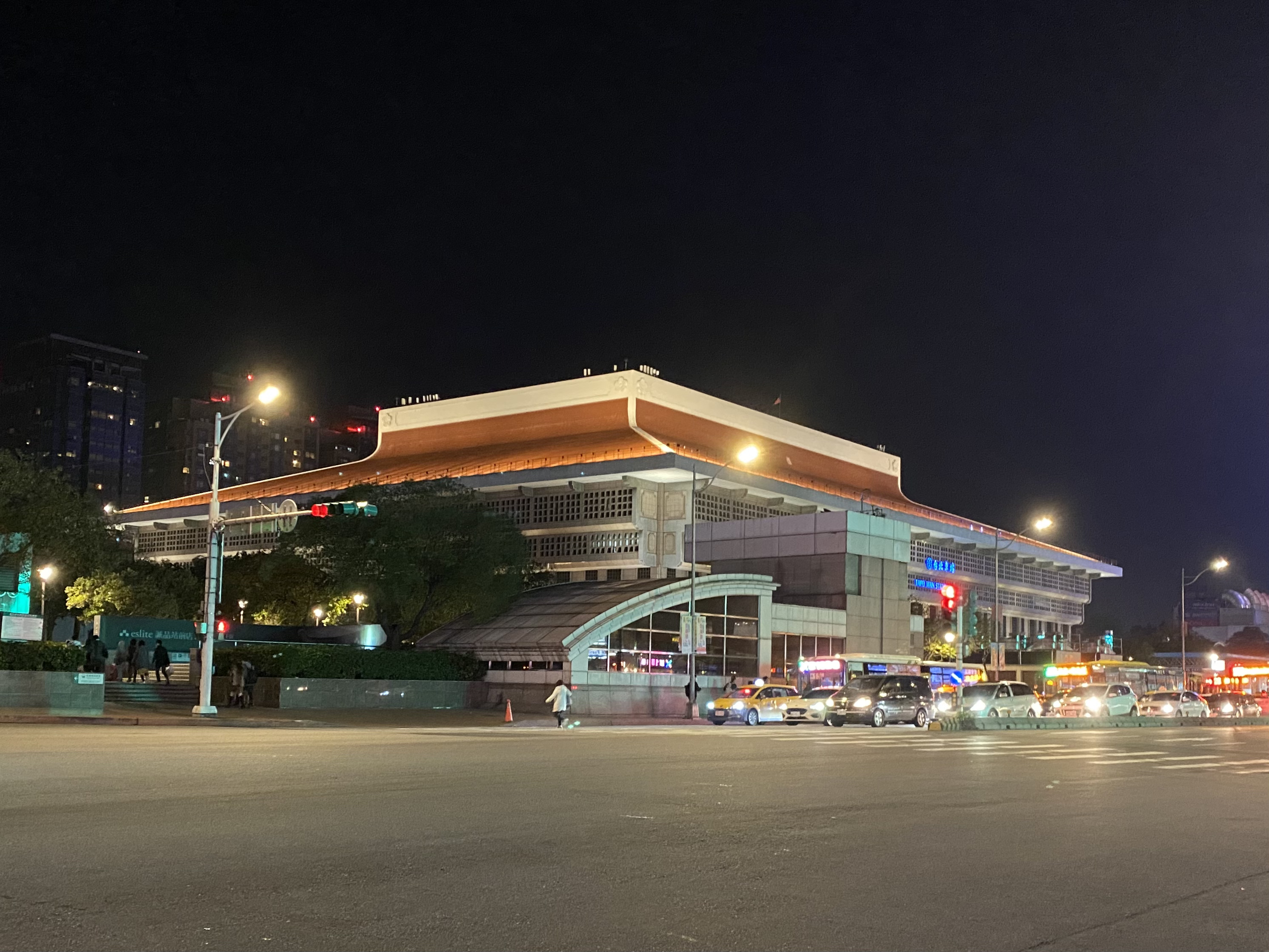
自館前路攝向台北車站夜景

### 鐵道路線
台北車站有多條鐵道路線駛入，可搭乘臺鐵縱貫線、台灣高鐵、台北捷運淡水信義線以及台北捷運板南線，並設有連通道連接位於機場捷運的站體。
車站主體建築位於由北平西路（車站段已經轉作廣場用地）、承德路、市民大道（鄭州路）與公園路所包圍的區塊，其他周邊主要道路包括忠孝西路、中山北路等。台北車站屬於臺鐵車站等級中的特等站，各級列車均有停靠，臺鐵現使用第3、4月台，第3月台為縱貫線逆行（南向）月台，第4月台為順行（北向）月台。高鐵台北站亦為所有車次的停靠站，使用南側第1、2月台，在高鐵南港站啟用前同時是高鐵北端起迄站。
台北捷運淡水信義線與板南線車站分別位於車站主體建築的東側（公園路）與南側（忠孝西路），高運量捷運路線行車控制中心位於地下5層。由於淡水信義線、板南線月台層間並未重疊，故需經由地下2層的捷運大廳層轉乘，兩者間為共站轉乘。淡水信義線車站北端地下3層的穿堂層亦設有臺鐵與高鐵的簡易售票處與剪票口，以便相互轉乘。機場捷運車站位於車站主體西側，與台北雙星共構。車站編號方面，淡水信義線為R10，板南線為BL12，機場捷運則為A1。

## 車站構造

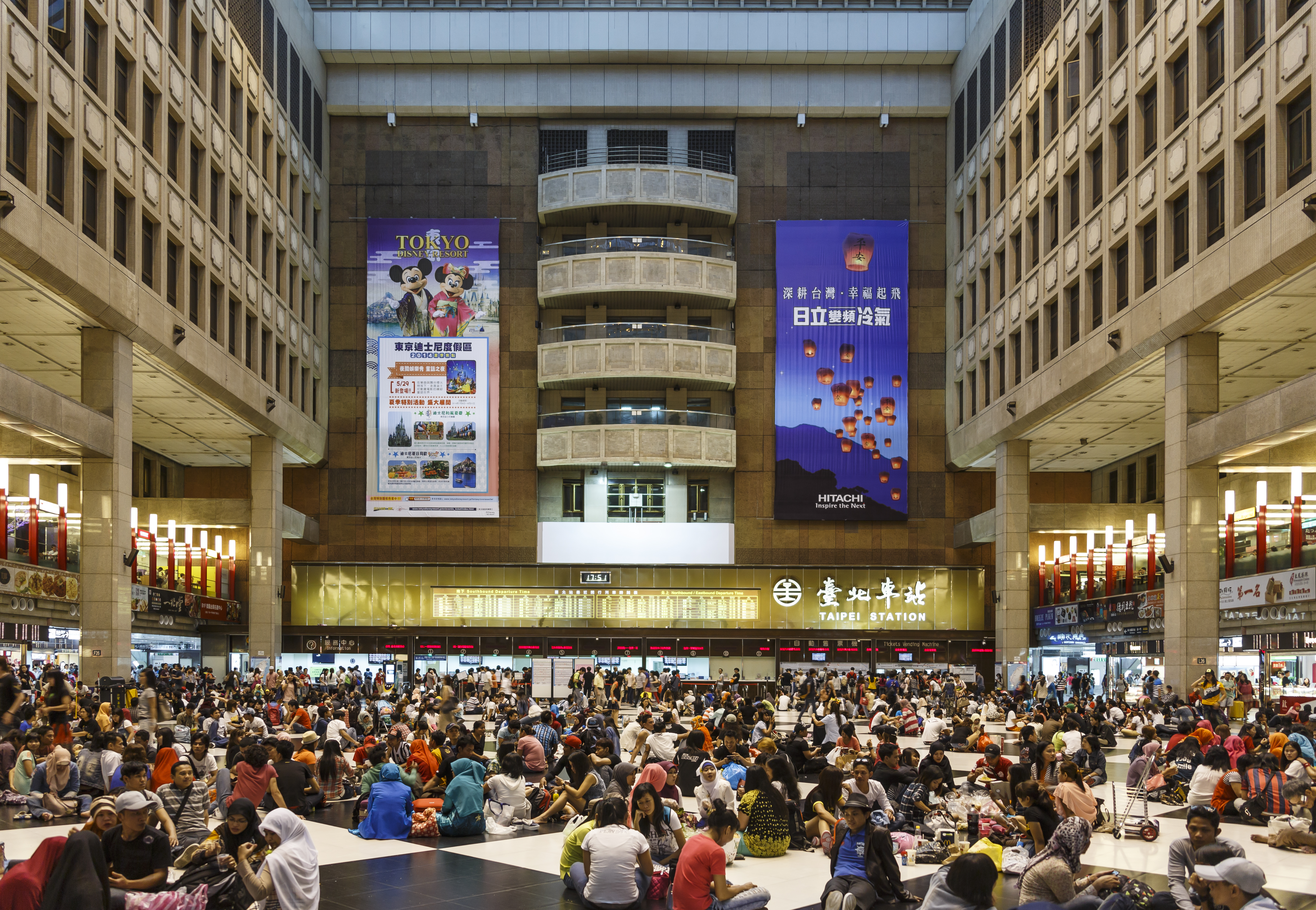
傍晚的臺北車站中庭

臺北車站主體建築為地上6層、地下4層、長149公尺、寬110公尺之大樓，東、西兩側各有一座平面與地下停車場，南側為「站前廣場」。 一樓大廳東、西、南、北各有三個出入口，臺鐵售票處與列車動態顯示板（TIDS）亦設於此，二樓為微風台北車站美食街，三樓以上樓層為臺灣鐵路公司本部辦公室、綜合調度所行控中心等單位使用。地下1樓為穿堂層，北側透過中山地下街、臺北地下街與京站時尚廣場、機場捷運站、臺北轉運站連通；南側與北捷站區地下商場（誠品台北車站捷運店）及K區地下街（東森廣場）連通。
台鐵、高鐵月台層位於地下2樓，共有4座長度330公尺、寬度9公尺的島式月台、以及9線軌道。其中南側第1、2月台、以及其包夾的4線採用標準軌，由高鐵使用；其餘第3、4月台及其包夾的5線（含一通過線）為窄軌，由台鐵使用。
地下3樓為台北捷運板南線車站、地下4樓為淡水信義線車站，本站設有半高式月台門。地下2樓為進、出站閘門及兩線間轉乘穿堂層；地下1樓與站內地下商場連通，並設有8座出入口。出口M6與壽德大樓地下商場（諾貝爾廣場）及臺北凱撒大飯店Metro A8地下美食街連通；西側與站前地下街、K區地下街連通。本站與鄰近的善導寺站、台大醫院站，以及中正紀念堂站均設計為民防車站，以防止空襲及炸彈破壞。
由於其龐大而複雜的站體結構在台灣非常少見，因此又被戲稱為「全台最大迷宮」，台鐵甚至為此研發導航APP。

### 車站樓層

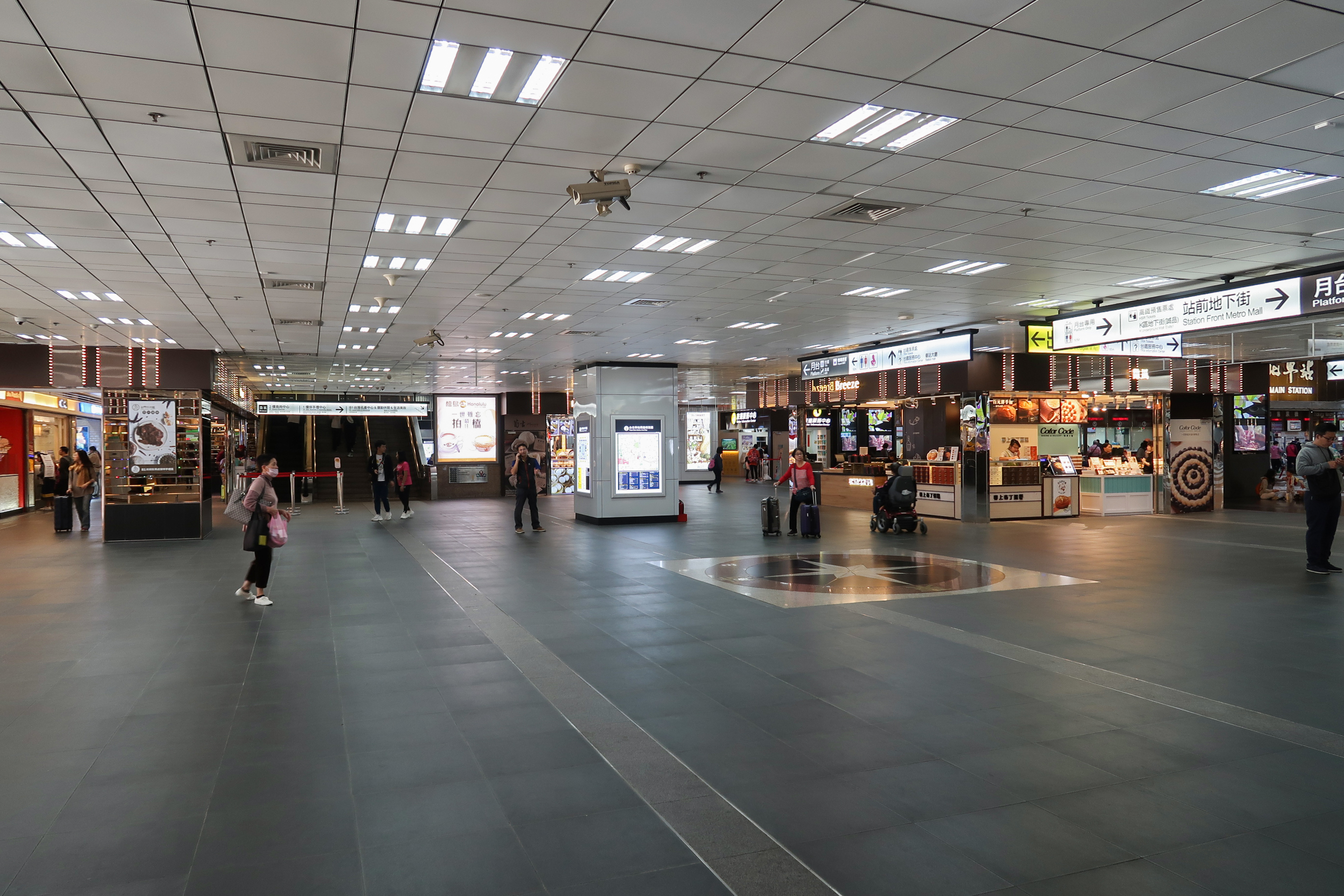
臺北車站一樓的商店

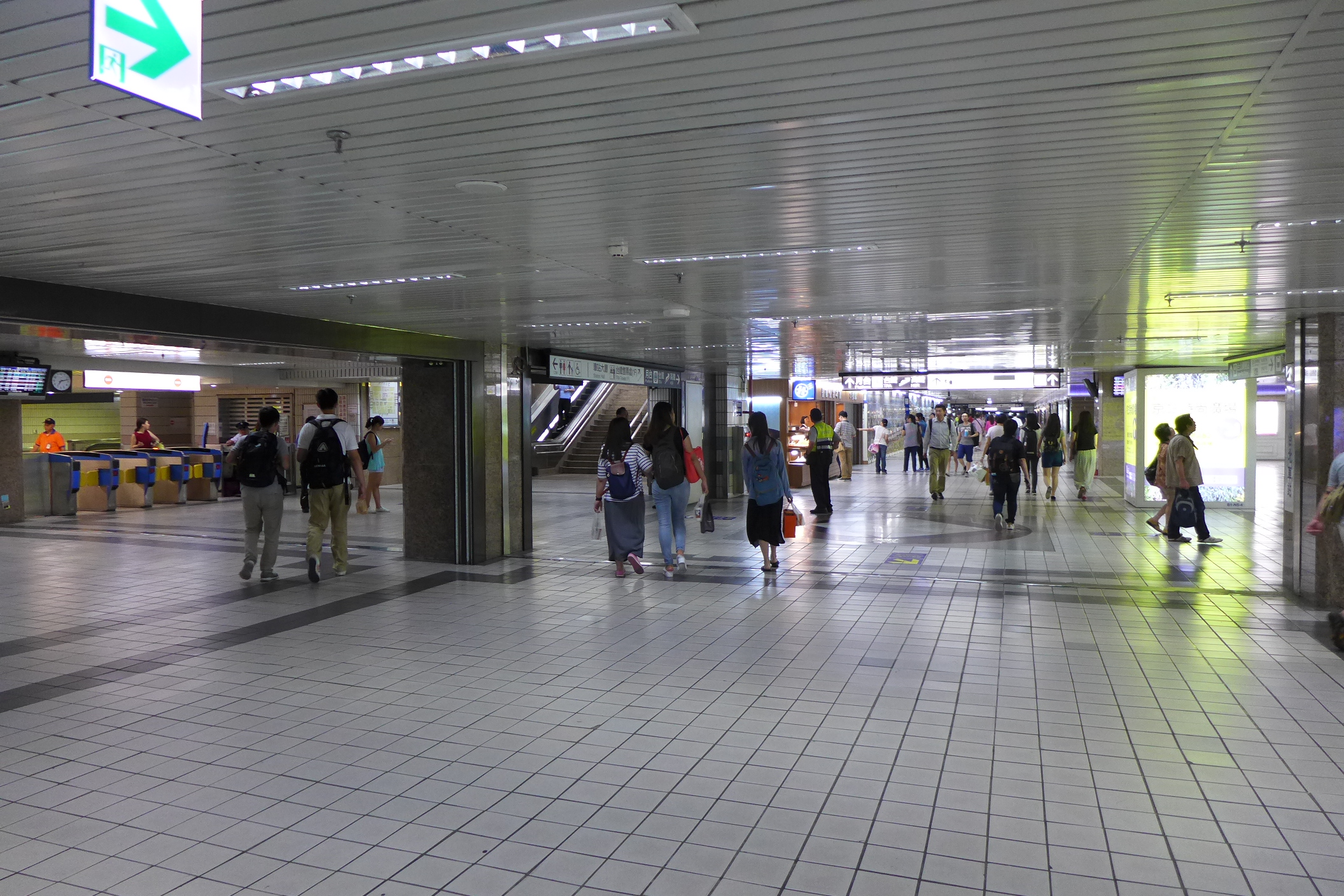
臺北車站地下一樓的步行通道

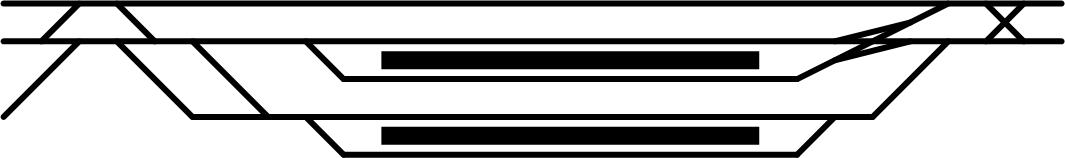
台鐵台北車站2006年以後軌道配線圖

| 地上 六樓 \| 三樓 | 臺鐵公司 辦公層            | 臺鐵公司本部、綜合調度所行控中心 高鐵車務人員辦公室（向臺鐵公司租用） YMCA等民間企業或團體（向臺鐵公司租用） 臺鐵演藝廳 臺鐵企業工會                                       |
| 地上 二樓         | 商業層                     | 微風臺北車站（美食街部分）（無障礙電梯位於東二門） |
| 地上 二樓         | 商業層                     | 洗手間 |
| 地面              | 大廳層                     | 出入口 臺鐵售票處、自動售票機、旅遊服務中心 微風臺北車站 臺鐵詢問處、臺鐵值班站長室、鐵路警察分駐所 高鐵售票處、高鐵警察分駐所、高鐵憲兵服務處                             |
| 地面              | 大廳層                     | 臺鐵總公司出入口、警衛室 |
| 地面              | 臺鐵行李房                 | 臺鐵行包中心（獨立結構） |
| 地面              | 高鐵辦公層                 | 高鐵站務人員辦公室 |
| 地下 一樓         | 穿堂層                     | 高鐵售票處、高鐵／臺鐵 自動售票機、剪票口及等候區 微風臺北車站 洗手間※ |
| 地下 一樓         | 穿堂層                     | 地下停車場、國軍運輸服務處、楊榮華紀念牌 |
| 地下 一樓         | 穿堂層                     | 與高鐵、臺鐵月臺以及捷運車站地下一樓連通 |
| 地下 一樓         | 地下街                     | 中山地下街、台北地下街、誠品站前店、站前地下街、洗手間 |
| 地下 一樓         | 地下街                     | 與機場捷運站、臺北轉運站地下一樓連通（最遠可達北門站） |
| 地下 二樓         | 捷運大廳層                 | 詢問處、驗票閘門、洗手間（付費區內） 板南線、淡水信義線 轉乘區、電扶梯直達捷運月臺                                                                                         |
| 地下 二樓         | 捷運辦公層 （獨立結構）    | 捷運行控中心參觀簡報室 （另有交控中心簡報室） |
| A                 | 臺鐵管制層                 | 臺鐵行車室、站體監控中心 |
| B                 | 1A月臺                     | 台灣高鐵 往 臺中、左營 方向 |
| B                 | 第一月臺島式月臺（南下）   | |
| B                 | 1B月臺                     | 台灣高鐵 往 臺中、左營 方向 |
| B                 | 2A月臺                     | 台灣高鐵 往 南港 方向 |
| B                 | 第二月臺島式月臺（北上）   | |
| B                 | 2B月臺                     | 台灣高鐵 往 南港 方向 |
| B                 | 第五股道                   | 台鐵待避線 |
| B                 | 3A月臺                     | 台灣鐵路西部幹線 往 鶯歌、桃園、中壢、新竹、北湖、湖口、苗栗、三義、臺中、彰化、員林、斗六、嘉義、台南、新左營、高雄、屏東、潮州 、枋寮 方向 台灣鐵路東部幹線 往 樹林 方向 |
| B                 | 第三月臺（島式月臺）(逆行) | |
| B                 | 3B月臺                     | 台灣鐵路西部幹線 往 鶯歌、桃園、中壢、新竹、北湖、湖口、苗栗、三義、臺中、彰化、員林、斗六、嘉義、台南、新左營、高雄、屏東、潮州 、枋寮 方向 台灣鐵路東部幹線 往 樹林 方向 |
| B                 | 4A月臺                     | 台灣鐵路西部幹線 往 松山、南港、汐止、七堵、基隆 方向 台灣鐵路東部幹線 往 瑞芳、雙溪、福隆、宜蘭、羅東、蘇澳新、蘇澳、花蓮、志學、壽豐、鳳林、臺東、知本 方向              |
| B                 | 第四月臺（島式月臺）(順行) | |
| B                 | 4B月臺                     | 台灣鐵路西部幹線 往 松山、南港、汐止、七堵、基隆 方向 台灣鐵路東部幹線 往 瑞芳、雙溪、福隆、宜蘭、羅東、蘇澳新、蘇澳、花蓮、志學、壽豐、鳳林、臺東、知本 方向              |
| B                 | 臺鐵辦公層                 | 員工訓練教室 |
| C                 | 機房層                     | 機房 |
| 地下 三樓         | 穿堂層 （捷運轉乘 入口）   | 高鐵／臺鐵 售票處、自動售票機、剪票口 電扶梯往B2高鐵、臺鐵月臺 |
| 地下 三樓         | 穿堂層 （捷運轉乘 入口）   | 捷運驗票閘門、詢問處、失物招領處、藝廊 洗洗手間（付費區內、外均有） |
| 地下 三樓         | 地下街                     | 台北地下街、中山地下街 |
| 地下 三樓         | 地下街                     | 與臺北轉運站地下三樓連通 |
| 地下 三樓         | 三月台                     | ← 台北捷運板南線 往南港展覽館方向（BL13 善導寺站） |
| 地下 三樓         | 島式月台，左側開門         | |
| 地下 三樓         | 四月台                     | 台北捷運板南線 往頂埔／亞東醫院方向（BL11 西門站）→ |
| 地下 三樓         | 行控中心 （獨立結構）      | 高運量行車控制中心 （另有交通控制中心） |
| 地下 四樓         | 一月台                     | ← 台北捷運淡水信義線 往淡水／北投方向（R11 中山站） |
| 地下 四樓         | 島式月台，左側開門         | |
| 地下 四樓         | 二月台                     | 台北捷運淡水信義線 往象山／大安方向（R09 台大醫院站）→ |

※備註：
1. 地下一樓共有十二間洗手間，其中三間由一樓出入，四間在付費區內（高鐵臺鐵各兩間），一間由第四月台身障電梯出入（身障廁所）。
2. 地下三樓的台北捷運淡水信義線穿堂部分及地下四樓的台北捷運淡水信義線月臺與臺鐵站體同時施作。
3. 地下三樓付費區內，台北捷運與台鐵均設有無障礙電梯可抵達月台層搭車，前往高鐵月台請由大廳一樓搭乘專用電梯前往。

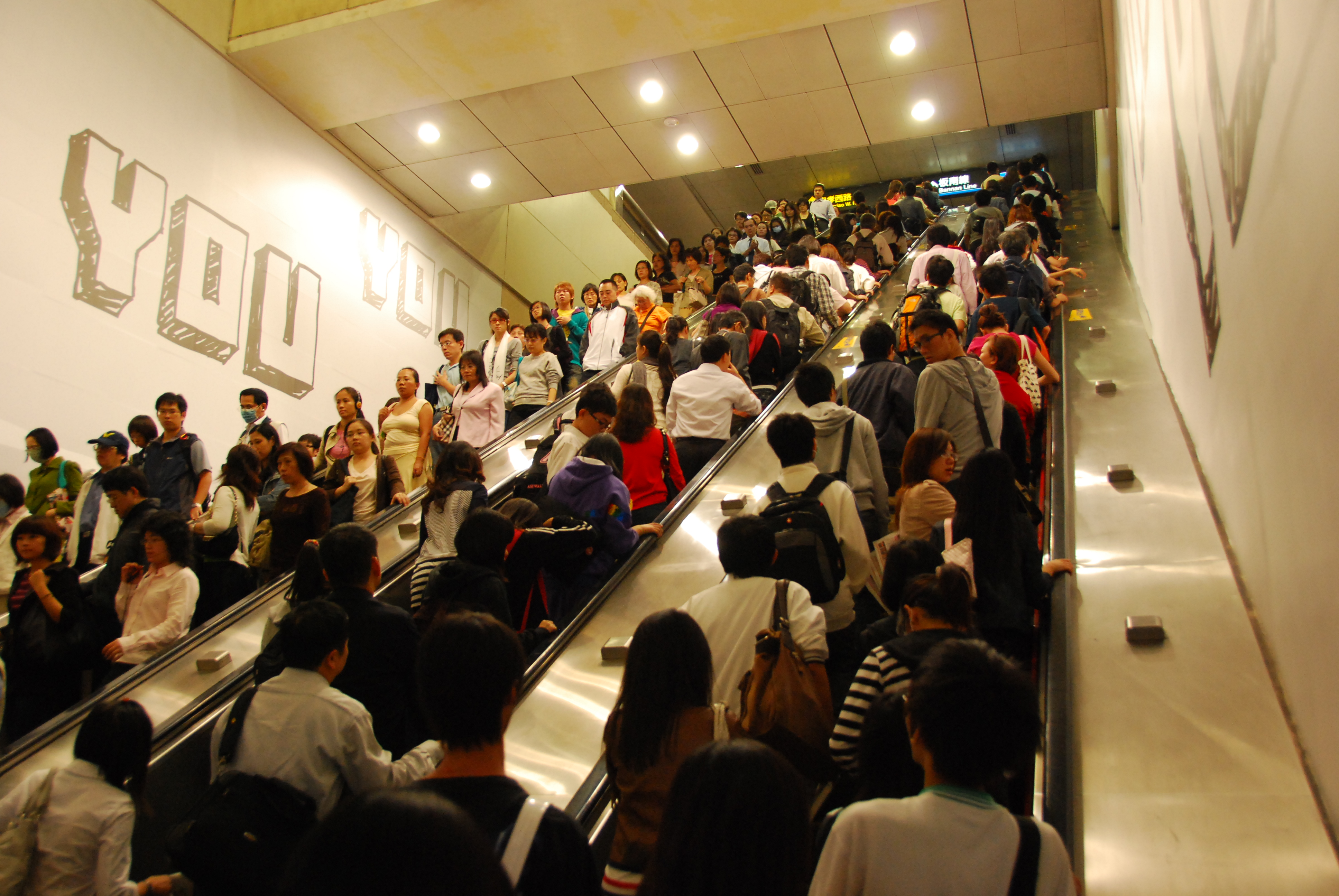
捷運站內轉乘用電扶梯

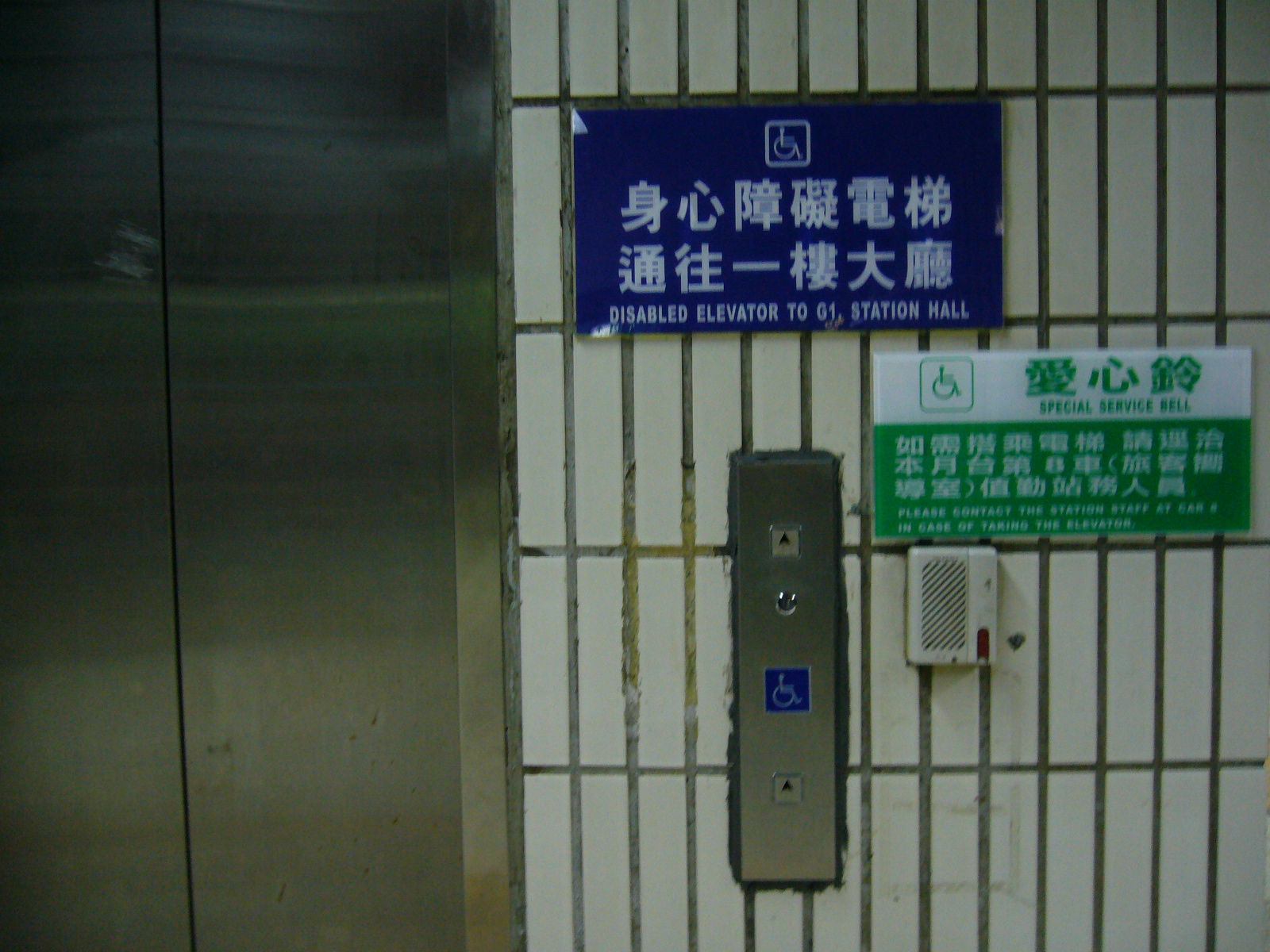
台鐵站內無障礙電梯

### 車站出口

#### 高鐵・台鐵車站出口

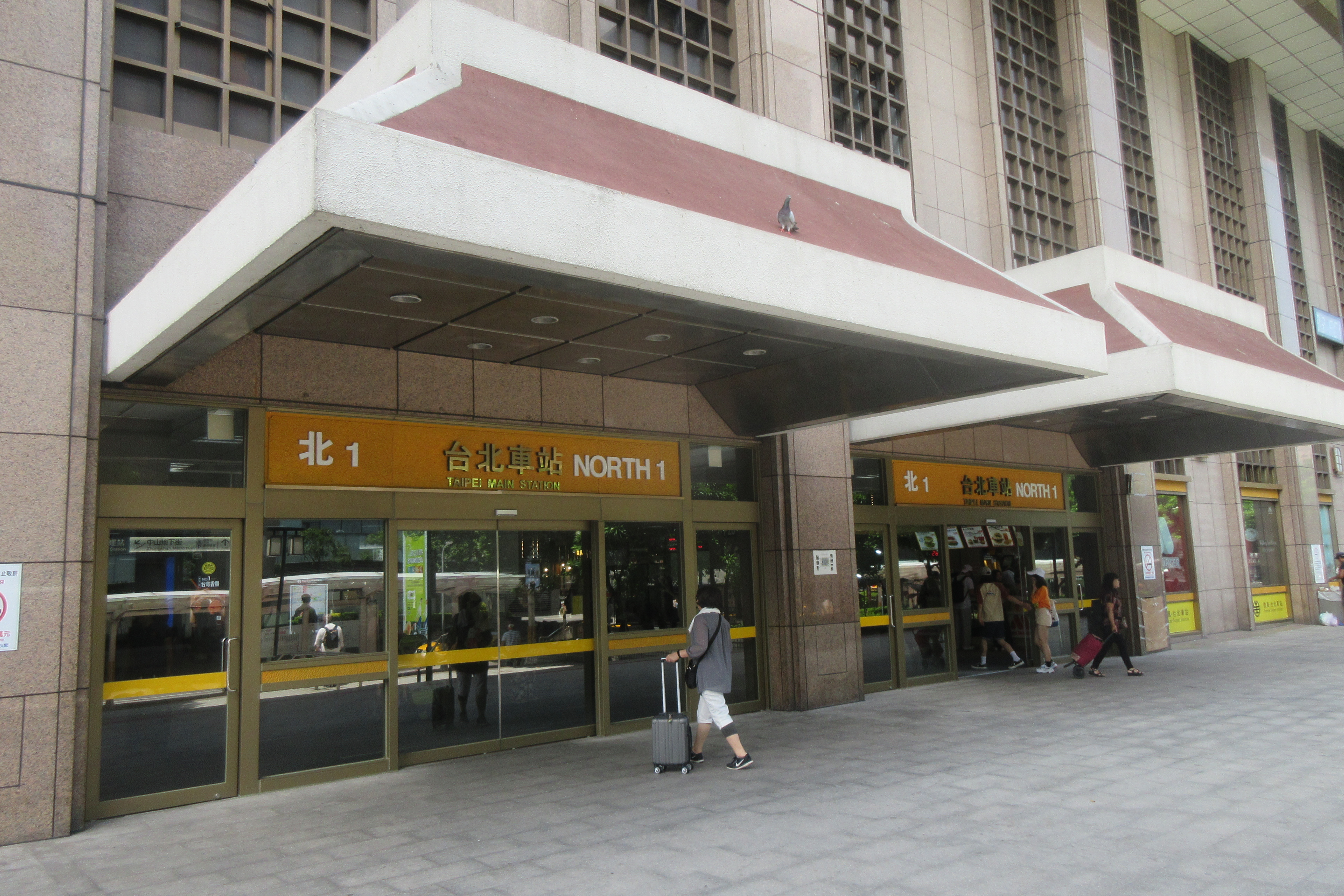
台北車站北一門

高鐵、台鐵車站主體建築每面各有三個出入口，其中東二門與西二門作為進出台鐵總公司之用，一般旅客不能進入，除進出演藝廳或二樓的身障電梯在東二門，其他皆不對外開放。以下為相對位置圖：
| 西A區  | 北三門   | 北二門   | 北一門   | 東A區  |
| 北B區  | 北三門   | 北二門   | 北一門   | 北A區  |
| 西一門 | 車站大廳 | 車站大廳 | 車站大廳 | 東一門 |
| 西二門 | 車站大廳 | 車站大廳 | 車站大廳 | 東二門 |
| 西三門 | 車站大廳 | 車站大廳 | 車站大廳 | 東三門 |
| 西B區  | 南三門   | 南二門   | 南一門   | 東B區  |
| 南B區  | 南三門   | 南二門   | 南一門   | 南A區  |

#### 台北捷運車站出口
在台北車站周邊的捷運與地下街的出口中，位於台北捷運車站範圍內的出口編號使用藍色字體，並冠上字母「M」作為識別（取Metro之意），現有M1至M8共計8座出口。出口M1、M2位於淡水線月台北端，出口M3、M7、M8位於南港線月台東端，出口M4、M5、M6位於南港線月台西端。無障礙電梯設於出口M2、M4、M8。
| 出入口                           | 圖片 | 位置                                                                       |
| -------------------------------- | ---- | -------------------------------------------------------------------------- |
| 出入口M1 · 設有手扶梯            |      | 出口Y2、台鐵高鐵（北一門）（市民大道南側）                                 |
| 出入口M2 · 設有電梯 · 設有手扶梯 |      | 市民大道（市民大道南側）                                                   |
| 出入口M3 · 設有手扶梯            |      | 天成飯店（忠孝西路北側）                                                   |
| 出入口M4 · 設有電梯 · 設有手扶梯 |      | 台鐵高鐵（南一門）（忠孝西路北側）                                         |
| 出入口M5 · 設有手扶梯            |      | 站前廣場（忠孝西路北側）                                                   |
| 出入口M6                         |      | 台北凱撒大飯店（忠孝西路南側，和台北凱撒大飯店地下室及壽德大樓地下室連通） |
| 出入口M7                         |      | 中山北路（忠孝西路北側）                                                   |
| 出入口M8 · 設有電梯 · 設有手扶梯 |      | 公園路（忠孝西路南側，公園路口；與聯合開發大樓共構）                       |
| 註： 設有電梯 \| 設有手扶梯      |      |                                                                            |

捷運的出口啟用共分四次，並不是同時啟用的，在台北車站未通車前，出口M1、M2已經與中山地下街一同啟用；與捷運站一同啟用的是出口M3、出口M4、出口M7；通車後不久，出口M6才啟用，啟用初期先與壽德大樓連通，後又與凱撒飯店連通；隨著出口M8的大樓工程進度，M8出口後來才進行開放；由於站前廣場與地下街工程影響，最後完工的是出口M5，之後站前廣場的地下街也完工開放。

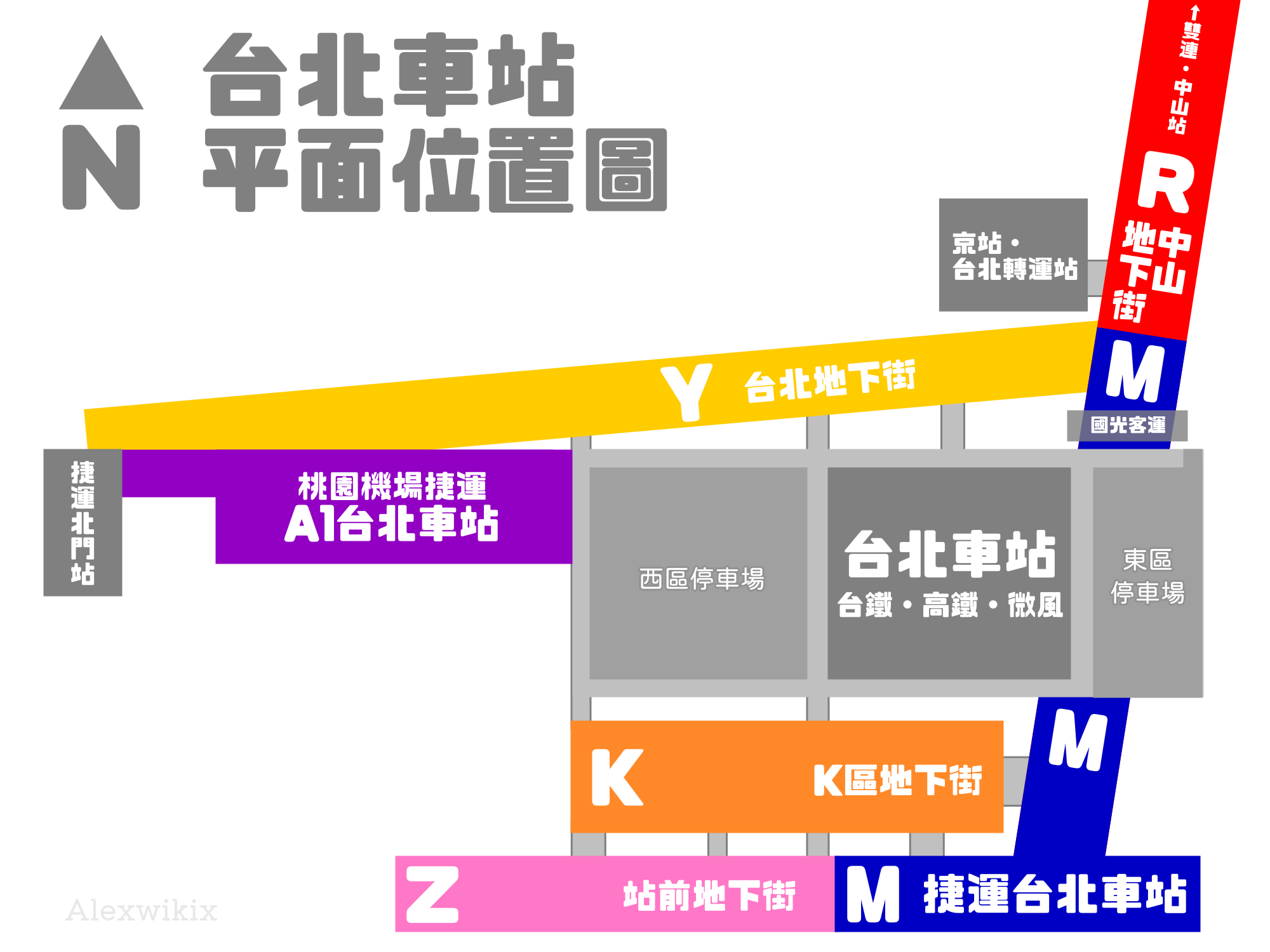
台北車站平面位置圖

#### 地下街出口

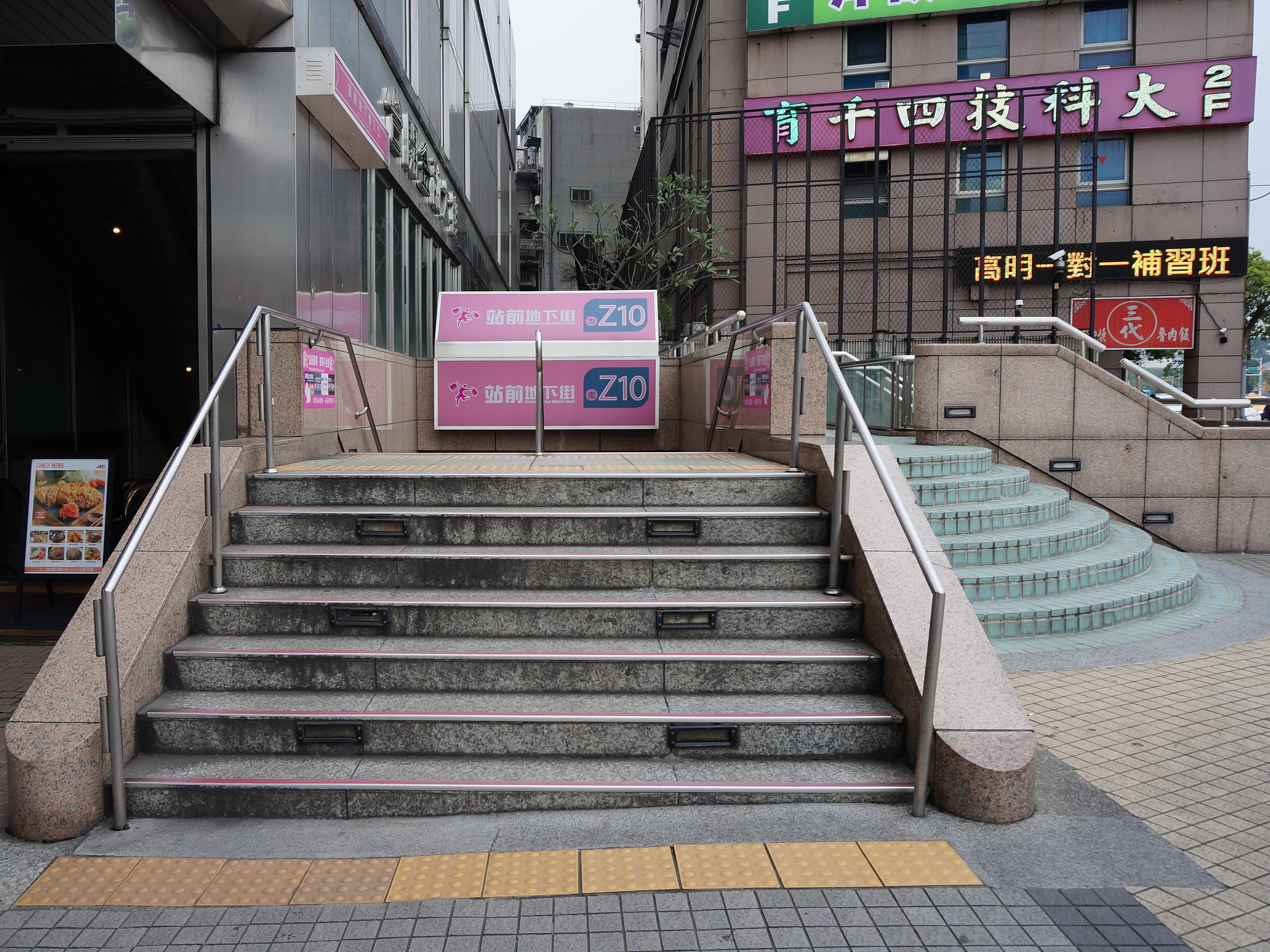
Z10出口

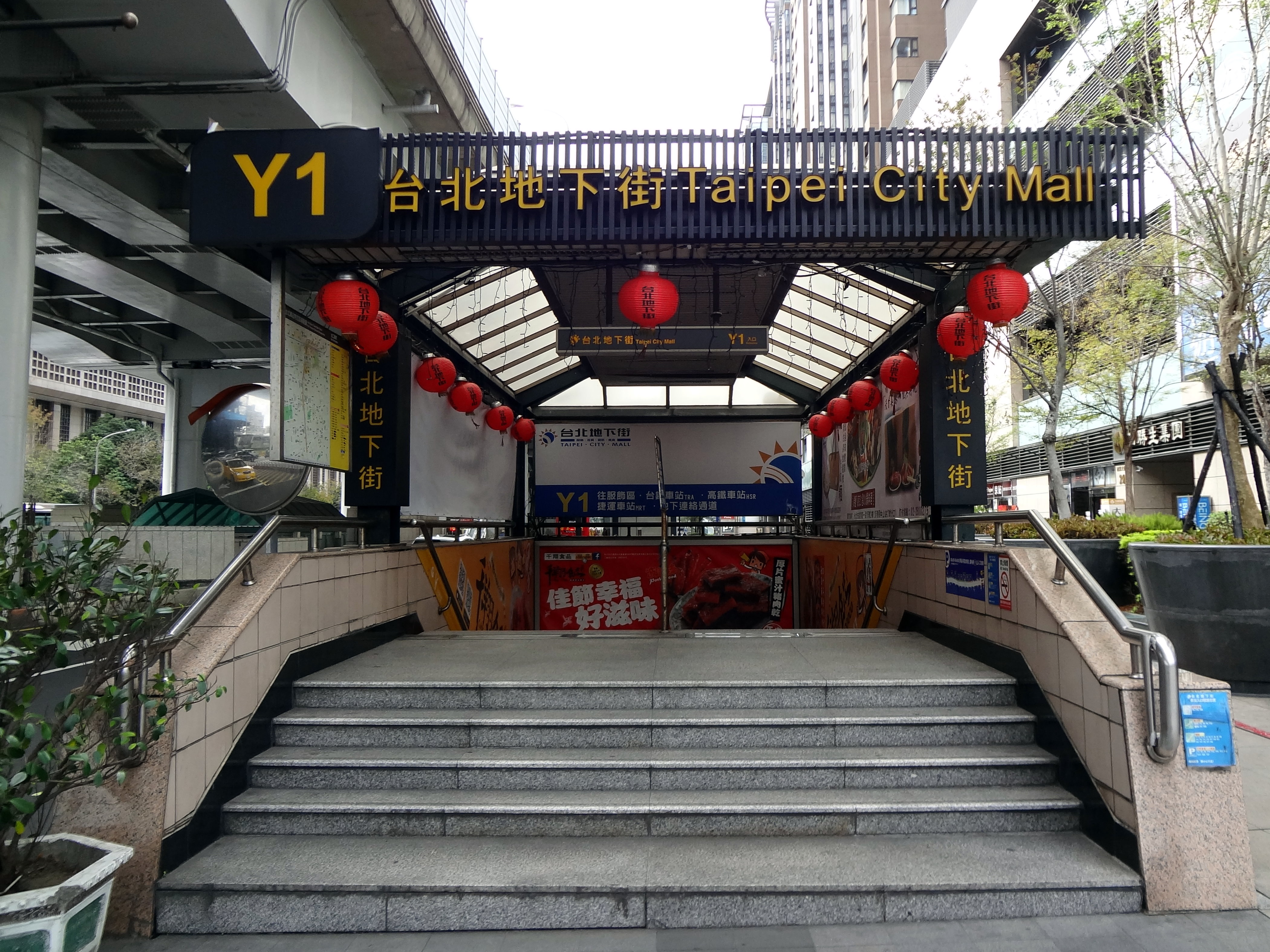
Y1出口

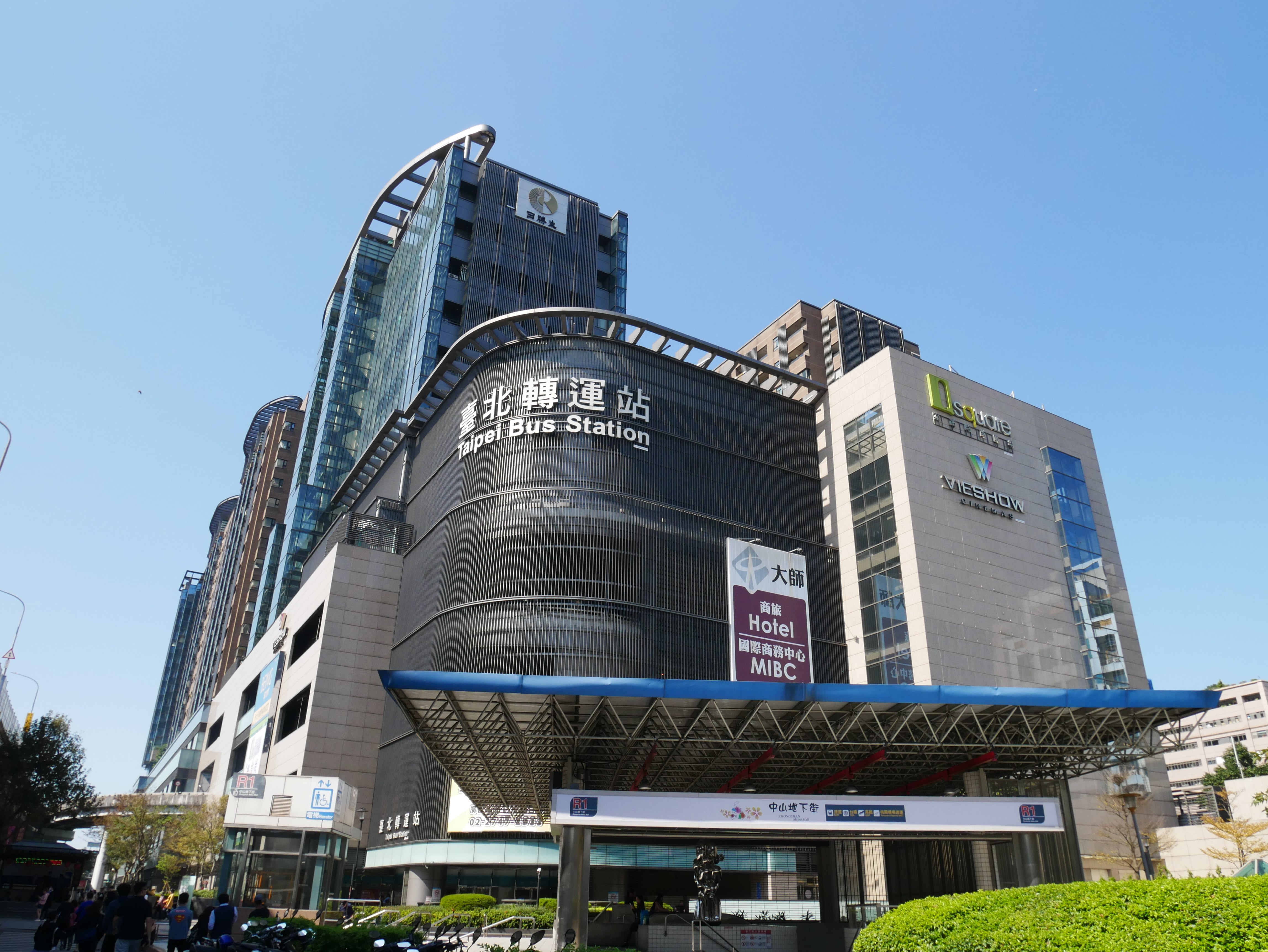
R1出口

站前地下街
出口編號使用灰底粉紅字，並冠上字母「Z」作為識別，現有Z1至Z10共計10座出口，過去站前地下街部分啟用時，曾將站前地下街出口5（今出口Z2）編號為本站捷運出口9（當時未使用英文識別碼，捷運出口1-8即為今出口M1-M8）。
K區地下街
出口編號使用灰底橘字，並冠上字母「K」作為識別，現有K1至K12共計12座出口。
台北地下街
出口編號使用灰底黃字，並冠上字母「Y」作為識別，現有Y1至Y28共計28座出口。
中山地下街
出口編號使用灰底紅字，並冠上字母「R」作為識別，連通至中山、雙連站。

## 歷史

### 臺鐵臺北車站

#### 第一代車站
初代台北車站位於大稻埕市街南側，約位於今臺北市鄭州路（市民大道） 臺北市立聯合醫院中興院區紅磚色新大樓的位置，在清代稱為「臺北火車碼頭」，而「臺北火車票房」則是指售票處。光緒17年（1891年）10月20日，隨著分別往新竹與基隆的鐵路相繼通車而啟用，為一座歐洲式棚式車站。
日本統治臺灣後，明治29年（1896年）7月5日，由帝國陸軍臨時臺灣鐵道隊重啟營運。明治34年（1901年）8月25日，縱貫線改線開通及淡水線通車，作為改線後縱貫線車站以及淡水線起點的台北車站移轉到現址營運，即第2代車站（詳見下文#第二代車站段落），同時初代車站內改設置專營貨運的貨物站「淡水河岸貨物取扱所」。同年10月，初代站舍租給「汽車會社」（今川崎重工業）作為工廠使用（明治41年（1908年）拆除）。
明治35年（1902年）2月1日，「淡水河岸貨物取扱所」改稱「大稻埕乘降場」兼辦客運，同年6月1日改稱「大稻埕停車場」，明治36年（1903年）成為淡水線發車站，明治41年（1908年）遷至初代車站舊址，並且原地新建日式木造車站。
大正4年（1915年）8月17日，大稻埕停車場改為貨運站，客運由同日啟用的北門場（後改稱北門停車場）接辦。昭和12年（1937年）12月1日，樺山貨物驛落成，大稻埕停車場廢止，貨運由樺山接辦。

#### 第二代車站

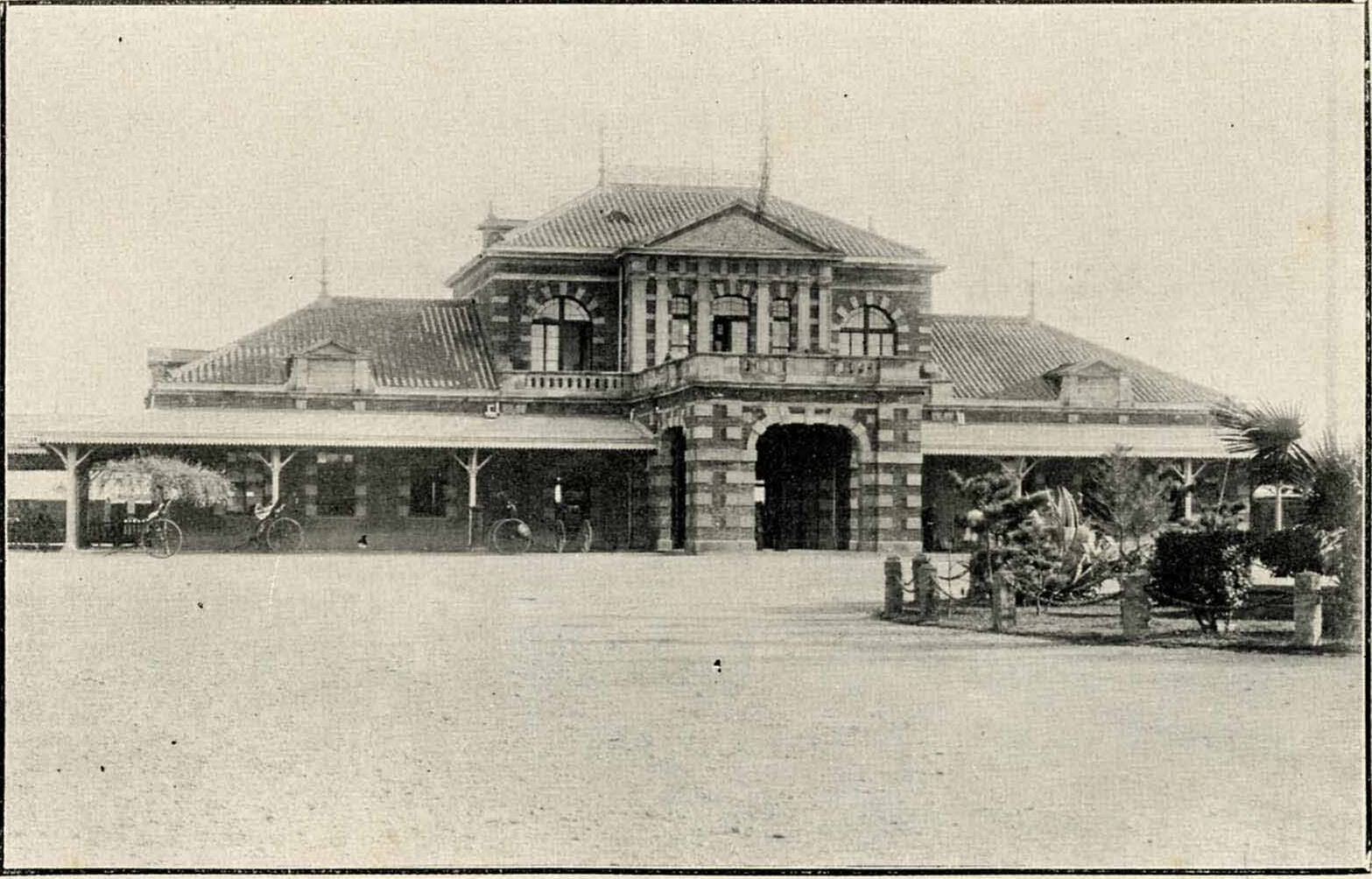
第2代車站

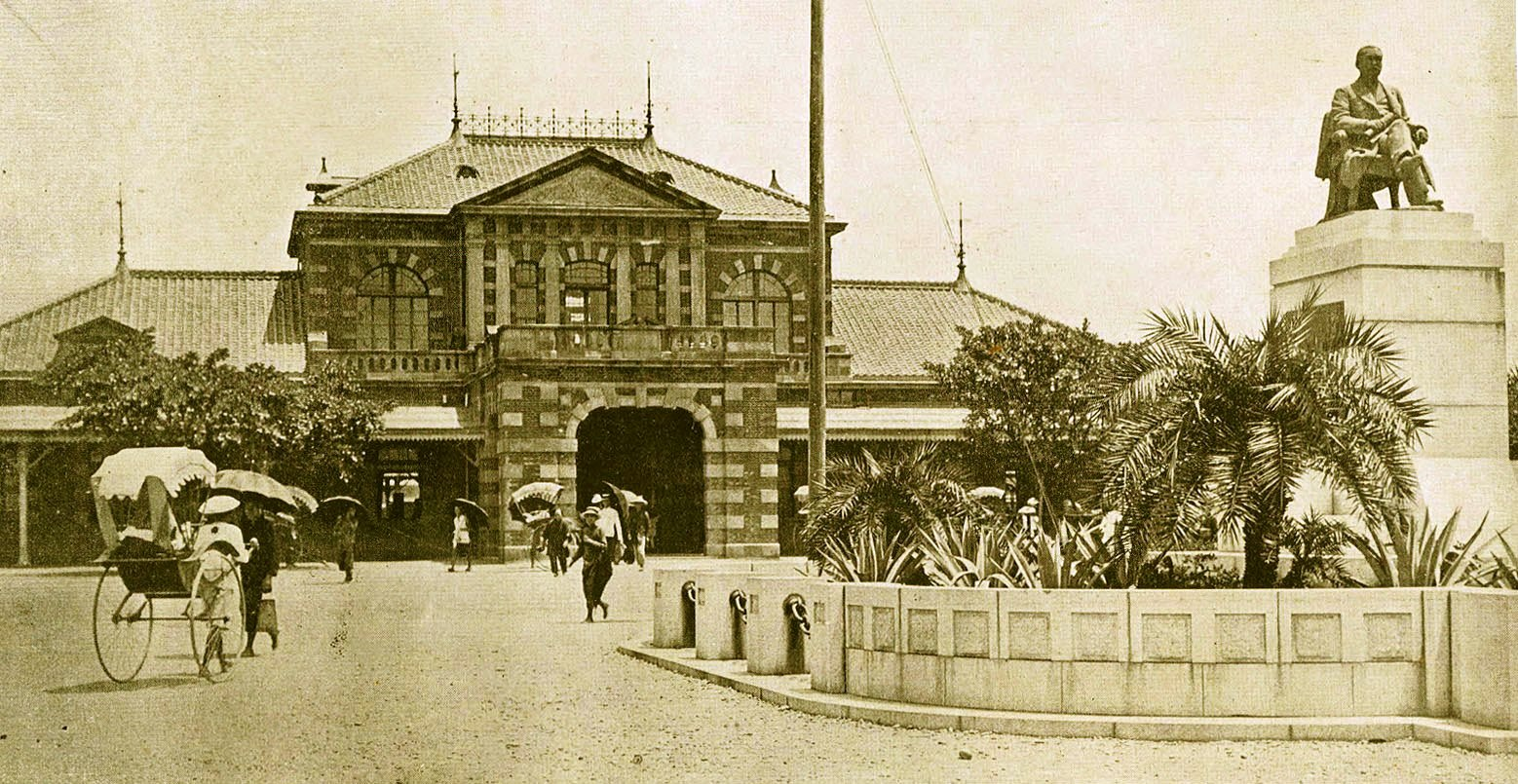
1914年的臺北驛（第2代車站）

為配合鐵路改線、市區改正計畫與考量日本人需求，將車站位置向東移至臺北府城北側城牆附近（後來城牆被拆除，改築為「北三線道路」，即今忠孝西路）。帶有文藝復興風格的第2代車站於明治34年（1901年）8月25日隨著淡水線通車及新竹至基隆鐵路改線完工而啟用，當時稱為「臺北停車場」，車站位於臺北市北門町 ，正門開在「表町通」（今館前路），並與臺灣總督府博物館（今國立臺灣博物館）遙遙相立。隨後並於明治41年（1908年）在第2代車站斜對面興建當時以設備高級著稱的臺灣鐵道飯店（1945年毀於臺北大空襲，現址為新光摩天大樓）。

#### 後車站
大正12年（1923年）3月16日，另外興建於車站內軌道區北側，規模較小的台北後車站啟用，當時稱為「裏臺北驛」，取代同日廢除的北門停車場成為淡水線的新起訖站，並便利當時聚居於大稻埕的本島人（即台灣人）進出車站。台北後車站為一棟木造建築，建築外貌較為小巧。台灣人將裏臺北驛稱為「後車頭」（台羅：āu-tshia-thâu），或沿用日本人的「後驛」（台羅：āu-ia̍h）。
台北後車站於1988年隨著淡水線鐵路廢止而停用，民間原計畫發起保存後站站舍，但1989年9月23日突然被火燒燬。2001年9月，在原址附近的市民大道與太原路口設立之「後火車站懷舊廣場」落成，該廣場上佈設了一座簡易的模擬月台，及陳列由台鐵提供的單節客車。後於2020年12月進行廣場改造，移除列車及月台，於2021年6月完工。

#### 第三代車站

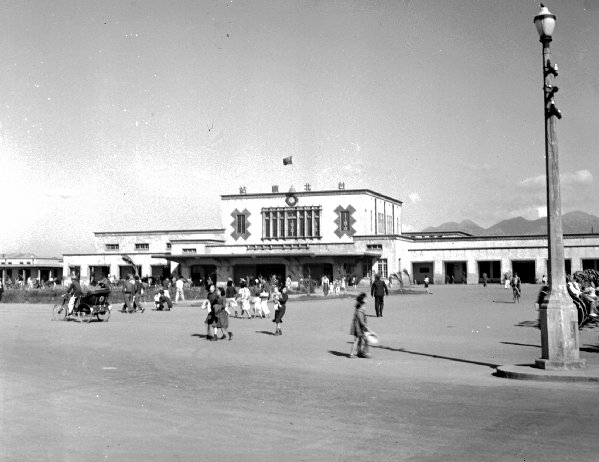
第3代車站

由於原有的前站空間不敷使用，因此自昭和14年（1939年）起原地改建為帶有現代主義建築風格的方塊型水泥建築（第3代車站），由宇敷赳夫所設計。於昭和15年（1940年）落成，當時改稱「臺北驛」（日语：〔〕 Taihoku eki ? ），內部可用空間也因此增加不少。此外，昭和5年（1930年）從民營收歸市營的公車，也以臺北車站作為路線的主要端點站之一。
戰後，第3代車站持續留存使用，並於1977年南港調車場落成後，利用前站與後站間，原本的客車場用地增建兩座月臺。由於位處市中心，過去公路局長途客運（現在的國光客運）的臺北總站即位於前站兩側，加上行經車站附近道路並設站的市區公車、短程客運路線越來越多，大臺北地區最大交通轉運站的地位因此逐漸確立；車站建築也成為台北市的交通地標，以及許多北上旅遊、工作或求學的中南部民眾對於臺北的重要印象。
進入1980年代之後，隨著臺北鐵路地下化專案第一階段工程啟動，第3代車站面臨被拆除的命運。1986年2月24日，在完成最後一次春節疏運任務後，第3代車站正式停用，並自3月1日開始拆除。

#### 第四代臨時車站
鐵路地下化過程中，工程單位拆除第3代車站東側的扇形機車庫，於扇形機車庫及第3代車站原址間興建新的地下化車站。由於第3代車站已經先行拆除，因此台鐵曾於第4代車站啟用前，在第3代車站舊址西側興建臨時車站使用，而被部分民眾認為是第4代車站。
年表
- 1986年3月1日 - 第3代車站開始拆除，臨時車站啟用。
- 1988年7月16日 - 台鐵淡水線因改建捷運而廢止。
- 2000年 - 臨時車站拆除。

#### 第四代車站

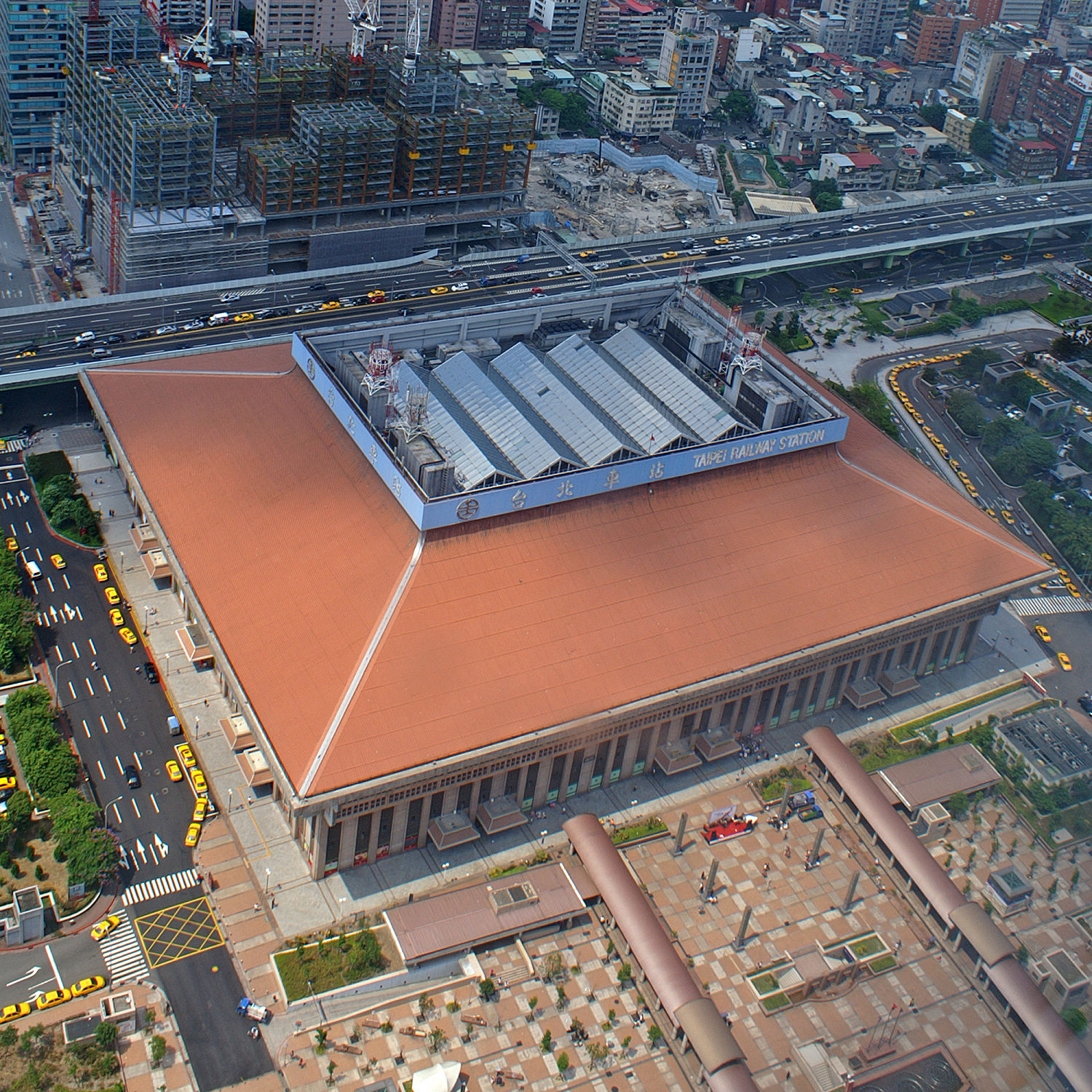
鳥瞰第4代車站

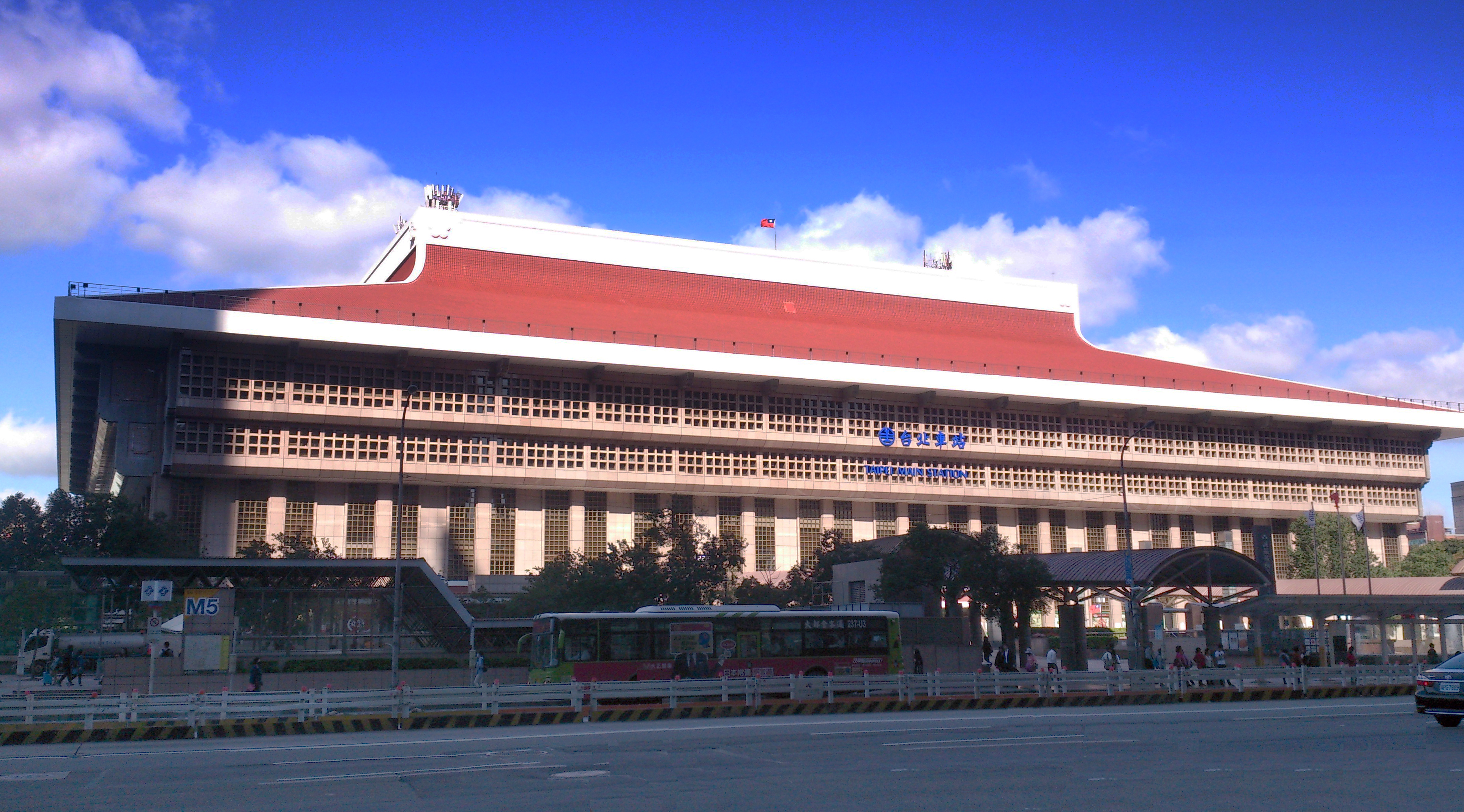
第4代車站現貌

第4代車站於1989年9月2日隨著鐵路地下化工程完工通車而啟用，也就是現在的台北車站大樓。此為台灣第一座地下化鐵路車站，由建築師沈祖海、陳其寬、郭茂林共同設計，建築主體為仿閩南式傳統建築設計，其屋頂採單檐廡殿頂（盝頂），建築中央併設有天井。月台配置有全台灣第一套的列車到站警示燈，當列車到站時會閃亮以提醒乘客，一樓大廳中央售票房上方則裝有兩面從香港引進的翻牌式時刻表。車站併設商場，最初在二樓委外出租設立金華百貨，但因承租者積欠租金，臺鐵局經法律訴訟於2005年收回，2007年由微風集團得標，經5億元重新裝修後改名為「微風台北車站」，以餐飲美食為賣點，在同年6月開幕。2011年，微風台北車站的店鋪範圍擴大至車站1樓與地下1樓。
台北車站大樓落成啟用後，台鐵局本部（原位於日治時期鐵道部廳舍）與各地CTC總機室（合併後稱行控中心）也先後搬入，當時亦成為台北的新地標，但也由於建築外觀與披薩專賣店必勝客的商標相似之故被戲稱為「披薩屋」；室內設施佈置特別是一樓大廳，呈現明顯的對稱，加上隨著指標漸多日趨混亂，故旅客迷路事件迄今時有所聞，屢被批評為「迷宮」。在2010年底車站改善工程時，翻新並改善動線標示；後來為防止遊民聚集大廳而不設座椅，卻意外形成民眾於大廳席地而坐的現象（地面格子黑白相間，大多人坐在黑色格子，形成特殊默契），尤其週末及連假時聚集眾多移工。
年表
- 1989年9月2日 - 第4代車站地下化工事完成。
- 1997年12月25日 - 捷運淡水線站區開業[33]（p. 327）。（關於捷運車站歷史請見下文#台北捷運台北車站段落）
- 1999年12月24日 - 捷運板南線（南港線）站區開業[33]（p. 328）。（關於捷運車站歷史請見下文#台北捷運台北車站段落）
- 2001年
  - 9月17日 - 地下層因納莉颱風淹沒[33]（pp. 122-124）。
  - 9月22日 - 台鐵本站以西之運行重啟[34]。
- 2004年4月5日 - 台鐵第1、2月台及其4股道停用，高鐵月台改建工程開始，正式永久轉交給高鐵。
- 2007年3月2日 - 台灣高鐵站區開業，第1、2月台重新啟用，B1層中央設置穿堂（關於高鐵站歷史請見下文#台灣高鐵台北站段落）
- 2015年12月4日 - 台鐵台北車站與JR西日本大阪站締結姊妹站[35]。

##### 車站改善工程
2010年，有鑑於臺北車站站體完成已經超過二十年，由於當年設計未有長遠考慮，其進出站動線、設施已經不能滿足捷運、高鐵、公路客運等甚至機場捷運帶來的龐大旅客需求，故配合誠品站前店地下街工程，率先完成「地下一樓東側人行通道新建工程」及「地下一樓西側人行通道貫通工程」，作為整個改善工程的開端。此外，除了針對動線標示、消防設施、化妝室改善及大廳屋頂翻修外，原置於車站一樓中央的臺鐵售票設施於2011年9月19日西移，使中央區域成為開放之公共空間，並可做為展演場地之用。原設於售票房上方兩面的翻牌式時刻表原本將報廢，但因其為全臺僅有具獨特性，經爭取後一面隨售票房西移工程搬遷續用，置於中央大廳西側，旁邊置有書法家董陽孜之「臺北車站」題字，另一面則拆下保存（惟該面時刻表亦於2019年退役）。全部改善工程至2012年6月完工，總經費約新臺幣8到9億元。
除了車站內部之外，臺北車站站體自2012年11月22日起進行屋頂翻修，2015年5月11日起動工進行屋頂鋪設，將原以混凝土鋪設的屋頂改為陶製瓦片，於2016年7月完工。
此外，台鐵與承包站內商場經營的微風集團合作，2016年10月7日於中央大廳東側啟用「嘟嘟鐘」裝置藝術時鐘，每天上午6時至午夜12時的每個整點進行長達2分36秒的報時表演，以台語民謠《丟丟銅仔》為主題旋律。中央大廳內的多媒體影音牆也會與嘟嘟鐘連動，播出台鐵的鐵道風貌；惟多媒體影音牆已於2022年拆除。

##### 西區門戶計畫
台北市政府曾對臺北車站及週邊地區提出「中央車站與中央公園整體規劃設計案」，計畫將台北車站（即方案名稱中所指稱的「中央車站」）周邊與「中央藝文公園」預定地（大致為華山貨運站舊址）一併進行整體規劃；該案後調整為西區門戶計畫，惟涵蓋範圍有做調整。

### 台北捷運台北車站

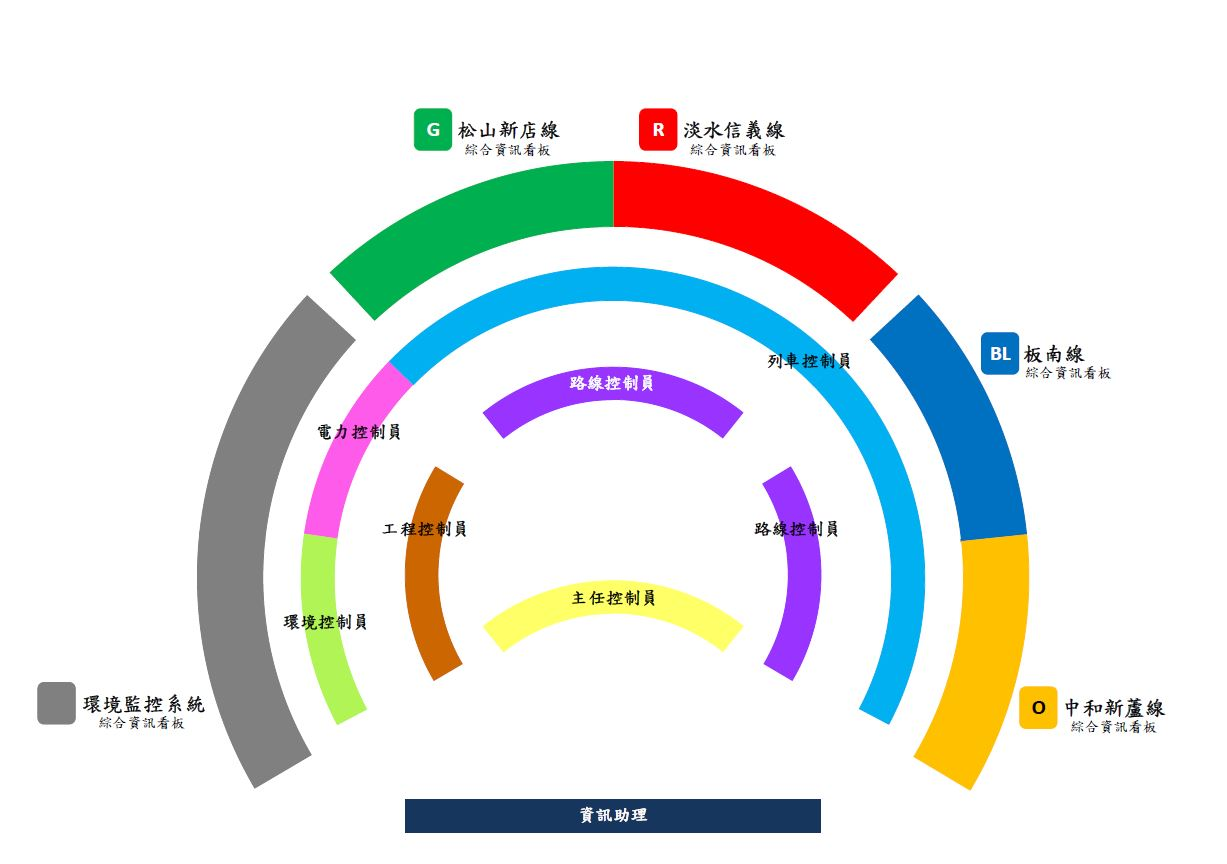
臺北捷運高運量行車管制中心管制席配置示意圖

第四代台北車站興建時，即已經預先建造捷運淡水線車站的穿堂與月台。最初只通車至中山站的淡水線於1997年12月25日延伸營運至台北車站（p. 327）；板南線的月台則於1999年12月24日隨著板南線「市政府－龍山寺」段正式通車而啟用（p. 328）。
年表

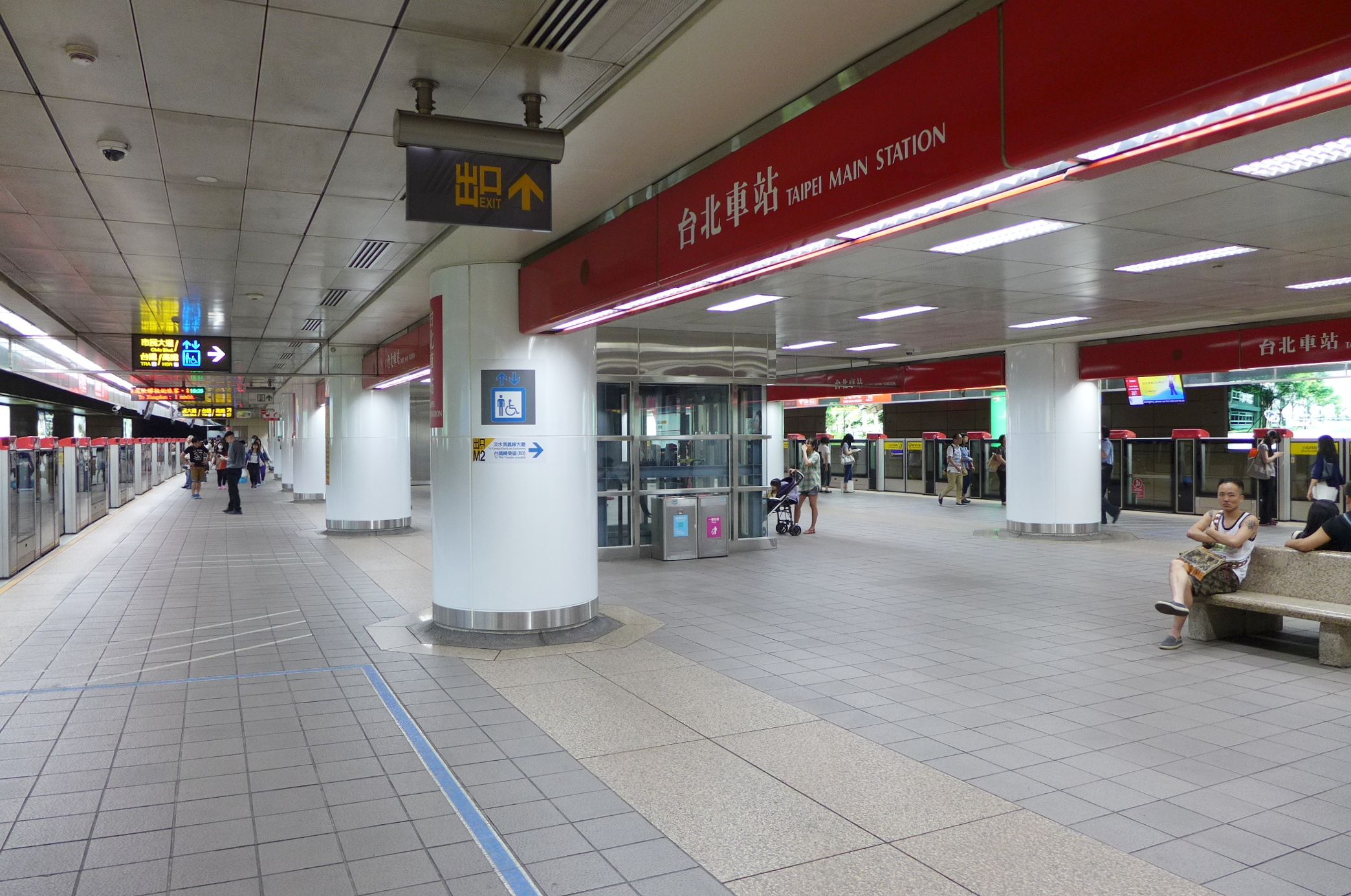
捷運淡水信義線月台

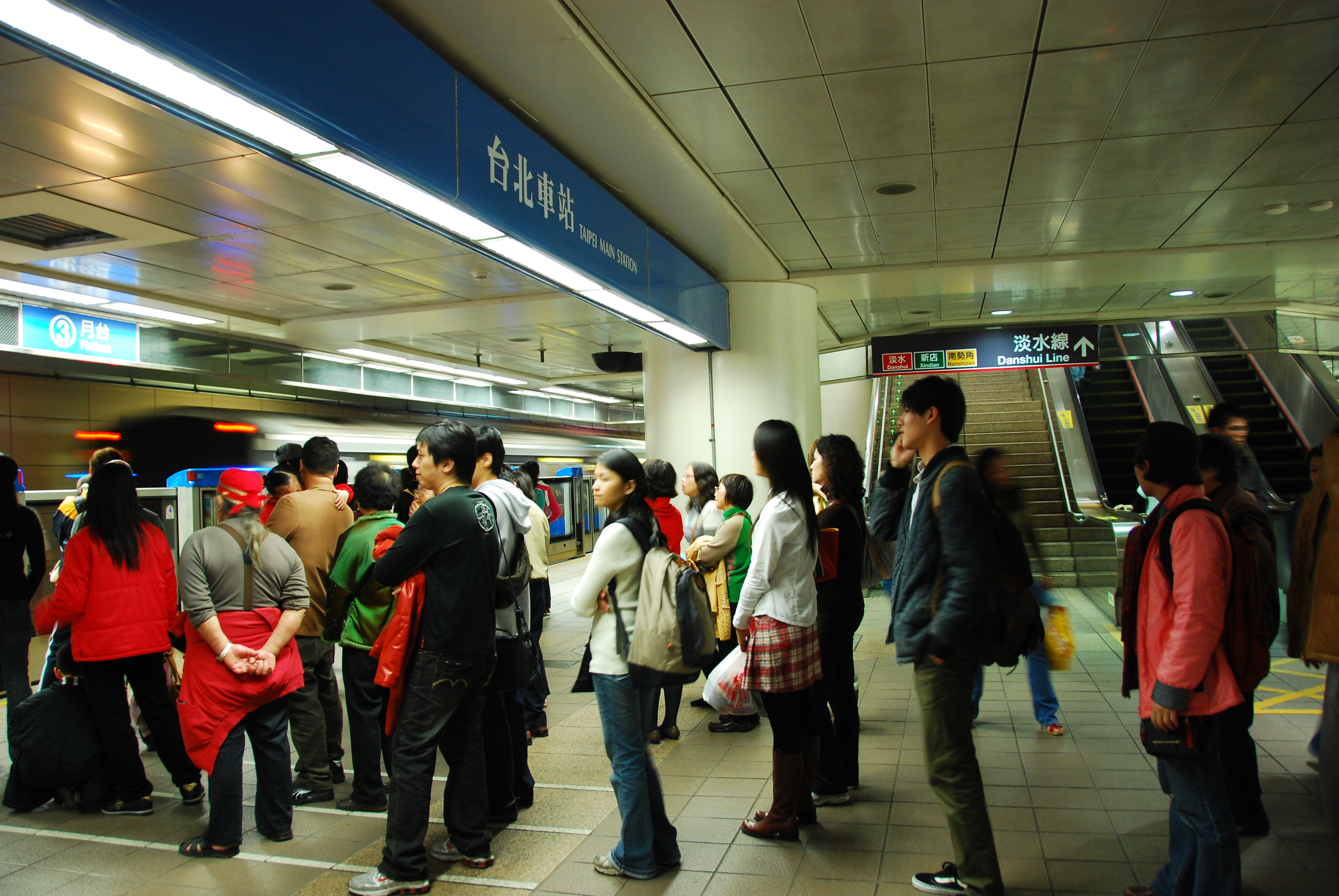
捷運板南線月台

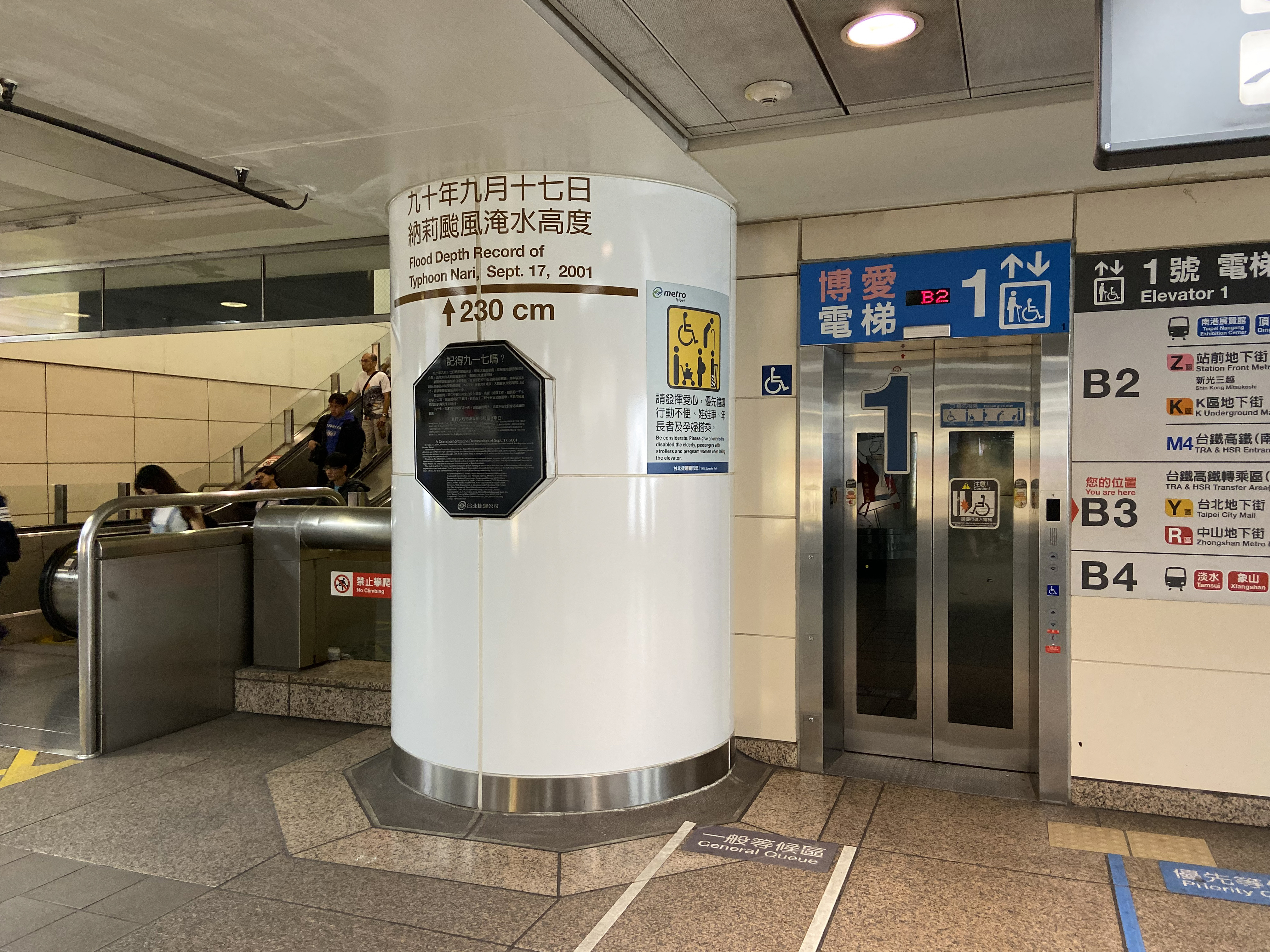
捷運車站淹水紀念銘板

- 2001年9月17日，納莉颱風侵襲，為大台北地區帶來的超大雨量已經達到「四百年防洪頻率」（平均每四百年才會出現一次的洪水量），遠高於捷運地下段所能承受的「兩百年防洪頻率」。由於防洪設施出現缺口，導致包括台北車站（兩線月台）在內的數個南港線、淡水線車站嚴重淹水，行控中心緊急撤離（稍晚另成立臨時行控）；接下來的數個月，高運量系統各路線地下段必須手動並分段恢復營運（淡水線列車自2001年10月4日起恢復營運，但淡水線列車仍維持過站不停於台北車站，直到2001年10月27日才恢復停靠、同時板南線列車恢復營運新埔至忠孝復興站）[33]（p. 129）。
- 2006年12月1日：淡水線、南港線半高式月台門正式啟用，是台北捷運高運量段最先增設半高式月台門的車站。[33]（p. 252）。
- 2012年9月29日，因應捷運新莊線東門站通車，深夜模式的「台北車站－南勢角」與「北投－南勢角」營運模式皆正式走入歷史，營運模式改為深夜模式的「台北車站－台電大樓」與「北投－台電大樓」[33]（p. 332）。
- 2013年11月23日，因應捷運信義線即將通車，深夜模式的「台北車站－台電大樓」營運模式於隔日（11月24日）的凌晨0時19分自本站開行往新店線台電大樓站的最後列車後，「台北車站－台電大樓」與「北投－台電大樓」營運模式皆正式走入歷史。信義線通車後，原深夜模式的「台北車站－台電大樓」營運模式改為「台北車站－象山」營運模式[42]。
- 2014年11月15日，捷運松山線通車，深夜模式的「台北車站－象山」與「淡水－新店」營運模式皆正式走入歷史[43]。
- 2020年5月16日：M2出口為配合增設電扶梯工程暫時封閉。[44]
- 2020年11月16日：M4出口為配合增設電扶梯工程暫時封閉。[45]
- 2021年2月9日：本站重置後的M2出口重新開放。
- 2021年4月25日：M1出口為配合增設電扶梯工程暫時封閉。[46]
- 2021年10月17日：本站重置後的M4出口重新開放。
- 2022年1月20日：本站重置後的M1出口重新開放。

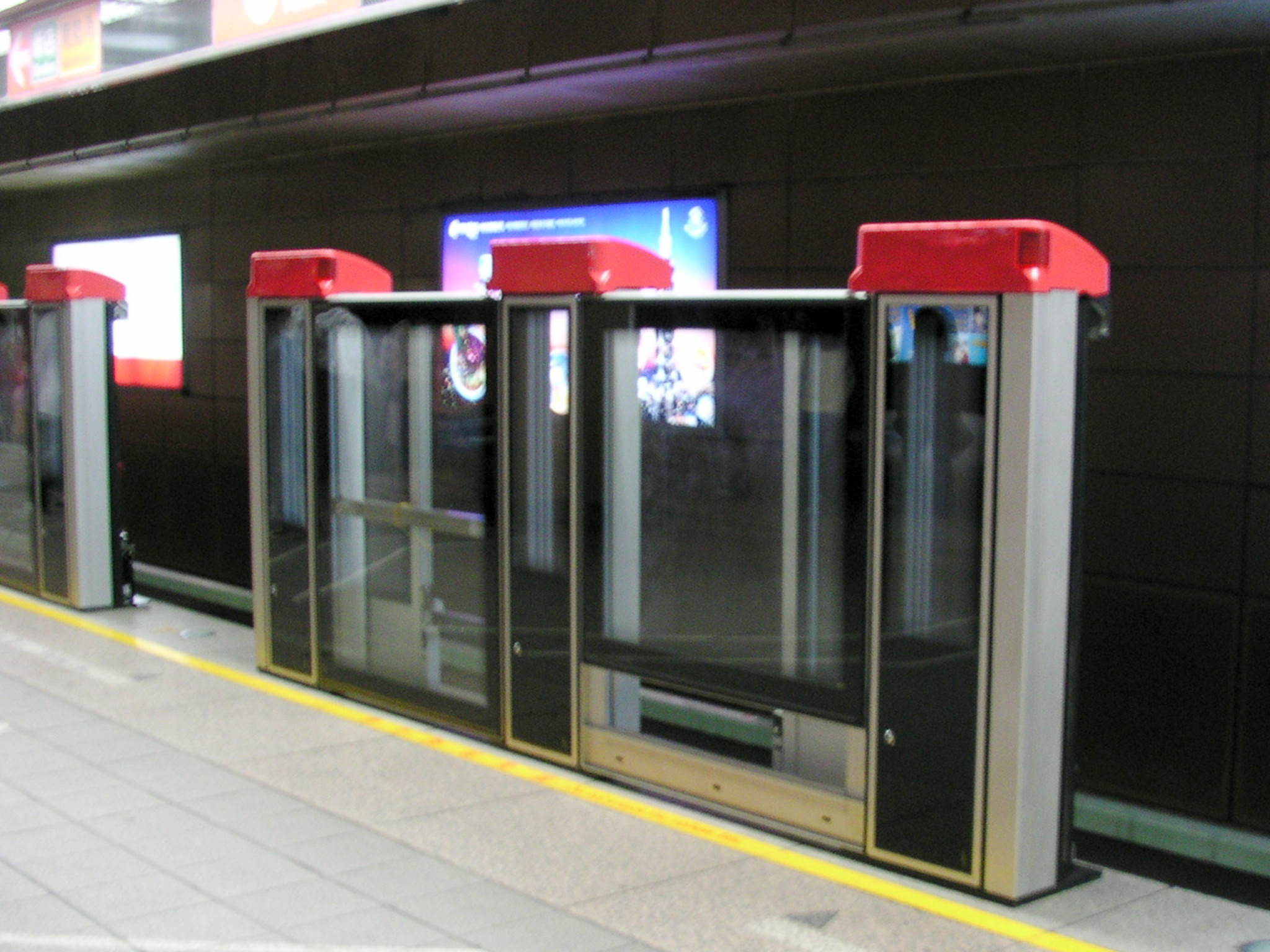
裝設中的捷運淡水線月台閘門（當時尚未啟用，地面上可見舊的列車進站警示燈未拆除）

### 台灣高鐵台北站

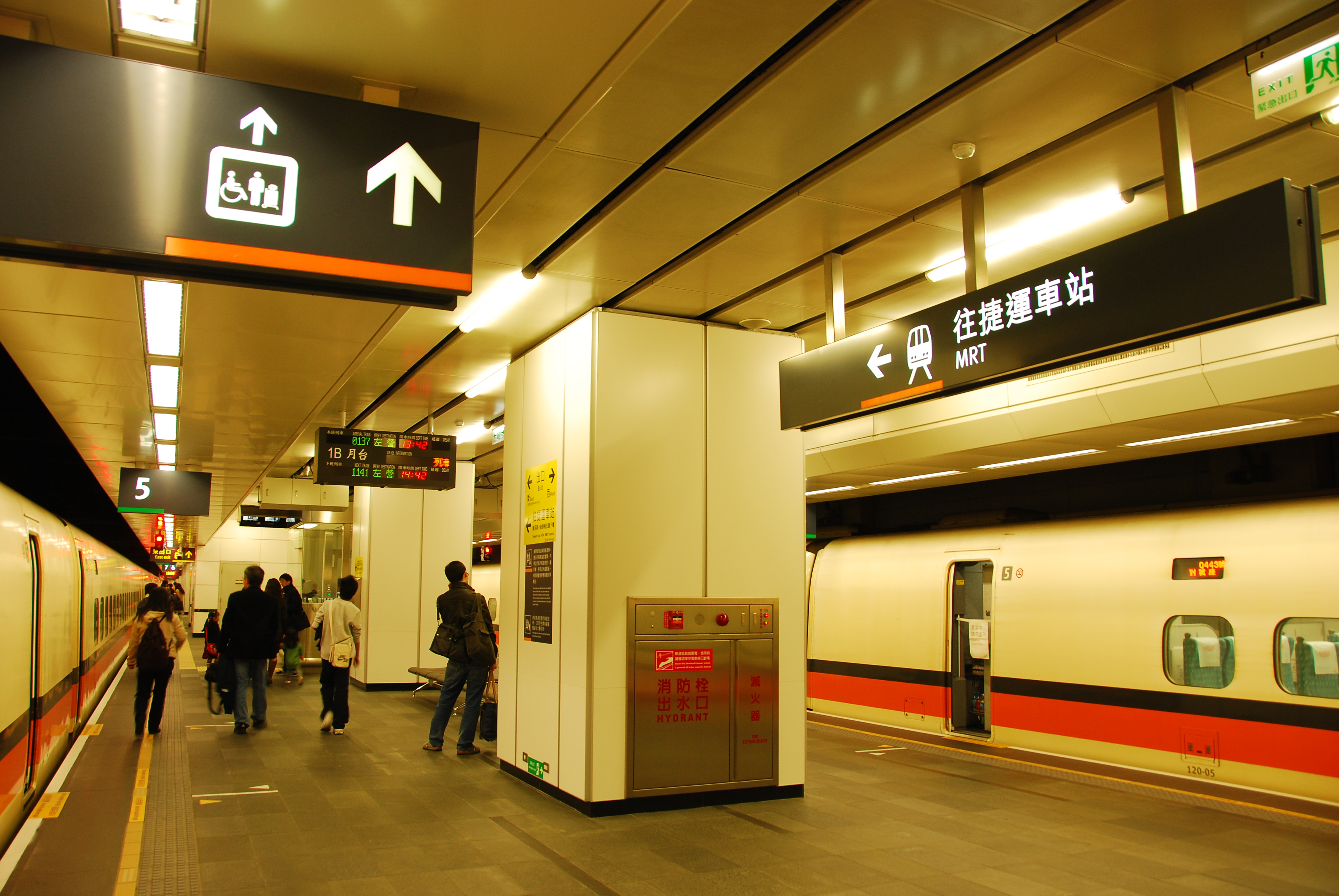
高鐵月台 （攝於2009年）

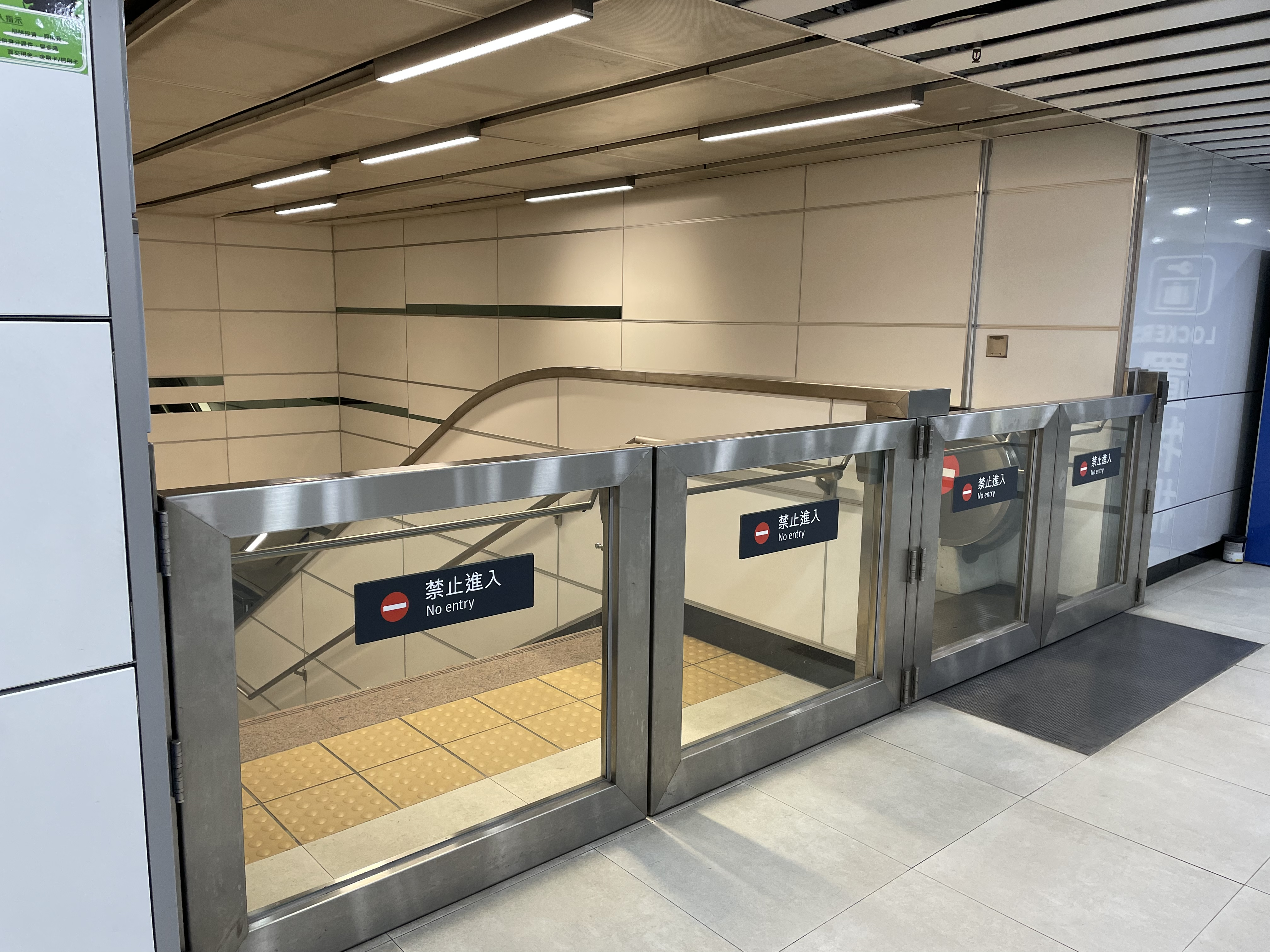
被封鎖的B1高鐵月台出口 （攝於2022年）

過去鐵路地下化「萬板專案」中，作為臨時線路興建的臺北—萬華段南隧道，早已經預定未來將移交高鐵使用。不過由於現有地下化的臺北車站原本規劃為專供臺鐵使用（包含高鐵的營運），並未預留空間供共構的高鐵月台與軌道，相關單位一度認為有必要在原有的臺鐵車站之外，單獨新建高鐵車站，因此並未針對臺北車站及週邊的規劃進行修正。但交通部高速鐵路工程局重新評估設站計畫後，卻發現難以另行興建車站（南隧道直接連結地下化的臺北車站月臺，附近的地下空間又已經用完），使得日後臺鐵南側的兩個月台、以及相應的四線股道必須移撥給高鐵，且松山—臺北段南隧道也必須連帶移撥。過去也曾兩度評估於第5股道的通過線加建月台，但該方案最終未被採納。
臺鐵認為自身運量極大，兩個月台不足以應付需求，所以只願意交付一個月台與兩線股道。但許多專家評估後認為：高鐵需要兩個月台才能正常營運。確定政府必須遵守其與臺灣高速鐵路公司間的合約後，為了降低交付月台與股道可能造成的衝擊，臺鐵先行縮減月台使用，改為現今的運用模式；此外也減少列車班次。後來受到臺鐵員工臥軌抗爭（第二次臥軌）影響，又暫時恢復為使用四個月台：南下列車由第二月台到發，北上列車由第三月台到發，第一、四月台則作為臨時月台。
2004年4月5日，臺鐵依政府與台灣高鐵公司間的合約。正式將兩個月台與四線股道永久轉交給高鐵使用，原地下一樓廣大的台鐵候車室空間也必須切一半區域給高鐵使用（一、二月台兩電扶梯部分），為了通行方便，原本南北兩側的入口閘門改到東西兩側，中間切割成可連通南北通道的穿堂，高鐵部分也照相同方式設立。出口部分，東側切割原停車場空間設立通道，台鐵出口位置不變，高鐵設立於東側，封閉尾端兩月台的電扶梯；西側切割原付費區出口，台鐵高鐵出口皆設於西側，出閘門即是通道，因尾端四個月台的電扶梯皆在通道上，目前皆為封閉狀態。

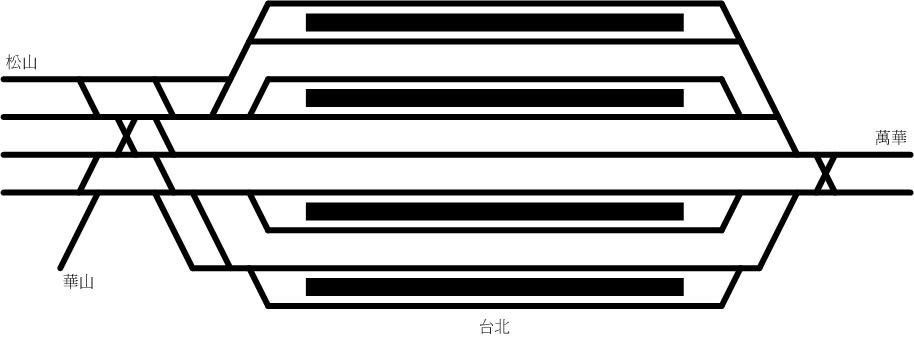
台鐵台北車站2004年前的軌道配線圖

由於高鐵臺北－板橋段是由交通部臺北市區地下鐵路工程處負責施作，高鐵仍需就原有設施進行改建，但大規模改建可能會影響到同區間臺鐵隧道的正常營運，高鐵車站因此延後啟用。2007年2月1日，交通部核發高鐵臺北站－板橋站段營運許可。北上列車自2月14日延伸行駛至臺北站，供乘客下車，但不開放乘車；3月2日才開放乘客於臺北站上車。
早期為了應付臺北站龐大的乘客數量以及乘客的安全，高鐵曾於B3捷運層的乘客實施月台管制，防止過多乘客至狹窄的月台等車，在B3層進站的乘客必須等到列車清理完畢才可搭乘電扶梯上至月台。直到2016年南港站的啟用和半高式月台門啟用後才停止實施。
年表
- 2007年3月2日 - 台灣高速鐵路開業。
- 2016年
  - 7月1日 - 高鐵北端的起訖站自台北站延伸至南港站。
  - 7月14日 - 半高式月台門啟用，本站為台灣高鐵首座亦是唯一一座加裝月台門的車站。

## 利用狀況
根據2024年12月資料，台北捷運本站每日旅運量約為322,380人次，在台北捷運各站中排行第1名；根據2024年資料，台鐵本站每日旅運量約為122,150，在台鐵各站中排行第1名；根據2024年資料，台灣高鐵本站每日旅運量約為91,132人次，在台灣高鐵各站中排行第1名。
| 歷年旅客人次紀錄（臺鐵：1946-1996） | 歷年旅客人次紀錄（臺鐵：1946-1996） | 歷年旅客人次紀錄（臺鐵：1946-1996） | 歷年旅客人次紀錄（臺鐵：1946-1996） | 歷年旅客人次紀錄（臺鐵：1946-1996） | 歷年旅客人次紀錄（臺鐵：1946-1996） | 歷年旅客人次紀錄（臺鐵：1946-1996） |
| 年                                  |                                     |                                     |                                     |                                     |                                     |                                     |
| 年                                  | 全年                                | 全年                                | 全年                                | 全年                                | 1日平均                             | 1日平均                             |
| 年                                  | 進站                                | 出站                                | 計                                  | 來源                                | 進站                                | 進出站                              |
| ----------------------------------- | ----------------------------------- | ----------------------------------- | ----------------------------------- | ----------------------------------- | ----------------------------------- | ----------------------------------- |
| 1946                                | 4,068,431                           | 4,220,116                           | 6,673,876                           | [ 48 ]                              | 11,146                              | 18,285                              |
| 1947                                | 無資料                              | 無資料                              | 8,288,547                           | [ 49 ]                              | 無資料                              | 22,708                              |
| 1948                                | 無資料                              | 無資料                              | 8,622,315                           | [ 49 ]                              | 無資料                              | 23,558                              |
| 1949                                | 無資料                              | 無資料                              | 9,431,149                           | [ 49 ]                              | 無資料                              | 25,839                              |
| 1950                                | 無資料                              | 無資料                              | 10,041,888                          | [ 49 ]                              | 無資料                              | 27,512                              |
| 1951                                | 無資料                              | 無資料                              | 10,775,400                          | [ 49 ]                              | 無資料                              | 29,522                              |
| 1952                                | 無資料                              | 無資料                              | 12,289,768                          | [ 49 ]                              | 無資料                              | 33,579                              |
| 1953                                | 無資料                              | 無資料                              | 12,037,573                          | [ 49 ]                              | 無資料                              | 32,980                              |
| 1954                                | 無資料                              | 無資料                              | 11,744,544                          | [ 49 ]                              | 無資料                              | 32,177                              |
| 1955                                | 無資料                              | 無資料                              | 13,168,268                          | [ 49 ]                              | 無資料                              | 36,077                              |
| 1956                                | 無資料                              | 無資料                              | 15,341,946                          | [ 49 ]                              | 無資料                              | 41,918                              |
| 1957                                | 無資料                              | 無資料                              | 18,449,905                          | [ 49 ]                              | 無資料                              | 50,548                              |
| 1958                                | 無資料                              | 無資料                              | 21,210,314                          | [ 49 ]                              | 無資料                              | 58,110                              |
| 1959                                | 無資料                              | 無資料                              | 20,345,223                          | [ 49 ]                              | 無資料                              | 55,740                              |
| 1960                                | 無資料                              | 無資料                              | 19,910,149                          | [ 49 ]                              | 無資料                              | 54,399                              |
| 1961                                | 無資料                              | 無資料                              | 21,074,782                          | [ 49 ]                              | 無資料                              | 57,739                              |
| 1962                                | 無資料                              | 無資料                              | 19,064,380                          | [ 49 ]                              | 無資料                              | 52,231                              |
| 1963                                | 無資料                              | 無資料                              | 19,794,227                          | [ 49 ]                              | 無資料                              | 54,231                              |
| 1964                                | 無資料                              | 無資料                              | 21,703,396                          | [ 49 ]                              | 無資料                              | 59,299                              |
| 1965                                | 無資料                              | 無資料                              | 23,760,711                          | [ 49 ]                              | 無資料                              | 65,098                              |
| 1966                                | 無資料                              | 無資料                              | 26,144,554                          | [ 49 ]                              | 無資料                              | 71,629                              |
| 1967                                | 無資料                              | 無資料                              | 29,657,266                          | [ 49 ]                              | 無資料                              | 81,253                              |
| 1968                                | 無資料                              | 無資料                              | 32,721,795                          | [ 49 ]                              | 無資料                              | 89,404                              |
| 1969                                | 無資料                              | 無資料                              | 33,291,124                          | [ 49 ]                              | 無資料                              | 91,209                              |
| 1970                                | 無資料                              | 無資料                              | 33,573,901                          | [ 49 ]                              | 無資料                              | 91,983                              |
| 1971                                | 無資料                              | 無資料                              | 35,822,910                          | [ 49 ]                              | 無資料                              | 98,145                              |
| 1972                                | 無資料                              | 無資料                              | 37,198,103                          | [ 49 ]                              | 無資料                              | 101,634                             |
| 1973                                | 無資料                              | 無資料                              | 39,132,588                          | [ 49 ]                              | 無資料                              | 107,213                             |
| 1974                                | 無資料                              | 無資料                              | 41,377,285                          | [ 49 ]                              | 無資料                              | 113,362                             |
| 1975                                | 20,112,462                          | 20,842,593                          | 40,955,055                          | [ 50 ]                              | 55,103                              | 112,206                             |
| 1976                                | 19,210,357                          | 19,142,447                          | 38,352,804                          | [ 51 ]                              | 52,487                              | 104,789                             |
| 1977                                | 17,660,518                          | 17,991,729                          | 35,652,247                          | [ 52 ]                              | 48,385                              | 97,677                              |
| 1978                                | 無資料                              | 無資料                              | 35,726,332                          | [ 49 ]                              | 無資料                              | 97,880                              |
| 1979                                | 無資料                              | 無資料                              | 36,123,202                          | [ 49 ]                              | 無資料                              | 98,968                              |
| 1980                                | 19,112,640                          | 20,286,424                          | 39,399,064                          | [ 53 ]                              | 52,220                              | 107,648                             |
| 1981                                | 18,617,890                          | 20,051,672                          | 38,669,562                          | [ 54 ]                              | 51,008                              | 105,944                             |
| 1982                                | 18,433,687                          | 20,752,613                          | 39,186,300                          | [ 55 ]                              | 50,503                              | 107,360                             |
| 1983                                | 17,773,659                          | 20,922,934                          | 38,696,593                          | [ 56 ]                              | 48,695                              | 106,018                             |
| 1984                                | 17,951,882                          | 21,284,781                          | 39,236,663                          | [ 57 ]                              | 49,049                              | 107,204                             |
| 1985                                | 19,190,987                          | 20,440,889                          | 39,631,876                          | [ 58 ]                              | 52,578                              | 108,580                             |
| 1986                                | 19,298,298                          | 20,006,729                          | 39,305,027                          | [ 59 ]                              | 52,872                              | 107,685                             |
| 1987                                | 17,791,190                          | 20,445,436                          | 38,236,626                          | [ 60 ]                              | 48,743                              | 104,758                             |
| 1988                                | 17,290,274                          | 19,994,470                          | 37,284,744                          | [ 61 ]                              | 47,241                              | 101,871                             |
| 1989                                | 17,538,594                          | 19,440,081                          | 36,978,675                          | [ 62 ]                              | 48,051                              | 101,311                             |
| 1990                                | 18,748,626                          | 20,448,094                          | 39,196,720                          | [ 63 ]                              | 51,366                              | 107,388                             |
| 1991                                | 18,410,083                          | 21,077,082                          | 39,487,165                          | [ 64 ]                              | 50,439                              | 108,184                             |
| 1992                                | 17,982,645                          | 21,917,353                          | 39,899,998                          | [ 65 ]                              | 49,133                              | 109,016                             |
| 1993                                | 18,871,177                          | 23,176,347                          | 42,047,524                          | [ 66 ]                              | 51,702                              | 115,199                             |
| 1994                                | 18,645,847                          | 23,615,464                          | 42,261,311                          | [ 67 ]                              | 51,085                              | 115,784                             |
| 1995                                | 17,818,429                          | 23,535,759                          | 41,354,188                          | [ 68 ]                              | 48,818                              | 113,299                             |
| 1996                                | 17,351,447                          | 19,229,449                          | 36,580,896                          | [ 69 ]                              | 47,408                              | 99,948                              |

| 歷年旅客人次紀錄(1997-) | 歷年旅客人次紀錄(1997-) | 歷年旅客人次紀錄(1997-) | 歷年旅客人次紀錄(1997-) | 歷年旅客人次紀錄(1997-) | 歷年旅客人次紀錄(1997-) | 歷年旅客人次紀錄(1997-) | 歷年旅客人次紀錄(1997-) | 歷年旅客人次紀錄(1997-) | 歷年旅客人次紀錄(1997-) | 歷年旅客人次紀錄(1997-) | 歷年旅客人次紀錄(1997-) | 歷年旅客人次紀錄(1997-) | 歷年旅客人次紀錄(1997-) | 歷年旅客人次紀錄(1997-) | 歷年旅客人次紀錄(1997-) | 歷年旅客人次紀錄(1997-) | 歷年旅客人次紀錄(1997-) | 歷年旅客人次紀錄(1997-) | 歷年旅客人次紀錄(1997-) | 歷年旅客人次紀錄(1997-) | 歷年旅客人次紀錄(1997-) |
| 年                      | 台灣高鐵                | 台灣高鐵                | 台灣高鐵                | 台灣高鐵                | 台灣高鐵                | 台灣高鐵                | 臺灣鐵路                | 臺灣鐵路                | 臺灣鐵路                | 臺灣鐵路                | 臺灣鐵路                | 臺灣鐵路                | 台北捷運                | 台北捷運                | 台北捷運                | 台北捷運                | 台北捷運                | 台北捷運                | 計                      | 計                      | 計                      |
| 年                      | 全年                    | 1日平均                 | 1日平均                 | 全年                    | 全年                    | 全年                    | 全年                    | 1日平均                 | 1日平均                 | 全年                    | 全年                    | 全年                    | 全年                    | 1日平均                 | 1日平均                 | 全年                    | 1日平均                 | 1日平均                 |                         |                         |                         |
| 年                      | 進站                    | 出站                    | 計                      | 來源                    | 進站                    | 進出站                  | 進站                    | 出站                    | 計                      | 來源                    | 進站                    | 進出站                  | 進站                    | 出站                    | 計                      | 來源                    | 進站                    | 進出站                  | 進出站                  | 進站                    | 進出站                  |
| ----------------------- | ----------------------- | ----------------------- | ----------------------- | ----------------------- | ----------------------- | ----------------------- | ----------------------- | ----------------------- | ----------------------- | ----------------------- | ----------------------- | ----------------------- | ----------------------- | ----------------------- | ----------------------- | ----------------------- | ----------------------- | ----------------------- | ----------------------- | ----------------------- | ----------------------- |
| 1997                    | 未營運                  | 未營運                  | 未營運                  | 未營運                  | 未營運                  | 未營運                  | 19,011,301              | 19,882,797              | 38,894,098              | [ 70 ]                  | 52,086                  | 106,559                 | 156,779                 | 175,174                 | 331,953                 | [ 71 ]                  | 26,130                  | 55,326                  | 39,226,051              | n/a                     | n/a                     |
| 1998                    | 未營運                  | 未營運                  | 未營運                  | 未營運                  | 未營運                  | 未營運                  | 20,197,069              | 21,189,309              | 41,386,378              | [ 72 ]                  | 55,334                  | 113,387                 | 9,386,497               | 9,450,507               | 18,837,004              | [ 71 ]                  | 25,716                  | 51,608                  | 60,223,382              | 81,050                  | 164,995                 |
| 1999                    | 未營運                  | 未營運                  | 未營運                  | 未營運                  | 未營運                  | 未營運                  | 23,121,042              | 25,490,486              | 48,611,528              | [ 73 ]                  | 63,345                  | 133,182                 | 17,836,823              | 17,591,350              | 35,428,173              | [ 71 ]                  | 48,868                  | 97,063                  | 84,039,701              | 112,213                 | 230,245                 |
| 2000                    | 未營運                  | 未營運                  | 未營運                  | 未營運                  | 未營運                  | 未營運                  | 29,272,186              | 29,337,065              | 58,609,251              | [ 74 ]                  | 79,979                  | 160,135                 | 33,148,011              | 30,883,175              | 64,031,186              | [ 71 ]                  | 90,568                  | 174,949                 | 122,640,437             | 170,547                 | 335,084                 |
| 2001                    | 未營運                  | 未營運                  | 未營運                  | 未營運                  | 未營運                  | 未營運                  | 23,647,570              | 23,490,962              | 47,138,532              | [ 75 ]                  | 65,871                  | 131,305                 | 29,170,908              | 26,862,354              | 56,033,262              | [ 71 ]                  | 不算出                  | 不算出                  | 103,171,794             | n/a                     | n/a                     |
| 2002                    | 未營運                  | 未營運                  | 未營運                  | 未營運                  | 未營運                  | 未營運                  | 21,626,199              | 21,450,948              | 43,077,147              | [ 76 ]                  | 59,250                  | 118,020                 | 33,569,406              | 31,799,433              | 65,368,839              | [ 71 ]                  | 91,971                  | 179,093                 | 108,445,986             | 151,221                 | 297,113                 |
| 2003                    | 未營運                  | 未營運                  | 未營運                  | 未營運                  | 未營運                  | 未營運                  | 19,170,014              | 18,953,255              | 38,123,269              | [ 77 ]                  | 52,521                  | 104,447                 | 32,460,889              | 31,850,327              | 64,311,216              | [ 71 ]                  | 88,934                  | 176,195                 | 102,434,485             | 141,455                 | 280,642                 |
| 2004                    | 未營運                  | 未營運                  | 未營運                  | 未營運                  | 未營運                  | 未營運                  | 20,399,471              | 20,187,352              | 40,586,823              | [ 78 ]                  | 55,736                  | 110,893                 | 36,022,437              | 35,346,178              | 71,368,615              | [ 71 ]                  | 98,422                  | 194,996                 | 111,955,438             | 154,158                 | 305,889                 |
| 2005                    | 未營運                  | 未營運                  | 未營運                  | 未營運                  | 未營運                  | 未營運                  | 20,228,427              | 19,981,921              | 40,210,348              | [ 79 ]                  | 55,420                  | 110,165                 | 37,328,123              | 36,637,939              | 73,966,062              | [ 71 ]                  | 102,269                 | 202,647                 | 114,176,410             | 157,689                 | 312,812                 |
| 2006                    | 未營運                  | 未營運                  | 未營運                  | 未營運                  | 未營運                  | 未營運                  | 20,151,766              | 20,077,336              | 40,229,102              | [ 80 ]                  | 55,210                  | 110,216                 | 38,823,690              | 37,791,360              | 76,615,050              | [ 71 ]                  | 106,366                 | 209,904                 | 116,844,152             | 161,576                 | 320,120                 |
| 2007                    | 4,038,417               | 4,132,308               | 8,170,725               | [ 81 ]                  | *13,240                 | *26,789                 | 18,930,967              | 19,027,420              | 37,958,387              | [ 82 ]                  | 51,866                  | 103,996                 | 42,570,919              | 41,291,613              | 83,862,532              | [ 71 ]                  | 116,632                 | 229,760                 | 129,991,644             | *3月2日通車             | *3月2日通車             |
| 2008                    | 9,013,287               | 9,057,238               | 18,070,525              | [ 81 ]                  | 24,626                  | 49,373                  | 19,818,888              | 19,936,354              | 39,755,242              | [ 82 ]                  | 54,150                  | 108,621                 | 47,708,236              | 46,261,440              | 93,969,676              | [ 71 ]                  | 130,350                 | 256,747                 | 151,795,443             | 209,126                 | 414,741                 |
| 2009                    | 9,456,605               | 9,637,887               | 19,094,492              | [ 81 ]                  | 25,908                  | 52,313                  | 21,184,794              | 20,874,744              | 42,059,538              | [ 82 ]                  | 58,041                  | 115,232                 | 48,878,791              | 47,421,809              | 96,300,600              | [ 71 ]                  | 133,914                 | 263,837                 | 157,454,630             | 217,863                 | 431,382                 |
| 2010                    | 10,695,969              | 10,833,175              | 21,529,144              | [ 81 ]                  | 29,304                  | 58,984                  | 22,284,076              | 21,993,900              | 44,277,976              | [ 83 ]                  | 61,052                  | 121,309                 | 53,488,611              | 52,100,119              | 105,588,730             | [ 71 ]                  | 146,544                 | 289,284                 | 171,395,850             | 236,900                 | 469,577                 |
| 2011                    | 12,250,591              | 12,012,076              | 24,262,667              | [ 81 ]                  | 33,563                  | 66,473                  | 23,670,048              | 23,666,988              | 47,337,036              | [ 84 ]                  | 64,849                  | 129,690                 | 57,322,264              | 56,156,047              | 113,478,311             | [ 71 ]                  | 157,047                 | 310,899                 | 185,078,014             | 255,460                 | 507,063                 |
| 2012                    | 12,613,732              | 12,677,151              | 25,290,883              | [ 81 ]                  | 34,463                  | 69,100                  | 24,506,036              | 24,327,985              | 48,834,291              | [ 85 ]                  | 66,957                  | 133,427                 | 57,792,054              | 56,866,584              | 114,658,638             | [ 71 ]                  | 157,901                 | 313,276                 | 188,784,174             | 259,321                 | 515.803                 |
| 2013                    | 13,281,525              | 13,281,525              | 26,563,050              | [ 81 ]                  | 36,387                  | 72,775                  | 24,928,908              | 24,698,669              | 49,627,577              | [ 86 ]                  | 68,298                  | 135,966                 | 57,494,736              | 56,570,390              | 114,065,126             | [ 71 ]                  | 157,519                 | 312,507                 | 190,255,753             | 262,205                 | 521,248                 |
| 2014                    | 13,565,971              | 13,589,225              | 27,155,196              | [ 81 ]                  | 37,167                  | 74,397                  | 25,382,980              | 25,156,708              | 50,539,688              | [ 87 ]                  | 69,542                  | 138,465                 | 58,668,299              | 58,190,980              | 116,859,279             | [ 71 ]                  | 160,735                 | 320,162                 | 194,554,163             | 267,444                 | 533,025                 |
| 2015                    | 14,202,358              | 14,242,907              | 28,445,265              | [ 81 ]                  | 38,910                  | 77,932                  | 23,711,986              | 23,567,154              | 47,279,140              | [ 88 ]                  | 64,964                  | 129,532                 | 56,502,237              | 56,541,402              | 113,043,639             | [ 71 ]                  | 154,800                 | 309,708                 | 188,768,044             | 258,675                 | 517,172                 |
| 2016                    | 14,942,288              | 14,949,410              | 29,891,698              | [ 81 ]                  | 40,938                  | 81,895                  | 23,382,397              | 23,122,418              | 46,504,815              | [ 89 ]                  | 63,886                  | 127,062                 | 57,407,269              | 57,556,483              | 114,963,752             | [ 71 ]                  | 156,850                 | 314,109                 | 191,360,265             | 261,675                 | 523,066                 |
| 2017                    | 14,628,684              | 14,812,358              | 29,441,042              | [ 81 ]                  | 40,079                  | 80,660                  | 23,125,438              | 22,809,801              | 45,935,239              | [ 90 ]                  | 63,357                  | 125,850                 | 57,556,257              | 57,430,860              | 114,987,117             | [ 71 ]                  | 157,688                 | 315,033                 | 190,363,398             | 261,124                 | 521,544                 |
| 2018                    | 15,086,045              | 15,316,916              | 30,402,961              | [ 81 ]                  | 41,332                  | 83,296                  | 22,185,724              | 21,891,507              | 44,077,231              | [ 91 ]                  | 60,783                  | 120,760                 | 57,932,779              | 57,539,833              | 115,472,612             | [ 71 ]                  | 158,720                 | 316,363                 | 189,952,804             | 260,834                 | 520,419                 |
| 2019                    | 15,631,148              | 15,961,691              | 31,592,839              | [ 81 ]                  | 42,825                  | 86,556                  | 22,387,491              | 22,230,613              | 44,618,104              | [ 92 ]                  | 61,336                  | 122,241                 | 58,596,308              | 58,018,791              | 116,615,099             | [ 71 ]                  | 160,538                 | 319,493                 | 192,826,042             | 264,698                 | 528,291                 |
| 2020                    | 13,177,595              | 13,279,379              | 26,456,974              | [ 81 ]                  | 36,004                  | 72,287                  | 18,701,149              | 18,379,806              | 37,080,955              | [ 93 ]                  | 51,096                  | 101,314                 | 46,357,166              | 45,776,016              | 92,133,182              | [ 71 ]                  | 126,659                 | 251,730                 | 155,671,111             | 213,759                 | 425,331                 |
| 2021                    | 9,736,870               | 9,854,099               | 19,590,969              | [ 81 ]                  | 26,676                  | 53,674                  | 13,828,217              | 13,621,389              | 27,449,606              | [ 94 ]                  | 37,886                  | 75,204                  | 32,556,324              | 32,037,044              | 64,593,368              | [ 71 ]                  | 89,195                  | 176,968                 | 111,633,943             | 153,757                 | 305,846                 |
| 2022                    | 12,045,423              | 12,104,785              | 24,150,208              | [ 81 ]                  | 33,001                  | 66,165                  | 15,804,372              | 15,560,249              | 31,364,621              | [ 95 ]                  | 43,300                  | 85,930                  | 37,300,396              | 36,546,950              | 73,847,346              | [ 71 ]                  | 102,193                 | 202,321                 | 129,362,175             | 178,494                 | 354,417                 |
| 2023                    | 15,731,407              | 15,935,309              | 31,666,716              | [ 81 ]                  | 43,100                  | 86,758                  | 20,917,214              | 20,512,434              | 41,429,648              | [ 96 ]                  | 57,307                  | 113,506                 | 49,419,309              | 48,540,646              | 97,959,955              | [ 71 ]                  | 135,395                 | 268,383                 | 171,056,319             | 235,802                 | 468,647                 |
| 2024                    | 16,394,564              | 16,959,847              | 33,354,411              | [ 81 ]                  | 44,794                  | 91,132                  | 22,598,749              | 22,107,980              | 44,706,729              | [ 97 ]                  | 61,745                  | 122,150                 | 待補充                  | 待補充                  | 待補充                  | [ 71 ]                  | 待補充                  | 待補充                  |                         |                         |                         |

### 大廳
台北車站原先位於中央處的售票房，於2011年遷移至西側，並採用敵意建築設計，將在大廳的椅子移除，理由是座椅常遭街友佔位，只在兩側通廊擺設少量簡易座椅；民眾若想坐下休息，得上二樓餐廳消費，這使得台鐵被批評「公共空間商業化」、「排除弱勢者」。在移除椅子後，大廳的黑白格子地板，成為不少台灣本地民眾以及移工經常席地而坐的地方，並逐漸發展成印尼移工社交以及慶祝開齋節的地點之一。在2020年因應嚴重特殊傳染性肺炎（COVID-19）疫情，台鐵宣佈在2月29日起開始禁止民眾在大廳坐下，到5月18日更傳出擬永久禁坐。事件引起不少公民團體和政治人物關注。支持開放的民眾認為北車大廳是公共空間，並且是車站地標值得保留，且旅客也有坐下的需求；支持禁坐的民眾則認為席地而坐妨礙觀瞻、阻礙動線、影響乾淨度。

### 穆斯林祈禱室
2015年，地下1樓的憲兵隊駐紮室改裝為穆斯林祈禱室，並比照國際標準規格。

## 其他

### 捷運電扶梯掀頭皮事件
2004年12月31日當日晚間，台北車站湧入了大量前往市政府站參與跨年活動的人潮，通往南港線月台的電扶梯十分擁擠。結果因為電扶梯的速度過快，導致乘客跌倒於梯內，造成5人受傷。這起意外讓台北捷運公司開始注意電扶梯的安全問題，並全面降低電扶梯的速度。

### 電子票證
2008年6月20日，台北車站之臺鐵月台出入口部分，正式試辦啟用悠遊卡功能，位處第一段可使用電子票證區間（臺北－樹林），同年8月1起可持悠遊卡至剪票口感應進站搭乘至基隆至中壢間19個車站，不限車種搭乘。於2011年1月1日，因應臺鐵多卡通驗票閘門啟用，於本站之臺鐵月台出入口持悠遊卡通皆可使用多卡通驗票閘門，本站臺鐵部分開放使用悠遊卡、一卡通及icash 2.0、TPASS行政院通勤月票付費，使用範圍為臺鐵全線各站（含支線），不限車種搭乘（惟觀光、團體、郵輪式、太魯閣、普悠瑪等指定列車除外）。

### 流行歌曲
2018年，演唱創作組合飛石號發行了一首名為《台北車站》的歌曲，創作靈感來自台北車站及其周邊的生活氛圍。

## 相片集

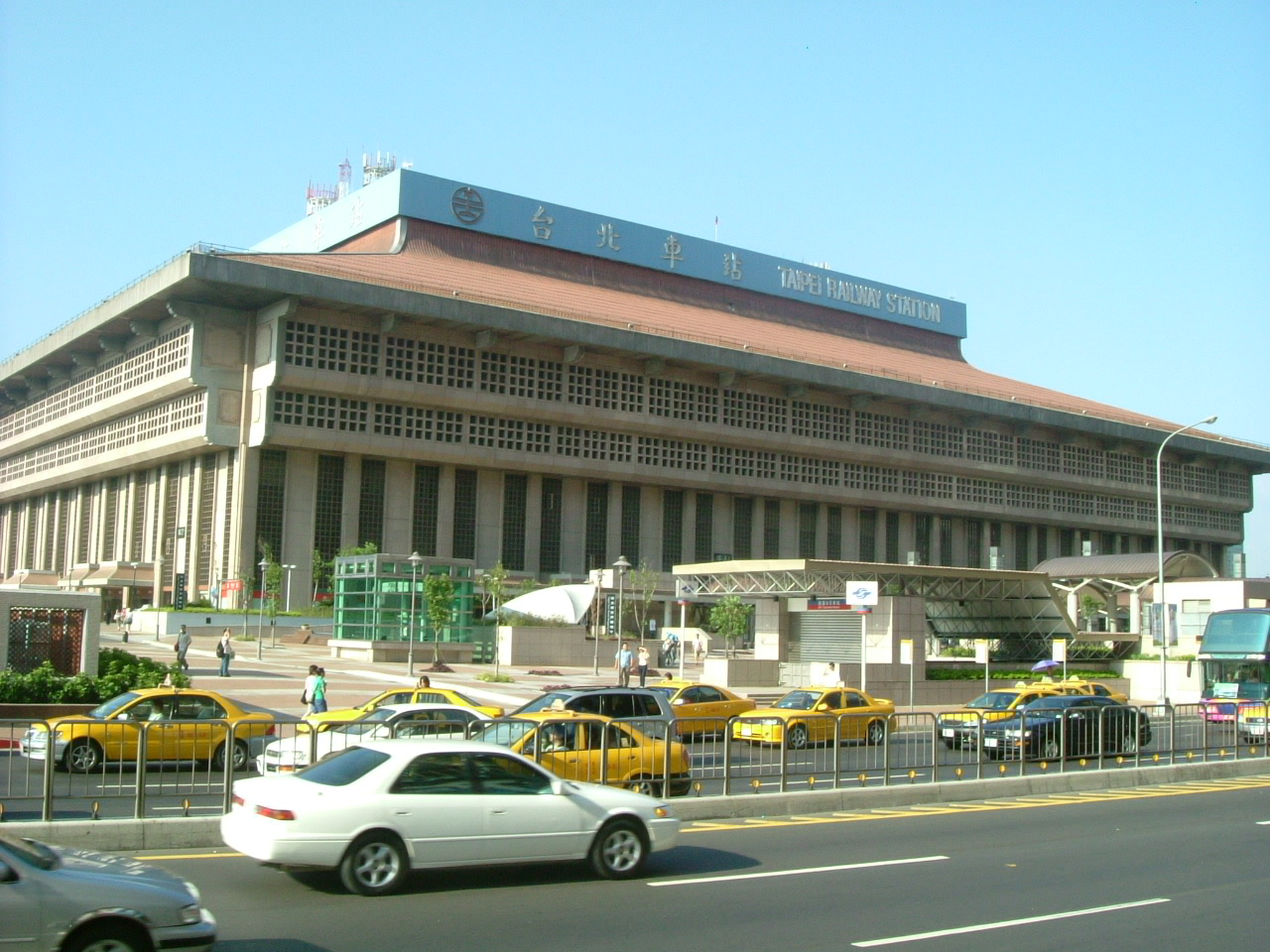
2006年的台北車站，其屋頂被民眾稱為「披薩屋」
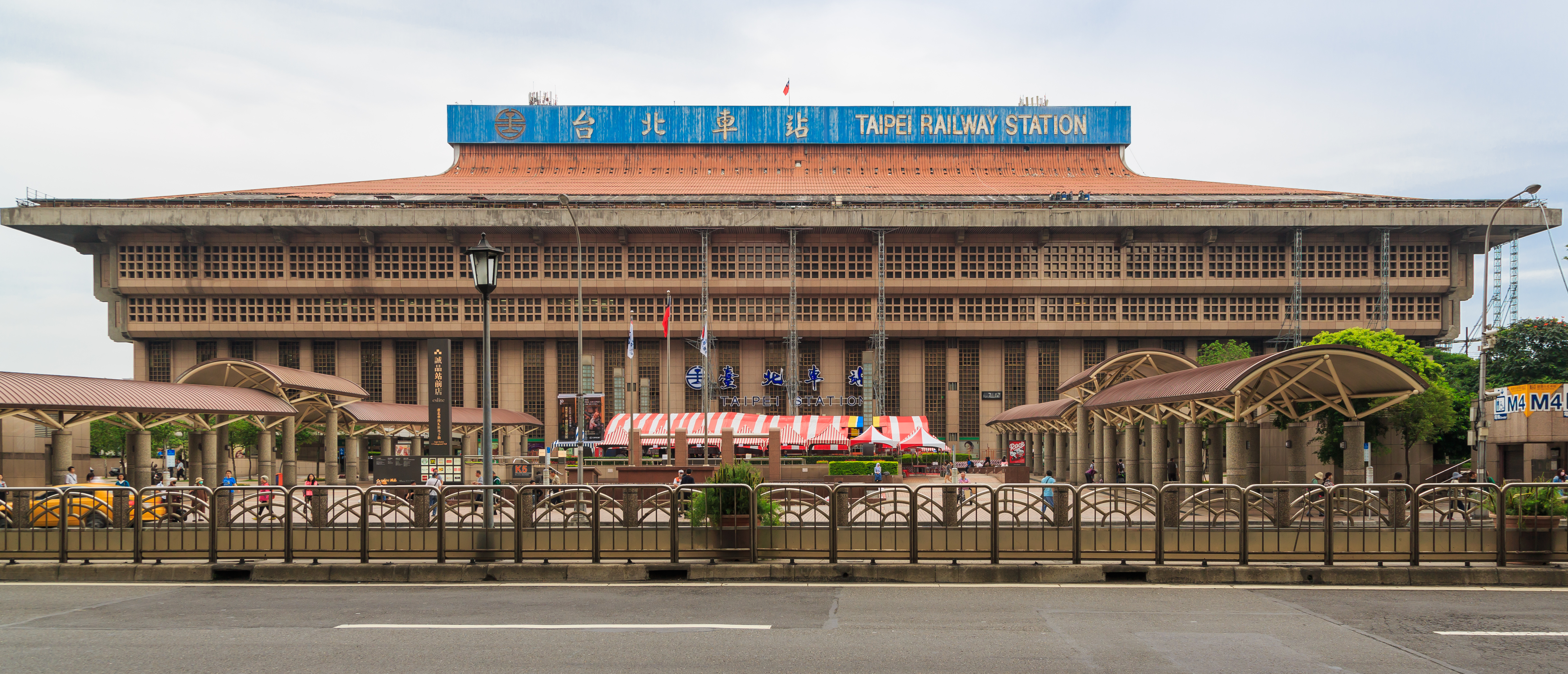
2014年5月、正在進行屋頂改建工程的台北車站
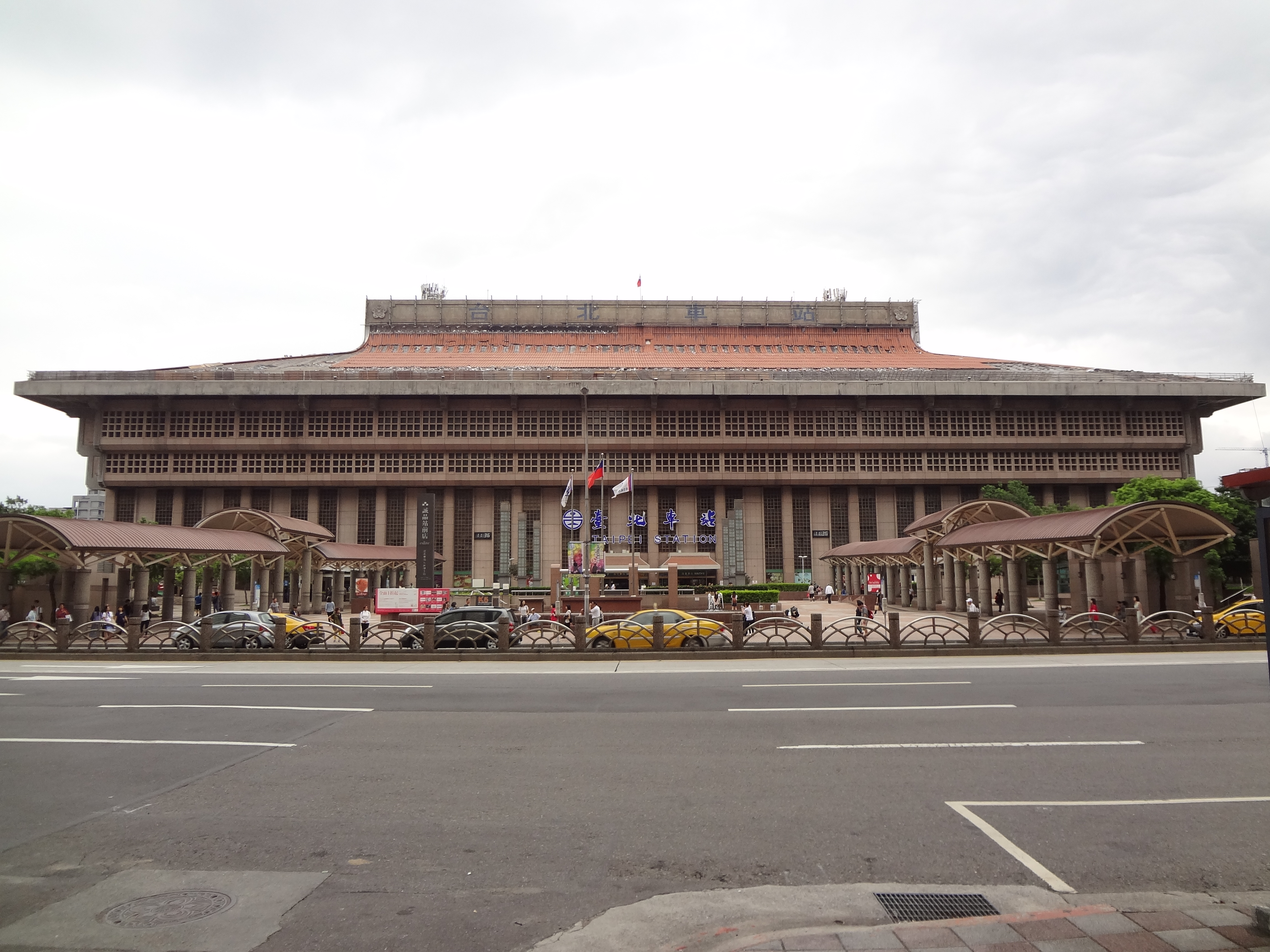
2015年9月、原有屋面及屋頂站名招牌已拆卸的台北車站
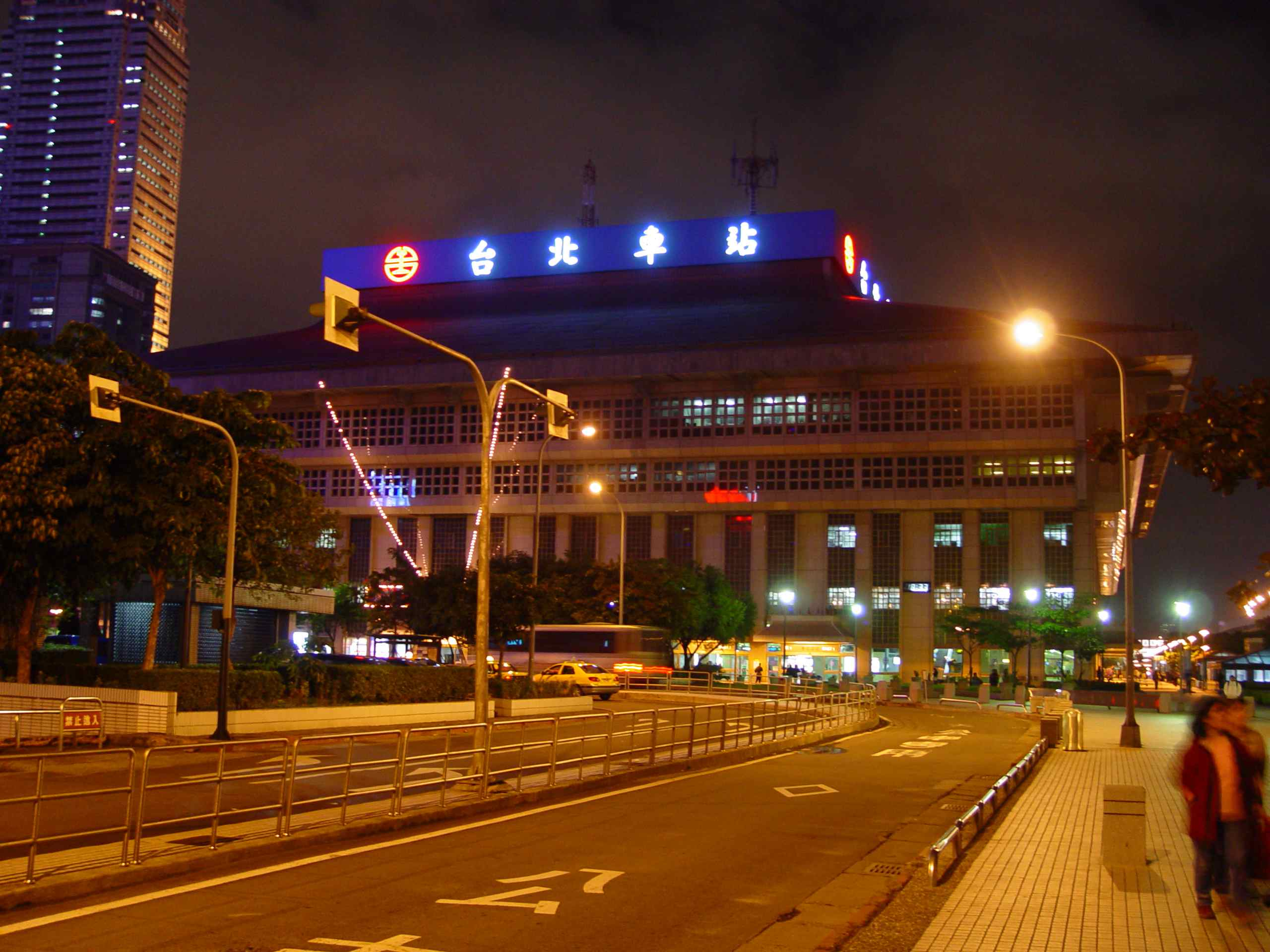
改修前的台北車站夜景
改修後施予景觀照明（日语：イルミネーション）的台北車站夜景
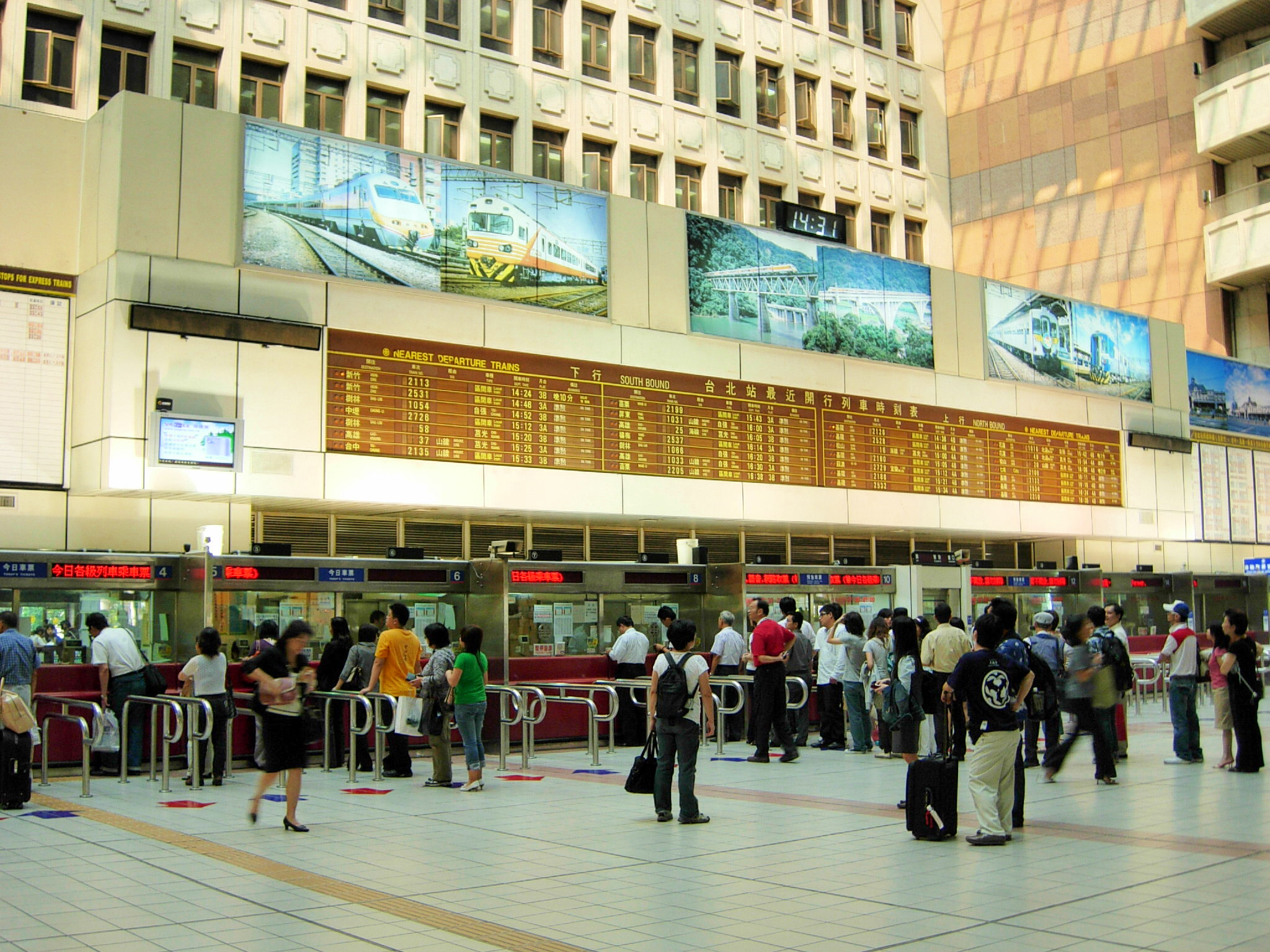
台鐵舊售票大廳
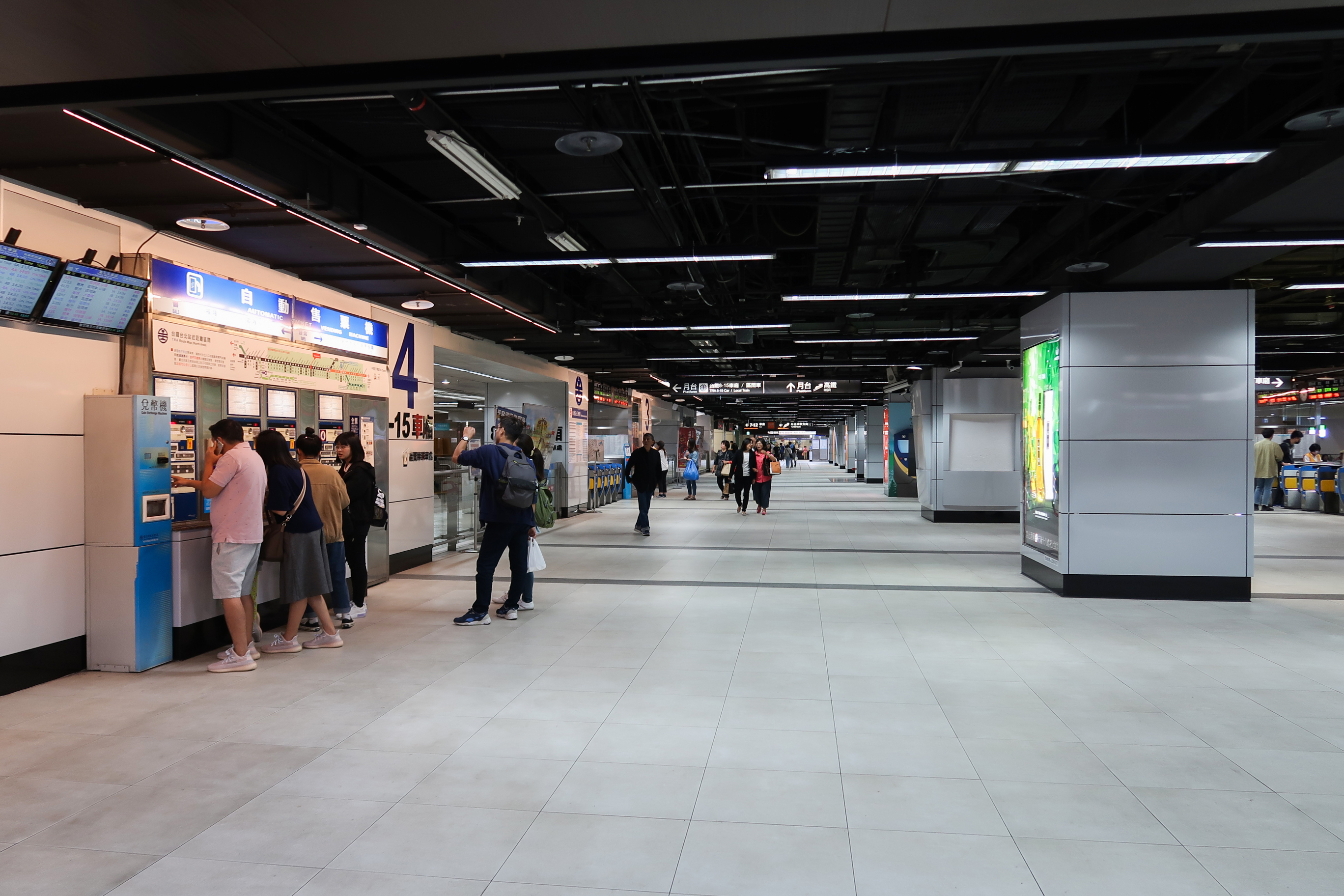
地下1樓台鐵大廳
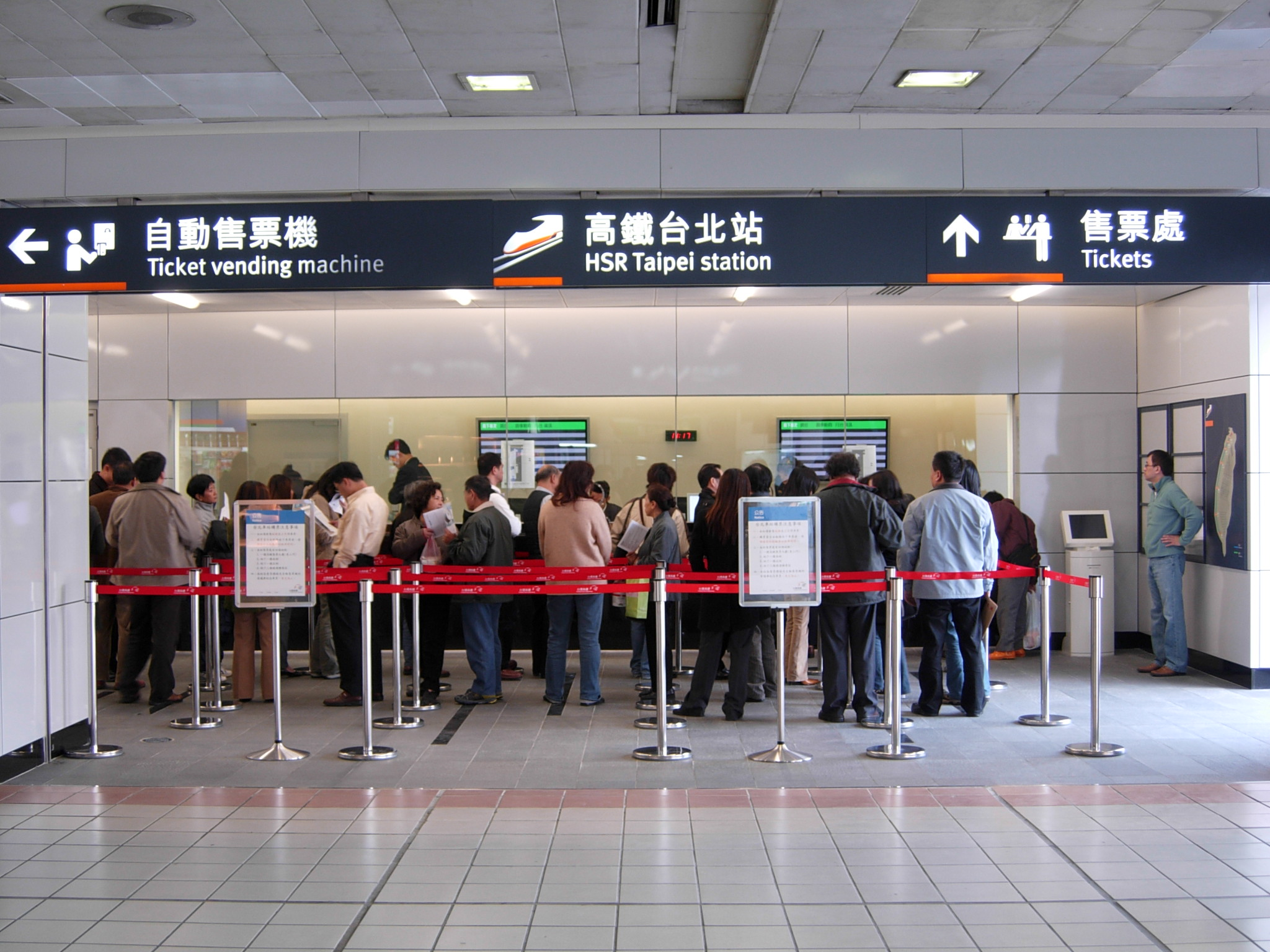
高鐵售票處
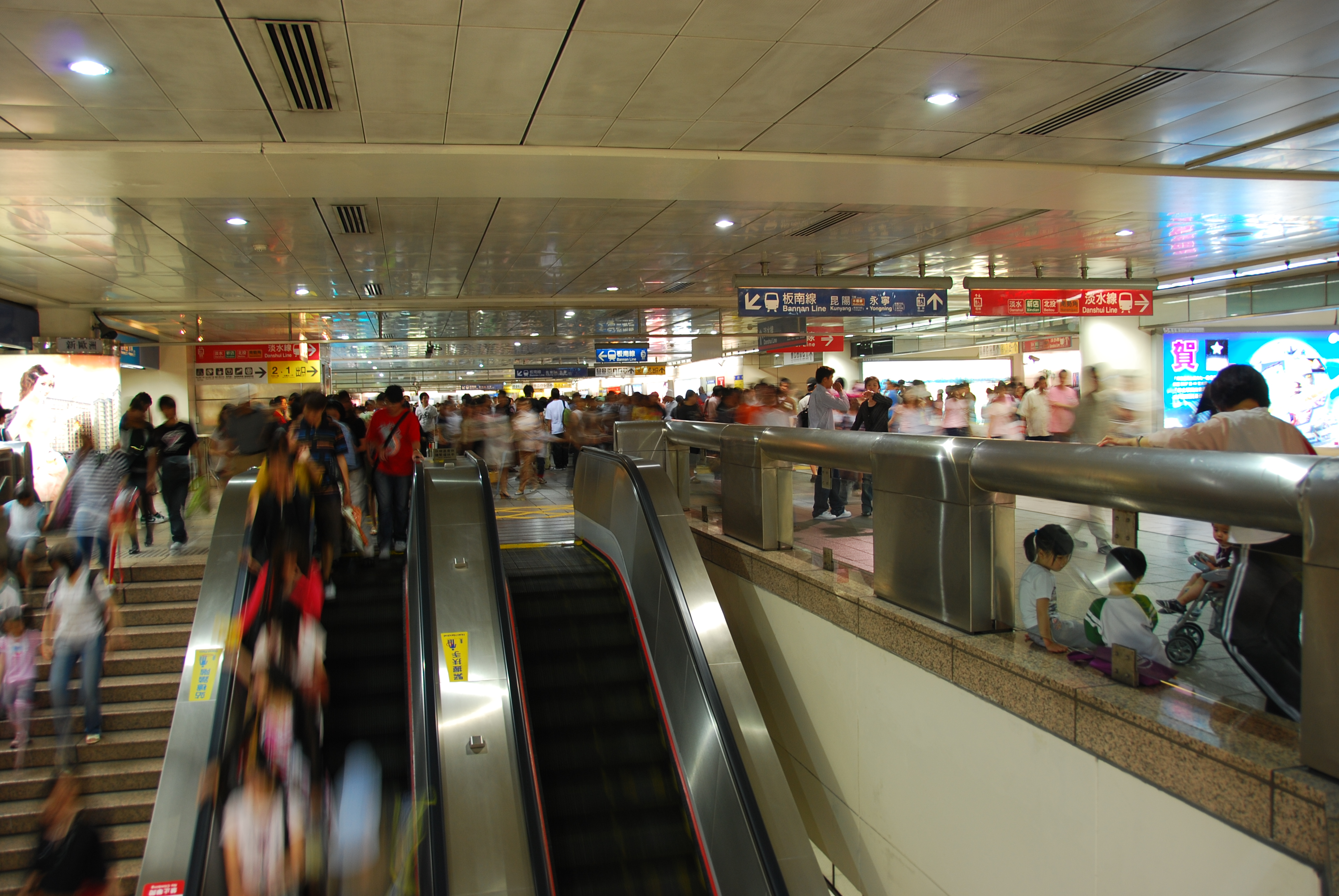
地下二樓捷運大廳
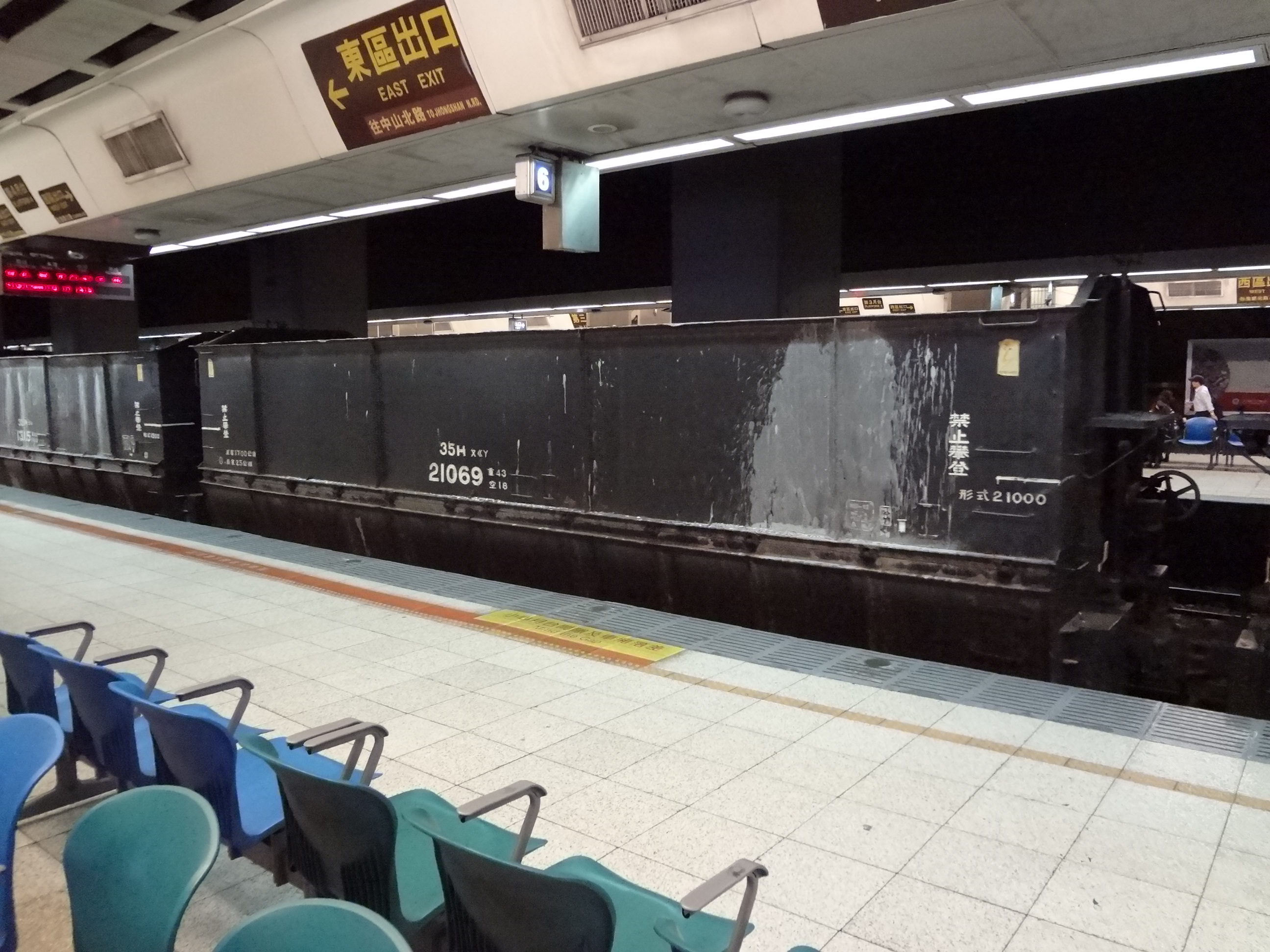
貨物列車35H21069停靠第四月台
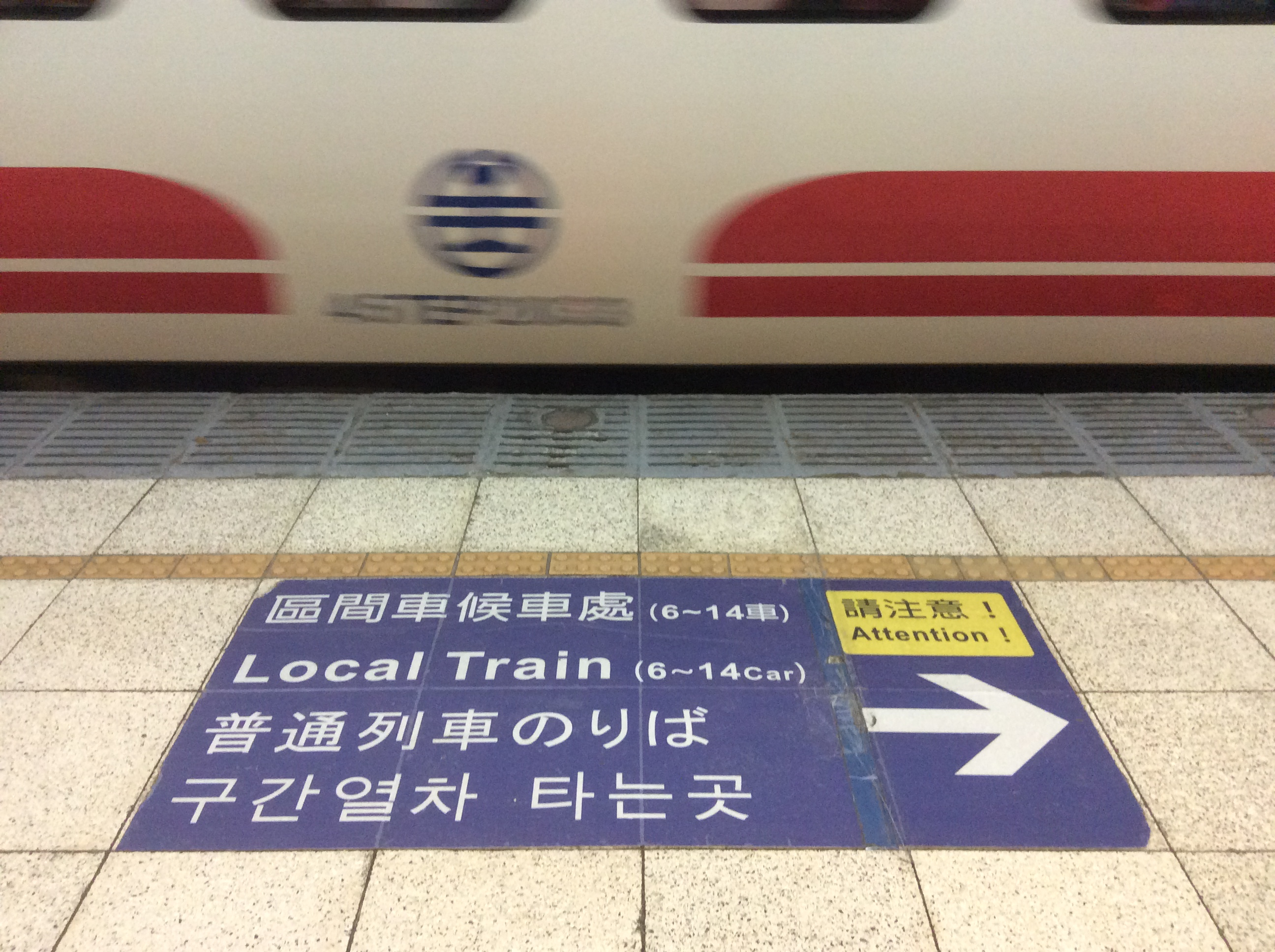
台北車站第3月台多語標示（中文、英語、日語、韓語）
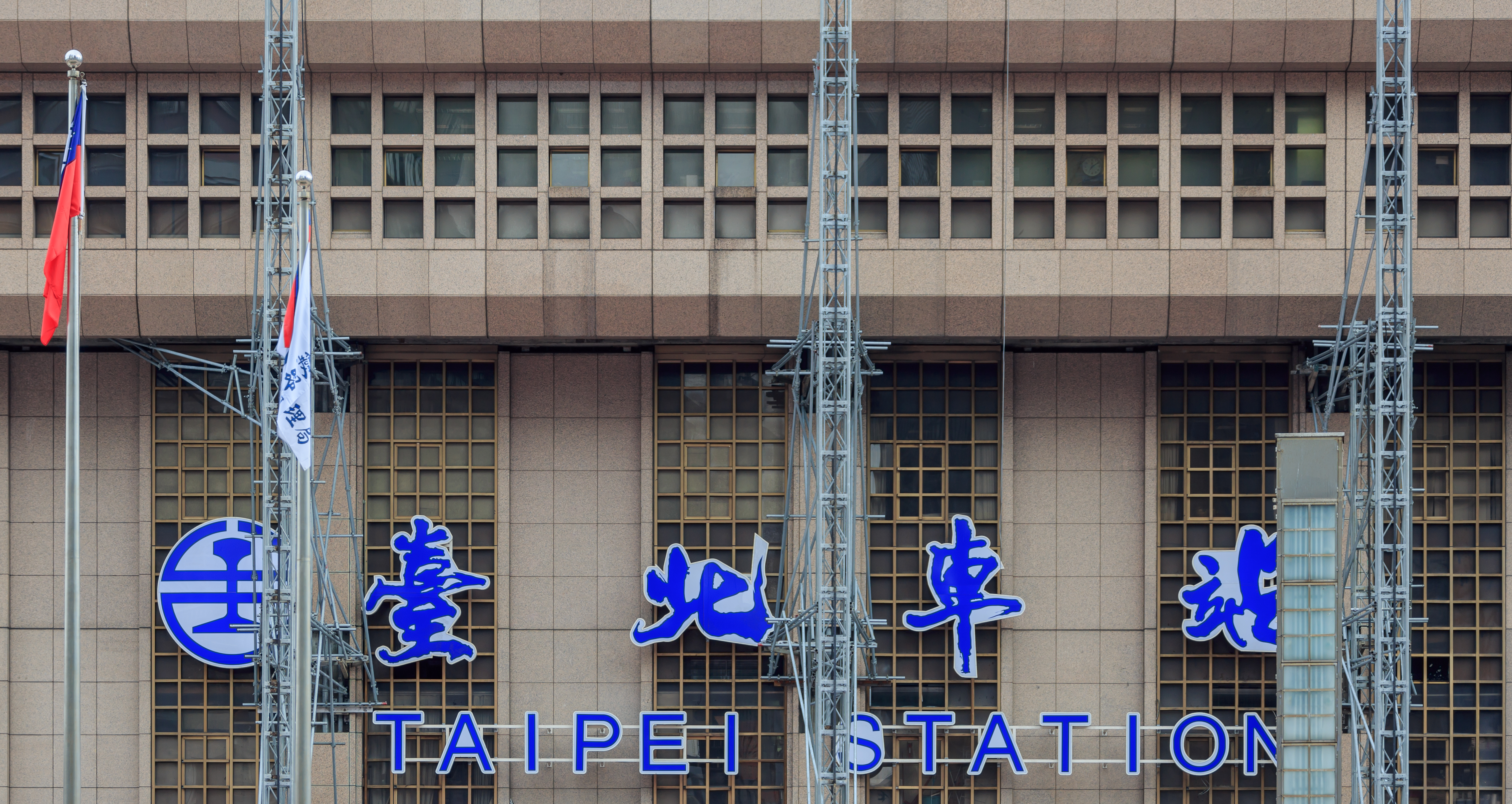
設於南側（忠孝西路方向）、現已拆卸的台北車站第一代燈箱式站名招牌
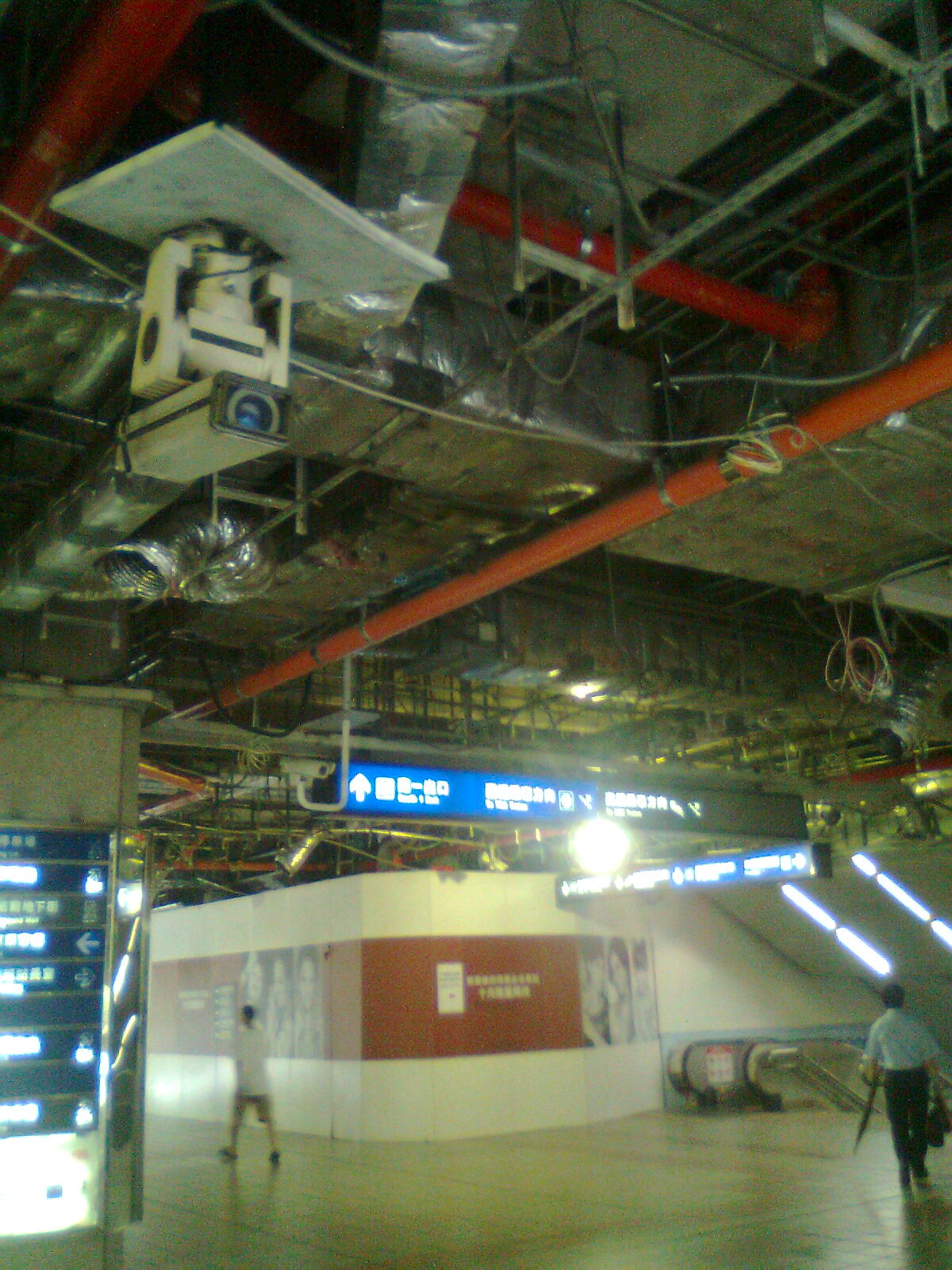
改善工程中的台北車站一樓大廳
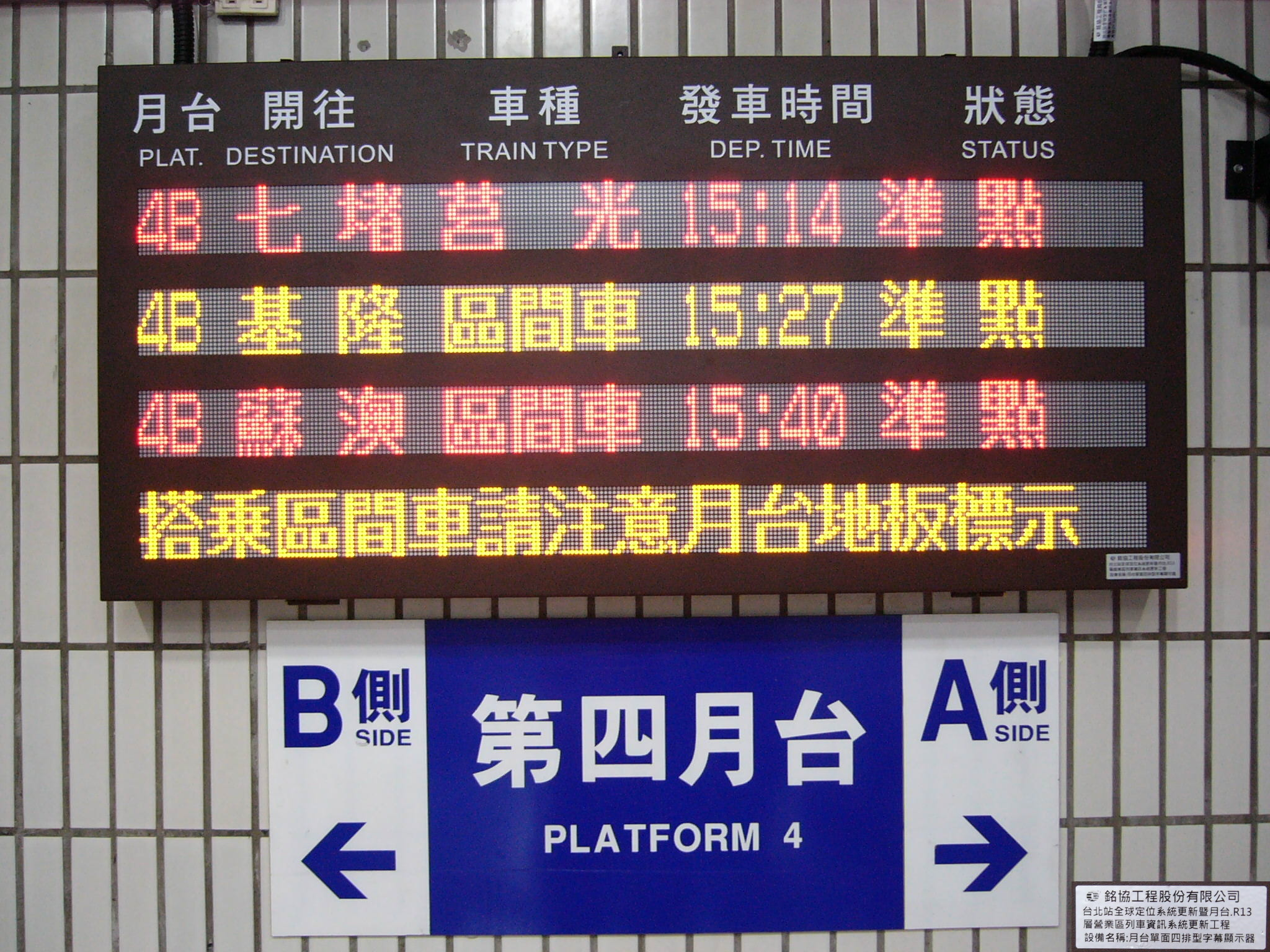
台鐵月台LED列車資訊顯示器
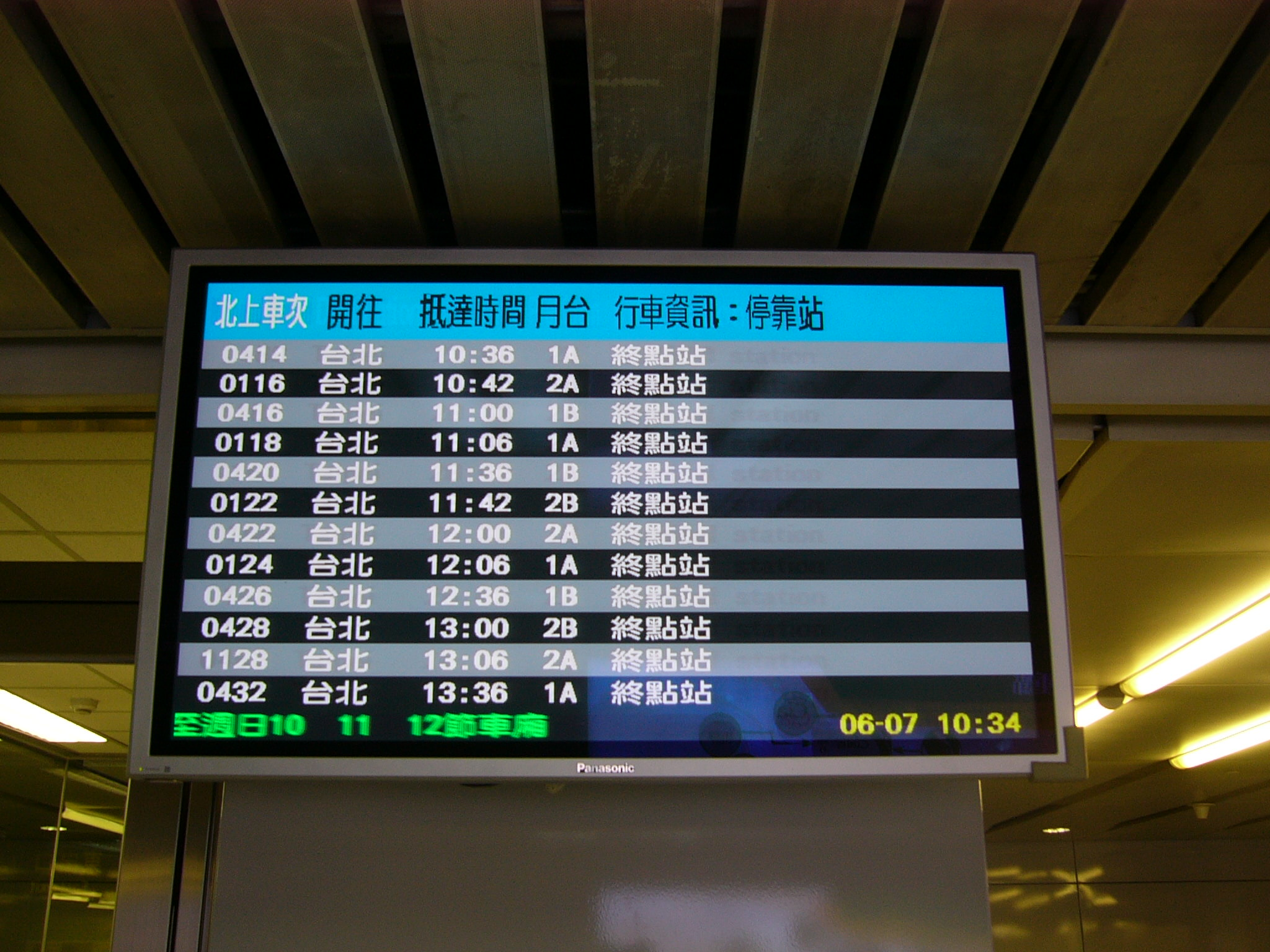
高鐵月台的Panasonic 50吋電漿顯示器
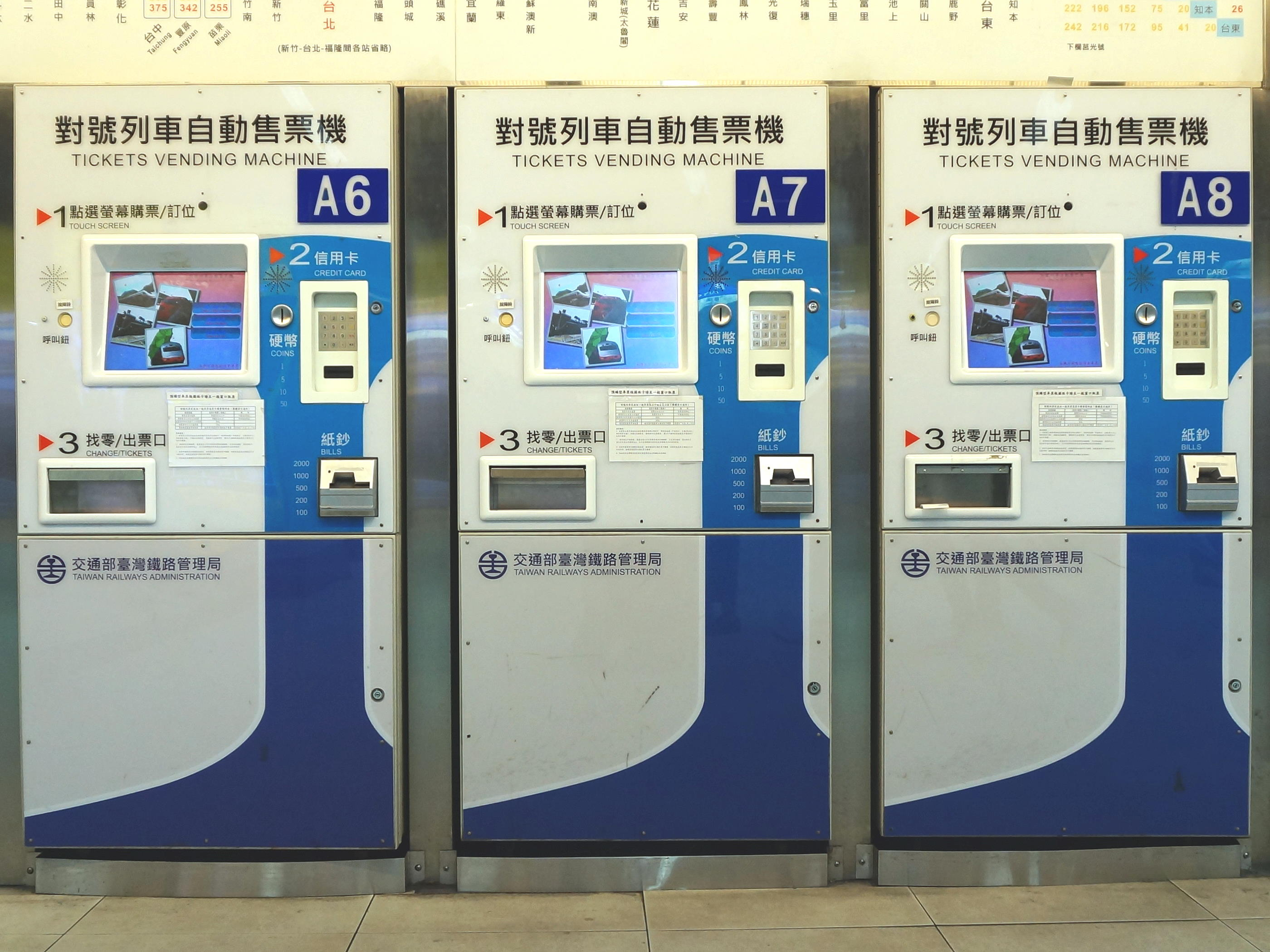
台鐵對號列車售票機
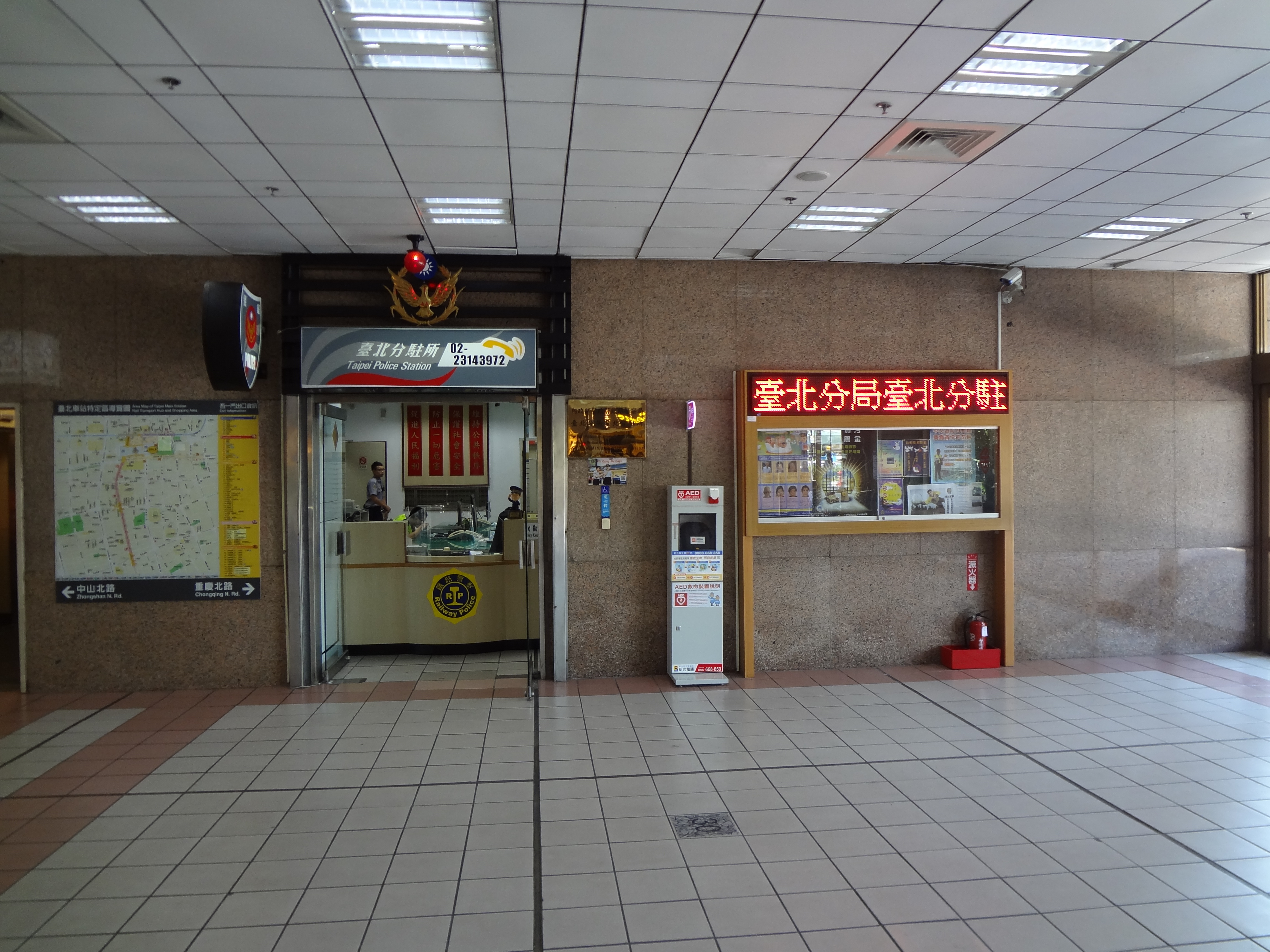
內政部警政署鐵路警察局臺北分局臺北分駐所

## 腳註

### 來源資料
1. ↑   (新闻稿). 台北捷運. 2016-04-11  [2016-04-11]. （原始内容存档于2016-04-11） （中文（繁體））.
2. 1 2 3 4  鐵道省. . 國立國會圖書館. 1937年12月: 頁518  [2021-03-13]. （原始内容存档于2021-11-07）.（日語）
3. 1 2  國營臺灣鐵路股份有限公司. .  (报告). 國營臺灣鐵路股份有限公司: 20–31. 2025年5月  [2025-05-08]. （原始内容存档于2025-05-08） （中文（臺灣）及英语）.
4. 1 2  . 臺灣高鐵客運運輸情形－中華民國113年12月. 臺灣高鐵. 2024-12  [2015-01-26].
5. 1 2  . 臺北大眾捷運股份有限公司. 2021-01-15.
6. ↑  .   [2011-06-29]. （原始内容存档于2012-05-30）.
7. ↑  林宜靜. . 中國時報. 2013-09-28  [2014-10-21]. （原始内容存档于2015-02-24） （中文（繁體））.
8. ↑   (PDF). 臺灣鐵路管理局. 2017-04-01  [2018-09-22]. ISBN 9789860519334. （原始内容 (PDF)存档于2018-08-31）.
9. ↑  .   [2011-09-16]. （原始内容存档于2010-05-01）.
10. ↑  台北車站不該簡稱「北車」？批踢踢鄉民又引論戰 （页面存档备份，存于）.三立新聞網.2016-03-19
11. ↑  美軍臺北-松山地圖(Taihoku-Matsuyama)：File:City Plans Taihoku-Matsuyama.jpg
12. ↑  . 中央研究院人文社會科學研究中心地理資訊科學研究專題中心.   [2021-06-26]. （原始内容存档于2019-06-30）.
13. ↑  . .sdpo.dorts.gov.tw.   [2014-08-09]. （原始内容存档于2013-11-13）.
14. ↑  . ETtoday新聞雲. 2016-07-27  [2016-07-28]. （原始内容存档于2016-07-29） （中文（繁體））.
15. ↑  全台最大迷宮台北車站　導航App幫你找路 （页面存档备份，存于）.聯合新聞網.2016-04-21
16. ↑  翁浩然. . 聯合報. 2018-03-16  [2018-03-17]. （原始内容存档于2018-03-17） （中文（臺灣））.
17. ↑  鐵道省. . 國立國會圖書館. 1917年3月: 頁241  [2021-06-27]. （原始内容存档于2021-11-08）.（日語）
18. ↑  （日語）官報第5450號臺灣總督府報告示第88號. . 大蔵省印刷局. 1901-08-19  [2018-09-22]. （原始内容存档于2021-06-14）. 國立國會圖書館
19. ↑  .   [2006-12-18]. （原始内容存档于2006-12-19）.
20. ↑  （日語）官報第5579號臺灣總督府告示第16號. . 大蔵省印刷局. 1902-01-28: 213  [2018-09-22]. （原始内容存档于2021-06-14）. 國立國會圖書館
21. ↑  （日語）官報第5670號臺灣總督府告示第62號. . 大蔵省印刷局. 1902-05-20: 661  [2018-09-22]. （原始内容存档于2021-06-14）. 国立国会図書館
22. ↑  件名:二等旅客取扱開始（鐵道部） （页面存档备份，存于） 1903年10月11日 中央研究院 數位文化中心
23. ↑  官報第909号台湾総督府告示第92、93号. . 国立国会図書館デジタルコレクション. 1915-08-12: 238  [2021-06-27]. （原始内容存档于2021-09-23）.
24. ↑  台湾総督府交通局. . 国立国会図書館デジタルコレクション. : 50  [2021-06-27]. （原始内容存档于2018-09-20）.
25. ↑  （日語）官報第3321號臺灣總督府告示第32號. . 大蔵省印刷局. 1923-08-24: 564頁  [2021-06-27]. （原始内容存档于2021-06-30）.,國立國會圖書館
26. ↑  Taipei Rear Station ~ 缺乏誠意．後火車站懷舊廣場.T.R 的台灣遊記 - Yahoo!奇摩部落格.2008-11-15 Archive.today的存檔，存档日期2012-07-29
27. ↑  . 臺北旅遊網. 2021-06-09  [2024-02-18]. （原始内容存档于2024-02-18）.
28. ↑  吳昱瑩. . 故事 StoryStudio. 2021-04-20  [2024-02-18]. （原始内容存档于2024-02-18）.
29. ↑  . 中時電子報. 2011-01-18  [2016-05-21]. （原始内容存档于2016-06-17）.
30. ↑  洪致文《台灣鐵道印象（下）》頁449
31. ↑  全台最大迷宮：台北車站.臺灣鐵道網.2009-05-25(存檔於2014年7月14日的網際網路檔案館)
32. 1 2 3 4 5 6 7 8 9  徐榮崇. . 臺北市文獻委員會. 2015年12月: 頁121–132  [2021-06-23]. ISBN 9789860469875. （原始内容存档于2020-12-07）.
33. ↑  . 臺鐵. 2001-10-02  [2020-03-01]. （原始内容存档于2001-12-05）.
34. ↑  . 西日本旅客鉄道ニュースリリース. 2015年12月1日  [2021年6月27日]. （原始内容存档于2015年12月8日） （日语）.
35. ↑  臺北車站大翻修 施工區小心[永久]，2011-03-05
36. ↑  臺北車站整容 售票區變展演廳 （页面存档备份，存于），大紀元2011-02-24
37. ↑  李姿慧. . 台灣《蘋果日報》. 2012-11-22  [2016-08-14]. （原始内容存档于2017-01-07） （中文（臺灣））.
38. ↑  李姿慧. . 台灣《蘋果日報》. 2015-08-07  [2016-08-14]. （原始内容存档于2017-01-07） （中文（臺灣））.
39. ↑  汪淑芬. . 中央通訊社. 2016-07-25  [2016-08-14]. （原始内容存档于2016-08-21） （中文（臺灣））.
40. ↑  鄭瑋奇. . 自由時報. 2016-10-07  [2018-01-14]. （原始内容存档于2018-01-14） （中文（臺灣））.
41. ↑  . The News Lens 關鍵評論網. 2013-11-18  [2019-08-24]. （原始内容存档于2019-09-06）.
42. ↑  . The News Lens 關鍵評論網. 2014-11-14  [2019-08-24]. （原始内容存档于2019-09-05）.
43. ↑  https://www.metro.taipei/News_Content.aspx?n=30CCEFD2A45592BF&sms=72544237BBE4C5F6&s=0B4F72270597362D （页面存档备份，存于） 配合臺北市政府捷運工程局進行電扶梯改善工程 部分車站出口將於5月中封閉施工
44. ↑  https://www.metro.taipei/News_Content.aspx?n=30CCEFD2A45592BF&sms=72544237BBE4C5F6&s= 配合臺北市政府捷運工程局進行電扶梯改善工程 部分車站出口將於11月封閉施工
45. ↑  https://www.metro.taipei/News_Content.aspx?n=30CCEFD2A45592BF&sms=72544237BBE4C5F6&s=2482558BC3452B06 （页面存档备份，存于） 配合臺北市政府捷運工程局進行電扶梯改善工程 臺北車站M1出口4月25日起封閉施工
46. ↑  悠遊網：擔心權益受損，台鐵工會2/24發動大規模抗爭 （页面存档备份，存于）.悠遊網.2003-02-24
47. ↑  臺灣省行政長官公署交通處鐵路管理委員會. . 臺灣省行政長官公署交通處鐵路管理委員會. 1947年5月: 28  [2021-02-11]. （原始内容存档于2020-05-01）. 國家圖書館
48. 1 2  . 臺北市文獻委員會. 1988年: 頁247–249  [2019-09-07]. （原始内容存档于2019-07-20）.
49. ↑  交通部臺灣鐵路管理局.  (报告). 國家圖書館 政府統計資訊網: 頁44–59. 1976年6月  [2021-12-29]. （原始内容存档于2021-08-24）.
50. ↑  交通部臺灣鐵路管理局.  (报告). 國家圖書館 政府統計資訊網: 頁26–41. 1977年6月  [2021-12-29]. （原始内容存档于2021-08-24）.
51. ↑  交通部臺灣鐵路管理局.  (报告). 國家圖書館 政府統計資訊網: 頁46–61. 1978年6月  [2021-12-29]. （原始内容存档于2021-08-24）.
52. ↑  交通部臺灣鐵路管理局.  (报告). 國家圖書館 政府統計資訊網: 頁70–87. 1981年6月  [2021-12-29]. （原始内容存档于2021-08-24）.
53. ↑  交通部臺灣鐵路管理局.  (报告). 國家圖書館 政府統計資訊網: 頁68–81. 1982年6月  [2021-12-29]. （原始内容存档于2021-08-24）.
54. ↑  交通部臺灣鐵路管理局.  (报告). 國家圖書館 政府統計資訊網: 頁62–75. 1983年6月  [2021-12-29]. （原始内容存档于2021-08-24）.
55. ↑  交通部臺灣鐵路管理局.  (报告). 國家圖書館 政府統計資訊網: 頁64–75. 1984年6月  [2021-12-29]. （原始内容存档于2021-08-24）.
56. ↑  交通部臺灣鐵路管理局.  (报告). 國家圖書館 政府統計資訊網: 頁66–77. 1985年6月  [2021-12-29]. （原始内容存档于2021-08-24）.
57. ↑  交通部臺灣鐵路管理局.  (报告). 國家圖書館 政府統計資訊網: 頁66–77. 1986年6月  [2021-12-29]. （原始内容存档于2021-09-06）.
58. ↑  交通部臺灣鐵路管理局.  (报告). 國家圖書館 政府統計資訊網: 頁64–75. 1987年6月  [2021-12-29]. （原始内容存档于2021-08-24）.
59. ↑  交通部臺灣鐵路管理局.  (报告). 國家圖書館 政府統計資訊網: 頁62–73. 1988年6月  [2021-12-29]. （原始内容存档于2021-08-24）.
60. ↑  交通部臺灣鐵路管理局.  (报告). 國家圖書館 政府統計資訊網: 頁42–53. 1989年6月  [2021-12-29]. （原始内容存档于2021-08-24）.
61. ↑  交通部臺灣鐵路管理局.  (报告). 國家圖書館 政府統計資訊網: 頁46–57. 1990年6月  [2021-12-29]. （原始内容存档于2021-09-06）.
62. ↑  交通部臺灣鐵路管理局.  (报告). 國家圖書館 政府統計資訊網: 頁48–59. 1991年6月  [2021-12-29]. （原始内容存档于2021-09-06）.
63. ↑  交通部臺灣鐵路管理局.  (报告). 國家圖書館 政府統計資訊網: 頁48–59. 1992年6月  [2021-12-29]. （原始内容存档于2021-09-06）.
64. ↑  交通部臺灣鐵路管理局.  (报告). 國家圖書館 政府統計資訊網: 頁48–59. 1993年6月  [2021-12-29]. （原始内容存档于2021-12-04）.
65. ↑  交通部臺灣鐵路管理局.  (报告). 國家圖書館 政府統計資訊網: 頁50–61. 1994年6月  [2021-12-29]. （原始内容存档于2021-09-06）.
66. ↑  交通部臺灣鐵路管理局.  (报告). 國家圖書館 政府統計資訊網: 頁58–69. 1995年6月  [2021-12-29]. （原始内容存档于2021-09-06）.
67. ↑  交通部臺灣鐵路管理局.  (报告). 國家圖書館 政府統計資訊網: 頁58–69. 1996年6月  [2021-12-29]. （原始内容存档于2021-09-06）.
68. ↑  交通部臺灣鐵路管理局.  (报告). 國家圖書館 政府統計資訊網: 頁64–75. 1997年6月  [2021-12-29]. （原始内容存档于2021-09-06）.
69. ↑  交通部臺灣鐵路管理局.  (报告). 國家圖書館 政府統計資訊網: 頁66–77. 1998年6月  [2021-12-29]. （原始内容存档于2021-07-07）.
70. ↑  臺北大眾捷運股份有限公司. . 「臺北市交通統計資料庫查詢系統」. 臺北市政府交通局. 2024-01-30  [2024-02-05]. （原始内容存档于2022-01-27）.
71. ↑  交通部臺灣鐵路管理局.  (报告). 國家圖書館 政府統計資訊網: 頁64–75. 1999年6月  [2021-12-29]. （原始内容存档于2021-09-06）.
72. ↑  交通部臺灣鐵路管理局.  (报告). 國家圖書館 政府統計資訊網: 頁64–75. 2000年6月  [2021-12-29]. （原始内容存档于2021-09-06）.
73. ↑  交通部臺灣鐵路管理局.  (报告). 國家圖書館 政府統計資訊網: 頁64–75. 2001年6月  [2021-12-29]. （原始内容存档于2021-09-06）.
74. ↑  交通部臺灣鐵路管理局.  (报告). 臺灣鐵路管理局: 頁. ISSN 1683-5913.
75. ↑  交通部臺灣鐵路管理局.  (报告). 國家圖書館 政府統計資訊網: 頁. ISSN 1683-5913. （原始内容存档于2021-09-06）.
76. ↑  交通部臺灣鐵路管理局.  (报告). 國家圖書館 政府統計資訊網: 頁. ISSN 1683-5913. （原始内容存档于2021-09-06）.
77. ↑  交通部臺灣鐵路管理局.  (报告). 國家圖書館 政府統計資訊網: 頁. ISSN 1683-5913. （原始内容存档于2021-09-06）.
78. ↑  交通部臺灣鐵路管理局.  (报告). 國家圖書館 政府統計資訊網: 頁. ISSN 1683-5913. （原始内容存档于2021-09-06）.
79. ↑   (PDF).   [2016年6月17日]. （原始内容存档 (PDF)于2016年9月24日）.
80. ↑  . 交通部統計查詢網.   [2025-05-18]. （原始内容存档于2025-05-20）.
81. ↑  .   [2020-03-05]. （原始内容存档于2020-03-24）.
82. ↑   (PDF).   [2019-06-10]. （原始内容 (PDF)存档于2011-12-29）. 臺灣鐵路管理局
83. ↑   (PDF).   [2019-06-10]. （原始内容 (PDF)存档于2012-06-16）. 臺灣鐵路管理局
84. ↑   (PDF).   [2019-06-10]. （原始内容 (PDF)存档于2013-06-02）. 臺灣鐵路管理局
85. ↑   (PDF).   [2019-01-31]. （原始内容 (PDF)存档于2014-05-14）. 臺灣鐵路管理局
86. ↑   (PDF).   [2016-01-31]. （原始内容 (PDF)存档于2015-09-24）. 臺灣鐵路管理局
87. ↑   (PDF).   [2019-05-16]. （原始内容 (PDF)存档于2016-07-05）. 臺灣鐵路管理局
88. ↑   (PDF).   [2019-05-16]. （原始内容 (PDF)存档于2017-08-19）. 臺灣鐵路管理局
89. ↑  . 臺灣鐵路管理局.   [2019-05-05]. （原始内容存档于2019-06-05）.
90. ↑  . 臺灣鐵路管理局.   [2019-05-25]. （原始内容存档于2019-06-04）.
91. ↑  . 臺灣鐵路管理局.   [2020-05-13]. （原始内容存档于2020-05-14）.
92. ↑  .  (报告) 中華民國109年. 臺灣鐵路管理局.   [2021-05-12]. （原始内容存档于2021-05-11）.
93. ↑  .  (报告) 中華民國110年. 交通部臺灣鐵路管理局. 2022年4月. （原始内容存档于2022-04-27）.
94. ↑  .  (报告) 中華民國111年. 交通部臺灣鐵路管理局. 2023年5月. （原始内容存档于2023-05-19）.
95. ↑  國營臺灣鐵路股份有限公司. .  (报告). 國營臺灣鐵路股份有限公司: 20–31. 2024年6月  [2024-08-16]. （原始内容存档于2024-05-22） （中文（臺灣）及英语）.
96. ↑  國營臺灣鐵路股份有限公司. .  (报告). 國營臺灣鐵路股份有限公司: 20–31. 2025年5月  [2025-05-08]. （原始内容存档于2025-05-08） （中文（臺灣）及英语）.
97. ↑  李志銘. . 2020-05-20  [2020-06-05]. （原始内容存档于2020-06-05）.
98. ↑  綜合報導. . 公視新聞網 PNN. 2018-06-17  [2025-07-01] （中文（繁體））.
99. ↑  江婉琦. . www.businesstoday.com.tw. 2024-01-29  [2025-07-01] （中文（臺灣））.
100. ↑  汪淑芬. . 中央社. 2020-05-19  [2020-06-02]. （原始内容存档于2020-06-07）.
101. ↑  洪采姍. . 太報. 2020-05-19  [2020-06-02]. （原始内容存档于2020-06-07）.
102. ↑  李樹人，《捷運意外 受傷護士：傷口兩個巴掌大》，原載《聯合晚報》。2005年1月2日，3版。
103. ↑  尤嬿妮. . 中時新聞網. 2019-03-24  [2024-11-22]. （原始内容存档于2022-08-21） （中文（臺灣））.

## 外部連結
臺灣鐵路公司
- 國營臺灣鐵路股份有限公司 – 台北車站（页面存档备份，存于）
- 國營臺灣鐵路股份有限公司 – 台北車站（環島）（页面存档备份，存于）

台灣高鐵
- 台灣高鐵公司 – 台北車站（页面存档备份，存于）

臺北旅遊網
- 臺鐵臺北車站  臺北旅遊網（页面存档备份，存于）

臺北捷運公司
- 路網圖、各站資訊及時刻表（台北捷運公司）（页面存档备份，存于）
- 臺北車站位置圖（台北捷運公司）（页面存档备份，存于）
- 臺北車站車站剖面相關位置圖（台北捷運公司）（页面存档备份，存于）

微風
- 微風台北車站（页面存档备份，存于）

臺北市政府捷運工程局
- 臺北市政府捷運工程局（页面存档备份，存于）

桃園大眾捷運股份有限公司
- 桃園大眾捷運股份有限公司（页面存档备份，存于）

桃園市政府捷運工程局
- 桃園市政府捷運工程局（页面存档备份，存于）

國光客運
- 國光客運（页面存档备份，存于）

臺北轉運站
- 臺北轉運站（页面存档备份，存于）

臺北市雙層觀光巴士
- 臺北市雙層觀光巴士（页面存档备份，存于）
- 販賣店現況 （页面存档备份，存于）
- 販賣店現況 （页面存档备份，存于）